# Arquitectura de Portugal

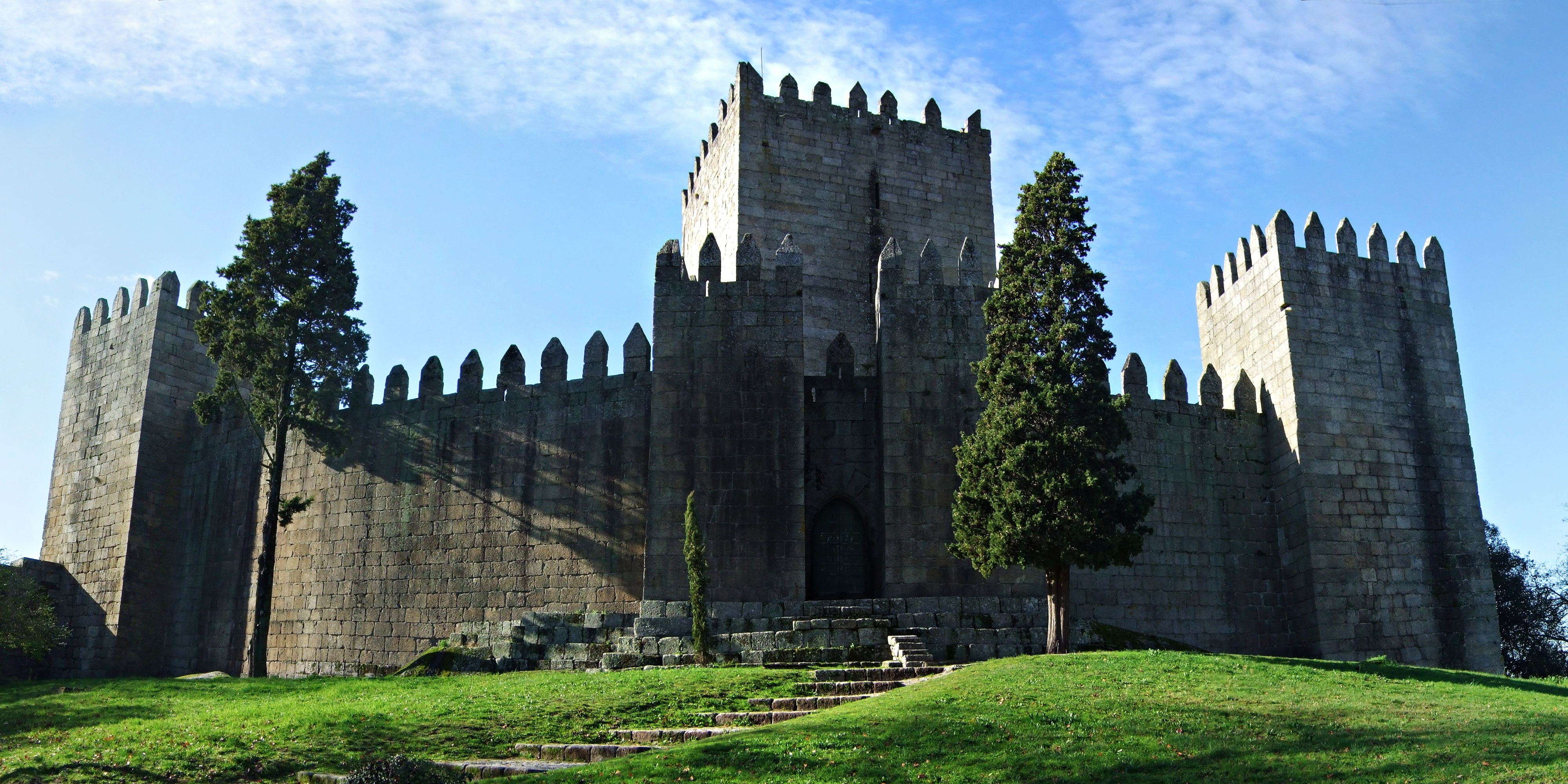
El castillo de Guimarães, un castillo del siglo X en Guimarães conocido como la «Cuna de Portugal», pues aquí nació y se bautizó el primer rey portugués, Alfonso Enríquez.

La arquitectura de Portugal se refiere a la arquitectura practicada en el territorio del Portugal actual desde antes incluso de la fundación del propio país en el siglo XII. El término también puede referirse a los edificios creados bajo la influencia portuguesa o por los arquitectos portugueses en otras partes del mundo, particularmente en el imperio portugués.
La arquitectura portuguesa, al igual que todos los aspectos de la cultura portuguesa, está marcada por la historia del país y de los diversos pueblos que se han asentado e influido en su territorio —romanos, suevos entre otros pueblos relacionados con las invasiones bárbaras, visigodos y árabes—, así como la influencia de los principales centros artísticos europeos desde los que llegaron los grandes estilos arquitectónicos: románico, gótico, renacentista, barroco y neoclásico. Las principales manifestaciones locales de la arquitectura portuguesa son el manuelino, la exuberante versión portuguesa del gótico tardío, y el estilo pombalino, una mezcla de barroco tardío y de neoclasicismo que se desarrolló después del Gran Terremoto de Lisboa de 1755.
En el siglo XX, la arquitectura portuguesa ha producido una serie de personalidades de talla internacional como Fernando Távora, Eduardo Souto de Moura y, especialmente, Álvaro Siza.

## Período prerromano

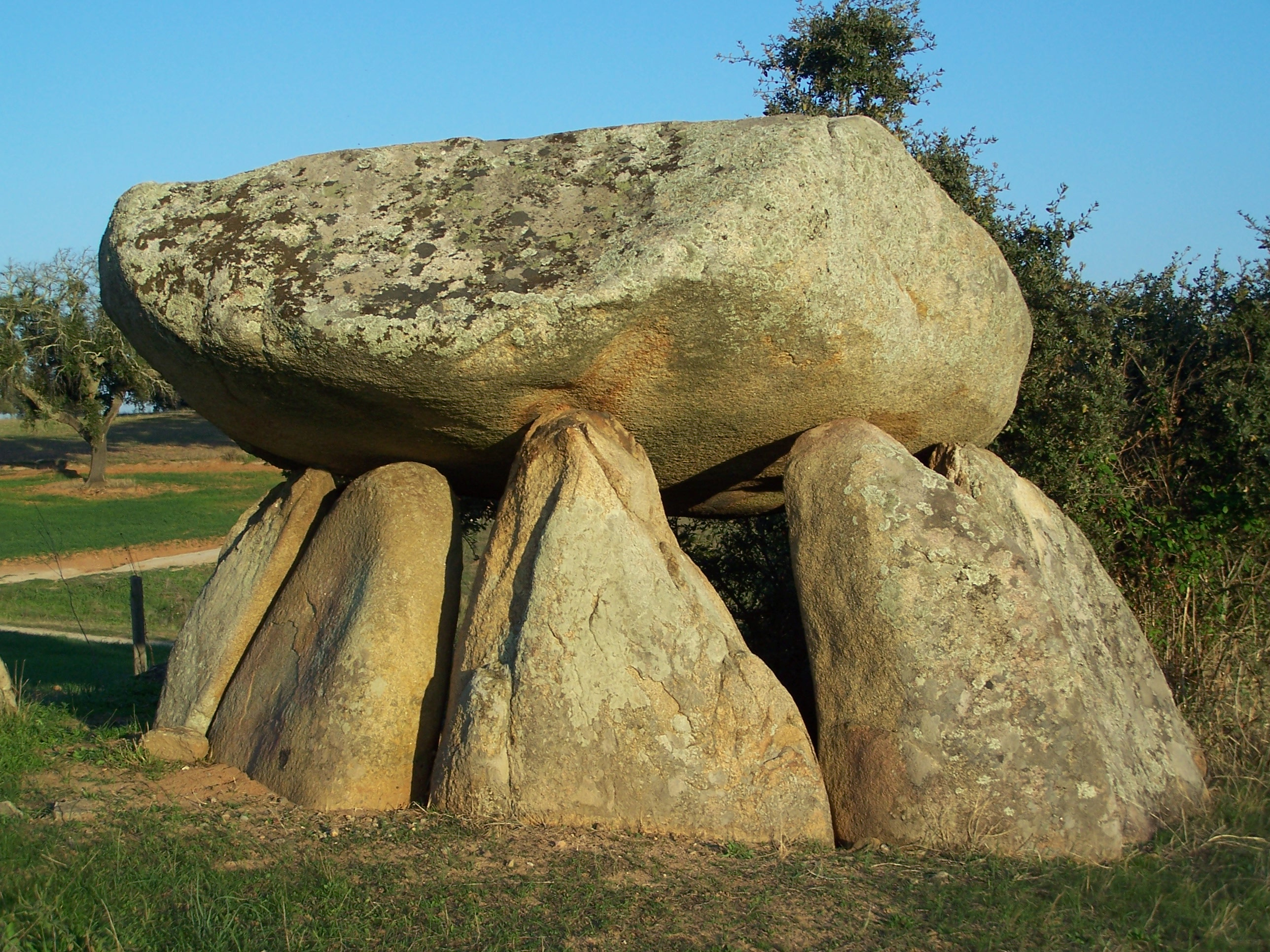
Anta (dolmen) en Cabeção, cerca de Mora, en el Alentejo.

### Megalitos
Los ejemplos más tempranos de la actividad arquitectónica en Portugal datan del Neolítico y consisten en estructuras asociadas a la cultura megalítica. El interior de Portugal está salpicado de un gran número de dólmenes (llamados antas), túmulos (mamoas) y menhires. La región del Alentejo es especialmente rica en monumentos megalíticos, como el notable Anta Grande do Zambujeiro, que se encuentra cerca de Évora. Se pueden encontrar piedras en pie aisladas o formando matrices circulares (círculos de piedra o cromlechs). El crómlech de los Almendros, también situado cerca de Évora, es el más grande de la península ibérica, con cerca de 100 menhires dispuestos en dos matrices elípticas de orientación este-oeste.

### Poblados celtas

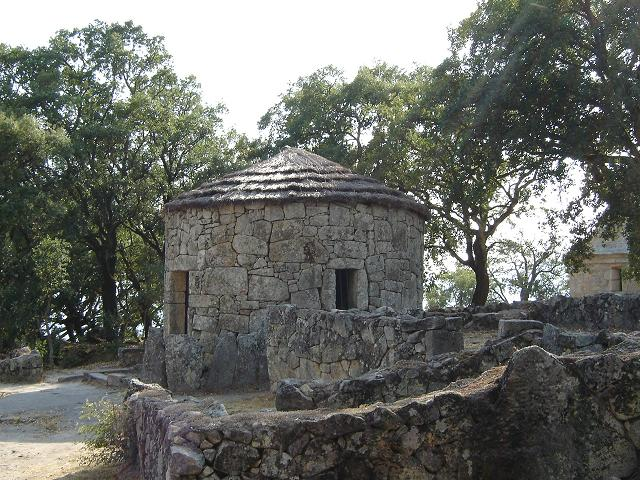
Casa de la Edad del Hierro en Citânia de Briteiros.

Varios poblados prehistóricos fortificados que datan del Calcolítico se encuentran a lo largo del río Tajo, como el de Vila Nova de São Pedro, cerca de Cartaxo, y el Castro de Zambujal, cerca de Torres Vedras. Estos sitios fueron ocupados en el período alrededor de 2500-1700 a. C. y estuvieron rodeados por murallas de piedra y torres, un signo de la conflictividad de la época.
A partir de alrededor del siglo VI a. C., el noroeste de Portugal, así como la vecina Galicia en España, vio el desarrollo de la cultura céltica de los castros (cultura castreja). Esta región estaba salpicada de pequeños poblados en colinas fortificadas o castros (llamados citânias o cividades) que en su mayor parte siguieron existiendo bajo la dominación romana, cuando la zona ense incorporó a la provincia de Gallaecia. Los sitios arqueológicos más importantes son los de Citânia de Sanfins, cerca de Paços de Ferreira, Citânia de Briteiros, cerca de Guimarães, y Cividade de Terroso, cerca de Póvoa de Varzim. Por razones defensivas, estos castros habían sido construidos sobre terrenos elevados y estaban rodeados por anillos de muros de piedra (Terroso tenía tres anillos murarios). Las casas tenían forma redonda, con paredes de piedra sin mortero, mientras que las cubiertas eran vegetales. En algunos de ellos se construyeron baños, como en Briteiros y Sanfins.

## Periodo romano

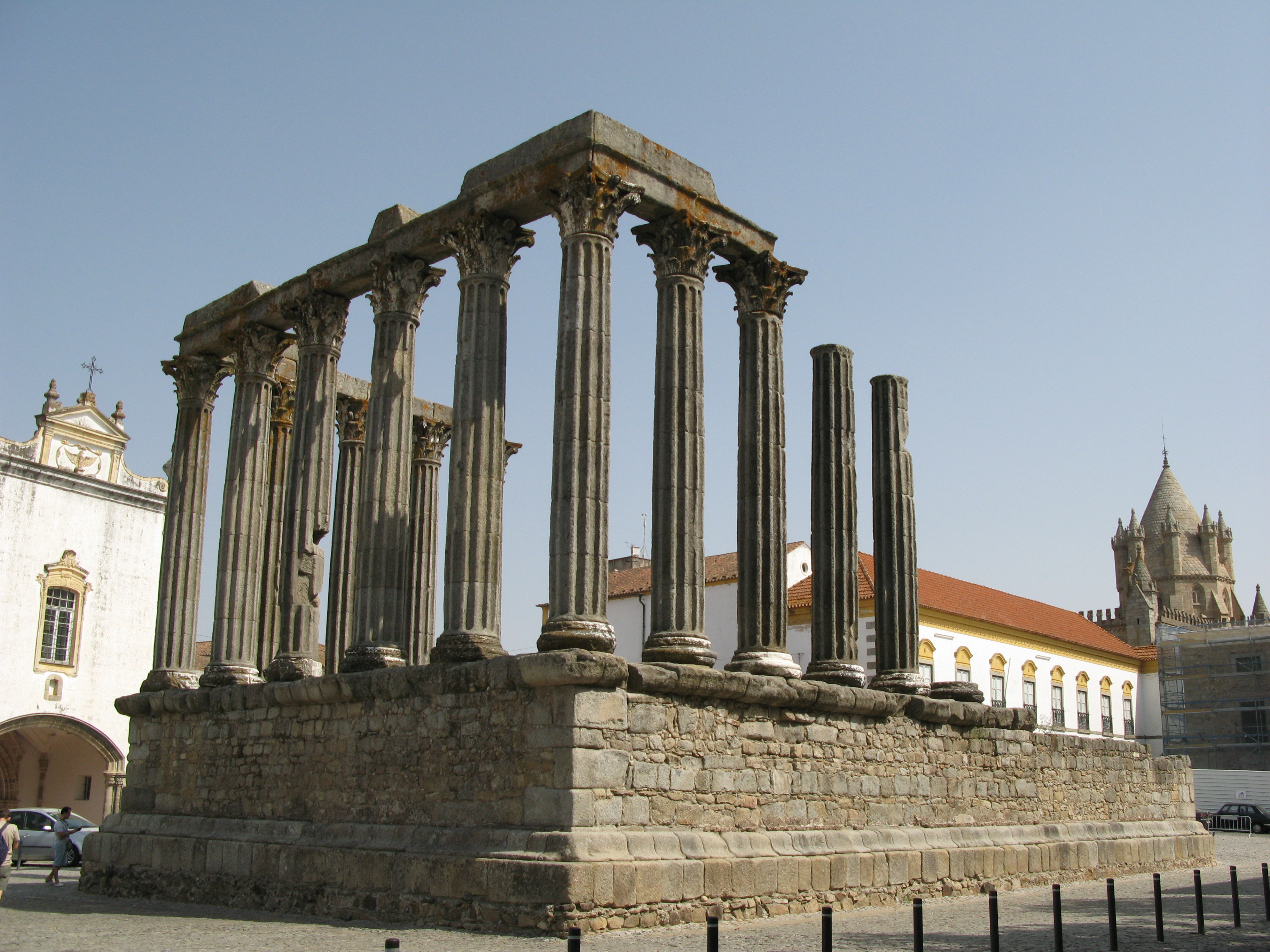
Templo romano de Évora.

La arquitectura se desarrolló significativamente en el siglo II a. C. con la llegada de los romanos, que llamaron Hispania a la península ibérica. Los asentamientos y pueblos conquistados eran a menudo modernizados siguiendo modelos romanos, con la construcción de un foro, calles, teatros, templos, termas, acueductos y otros edificios públicos. También se construyó una articulada red viaria, con un conjunto eficiente de carreteras y puentes que enlazaban las ciudades y otros asentamientos.
Braga (Bracara Augusta) fue la capital de la provincia Gallaecia y todavía conserva vestigios de baños públicos, de una fuente pública (llamada fuente del Ídolo) y de un teatro. Évora cuenta con un templo romano bien conservado, probablemente dedicado al culto del emperador Augusto. Un puente romano cruza el río Támega en la ciudad de Chaves (Aquae Flaviae). Lisboa (Olissipo) tiene restos de un teatro en el barrio de Alfama.

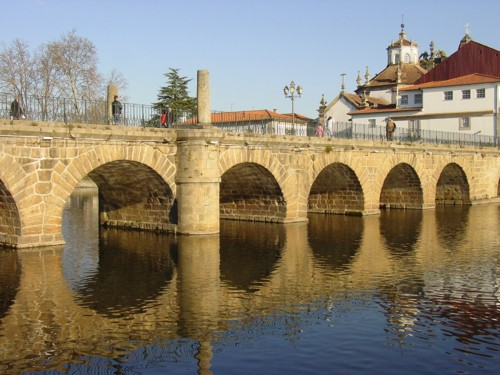
Puente romano de Aquae Flaviae, la actual Chaves.

Los restos mejor conservados de una villa romana son los de Conimbriga, que se encuentra cerca de Coímbra. Las excavaciones revelaron la existencia de las murallas de la ciudad, de baños, un foro, un acueducto, un anfiteatro y casas para las clases populares (insulae), así como de lujosas mansiones (domus) con patios centrales decorados con mosaicos. Otra importante villa romana excavada es Miróbriga, cerca de Santiago do Cacém, que tiene un templo romano bien conservado, baños, un puente y los vestigios del único hipódromo romano conocido en Portugal.
En el interior, los romanos ricos establecieron villae, casas de campo dedicadas a la agricultura. Muchas villaes tenían instalaciones gusta baños y estaban decorados con mosaicos y pinturas. Sitios importantes son la Villae de Pisões (cerca de Beja), Torre de Palma (cerca de Monforte) y Centum Cellas (cerca de Belmonte). Este último tiene ruinas bien conservadas de una torre de tres pisos que fue parte de la residencia del propietario de la villa.

## Período germánico

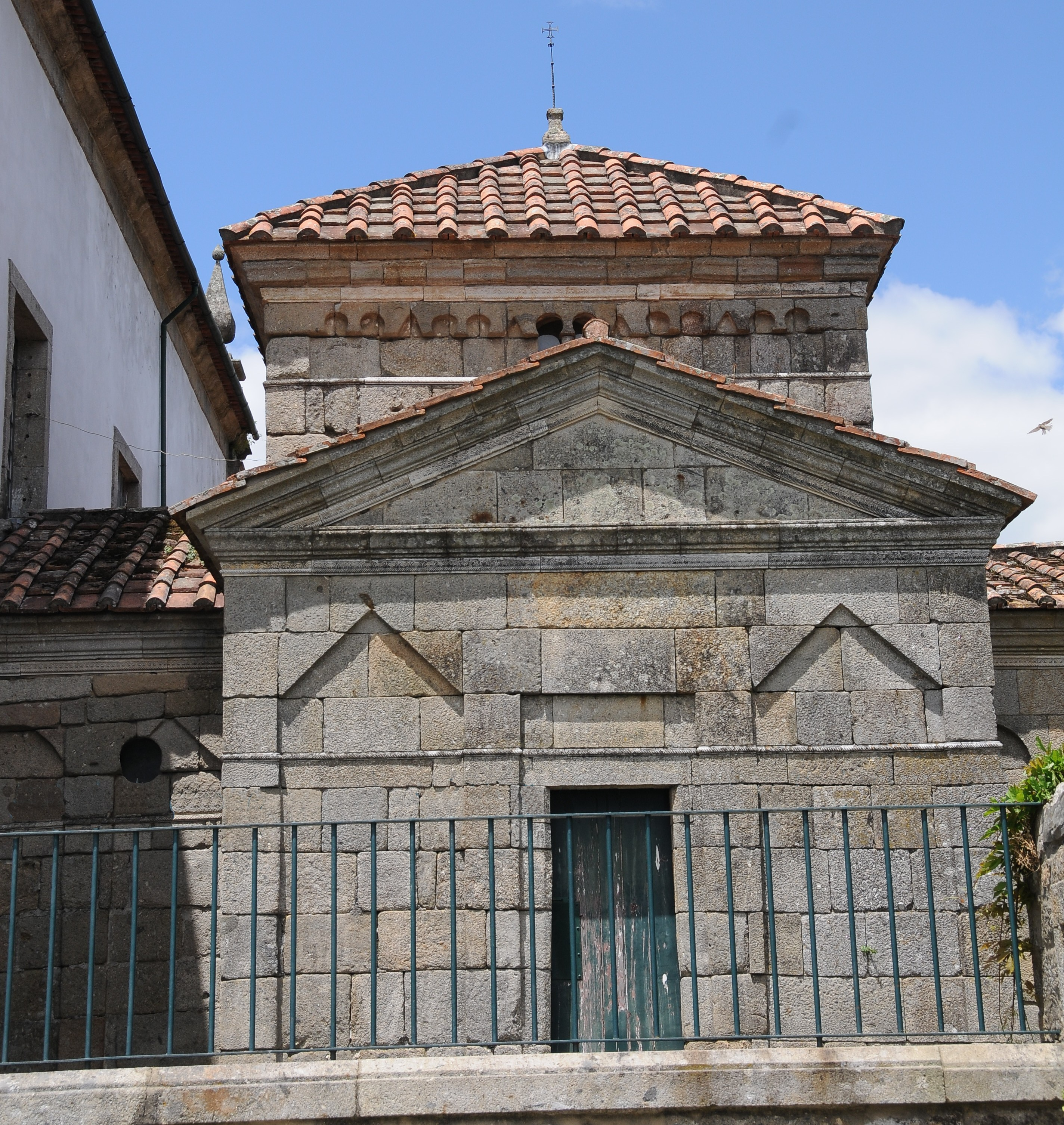
La Capilla de San Frutuoso, cerca de Braga, un edificio de planta de cruz griega de influencia bizantina (siglo VII).

La dominación romana en Hispania terminó con las invasiones de los pueblos germánicos (especialmente de suevos y visigodos) que empiezan en el siglo V. Muy pocos edificios sobreviven de la época de la dominación visigoda (ca. 580-770), la mayoría de ellos modificados en los siglos siguientes. Uno de ellos es la pequeña capilla de San Fructuoso, cerca de Braga, que formaba parte de un monasterio visigodo construido en el siglo VII. El edificio tiene planta de cruz griega con brazos rectangulares y una cúpula central; tanto la cúpula como los brazos de la capilla están decorados con arcos en relieve. La capilla muestra claras influencias de los edificios bizantinos, como el Mausoleo de Gala Placidia en Rávena.
Después de 711, en el período de dominación mora de la península ibérica, el cristiano reino de Asturias (ca. 711-910), situado en la parte norte de la península, fue un centro de resistencia (véase: Reconquista). Además, muchos cristianos (mozárabes) vivían en los territorios árabes y se les permitió practicar su religión y construir iglesias. La arquitectura asturiana y el arte mozárabe influyeron en los edificios cristianos en el futuro territorio portugués, como se ve en las pocas estructuras que han sobrevivido de esa época. La más importante de ellas es la Iglesia de São Pedro de Lourosa, situado cerca de Oliveira do Hospital, que lleva una inscripción que da 912 como el año de su construcción. La iglesia es una basílica de tres naves separadas por arcos de herradura, un nártex sobre la fachada y ventanas en forma de herradura con parteluz de influencia asturiana en el pasillo central.
Otros iglesias prerrománicas construidas bajo la influencia asturiana y mozárabe son São Pedro de Balsemão, cerca de Lamego, con una planta de basílica, y la capilla de São Gião, cerca de Nazaré, a pesar de que algunos autores consideran que estos edificios pueden ser de origen visigodo. Los espacios interiores de estos edificios están todos divididos por los típicos arcos de herradura. La capilla visigoda de San Fructuoso también se modificó en el siglo X, cuando a los brazos de las capillas se les dio una planta circular y arcos de herradura.

## Período moro

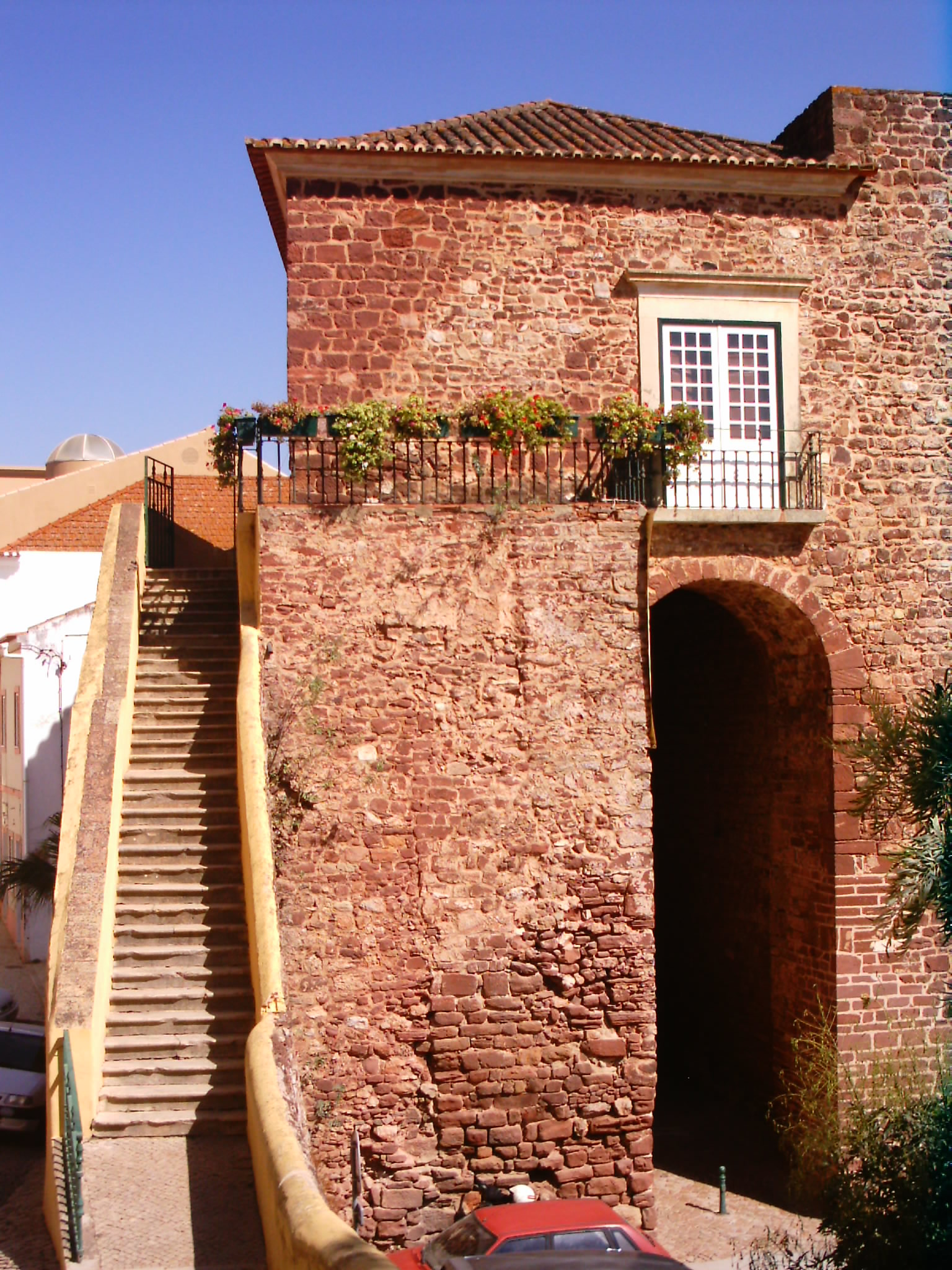
Puerta principal (Porta de Loulé) del casco antiguo de la ciudad árabe (Almedina) de Silves.

La invasión de la península ibérica en el año 711 por los moros desde el Magreb puso fin a la dominación visigoda en Hispania, que los recién llegados llamaron al-Ándalus. La presencia mora influyó fuertemente en el arte y la arquitectura en territorio portugués, especialmente en el sur del país, donde la Reconquista no terminó hasta 1249. Sin embargo, en contraste con la vecina España, pocos edificios islámicos en Portugal han sobrevivido intactos hasta nuestros días. Las casas tradicionales en muchas ciudades y pueblos de Portugal tienen fachadas simples y blancas que se prestan a que el conjunto de calles y barrios tengan una apariencia islámica, similar a la de los pueblos del norte de África. Muchos pueblos y barrios de ciudades han conservado el trazado de las calles de la época islámica, como el barrio de Alfama en Lisboa. Los edificios árabes a menudo se construyeron con técnicas de tierra apisonada (taipa) y de adobe, seguidos por el blanqueo de las paredes.

### Castillos moros
Los moros construyeron fuertes castillos y fortificaciones en muchas ciudades pero, aunque muchos castillos medievales portuguesas se originaron en la época islámica, la mayoría de ellos fueron ampliamente remodelados después de la reconquista cristiana. Uno de los mejor conservados es el castillo de Silves, situado en Silves, la antigua capital del Al-Garb, actual Algarve. Construido entre los siglos VIII y XIII, el castillo de Silves ha conservado sus murallas y torres de forma cuadrada de la época musulmana, así como las cisternas —depósitos de agua utilizados en caso de asedio— del siglo XI. El antiguo centro árabe de la ciudad —la Almedina— estaba defendida por una muralla y varias torres y puertas fortificadas, partes de las cuales aún se conservan.
Otro castillo islámico notable en el Algarve es el castillo de Paderne, cuyas paredes en ruinas evidencian la técnica del tapial utilizada en su construcción. El castillo de los Moros de Sintra, cerca de Lisboa, también ha conservado restos de muros y una cisterna de la época musulmana. Parte de las murallas árabes se han conservado en Lisboa (la llamada Cerca Velha) y en Évora. Se pueden encontrar puertas moras de la ciudad, con la silueta característica del arco de herradura, en Faro y Elvas.

### Mezquitas

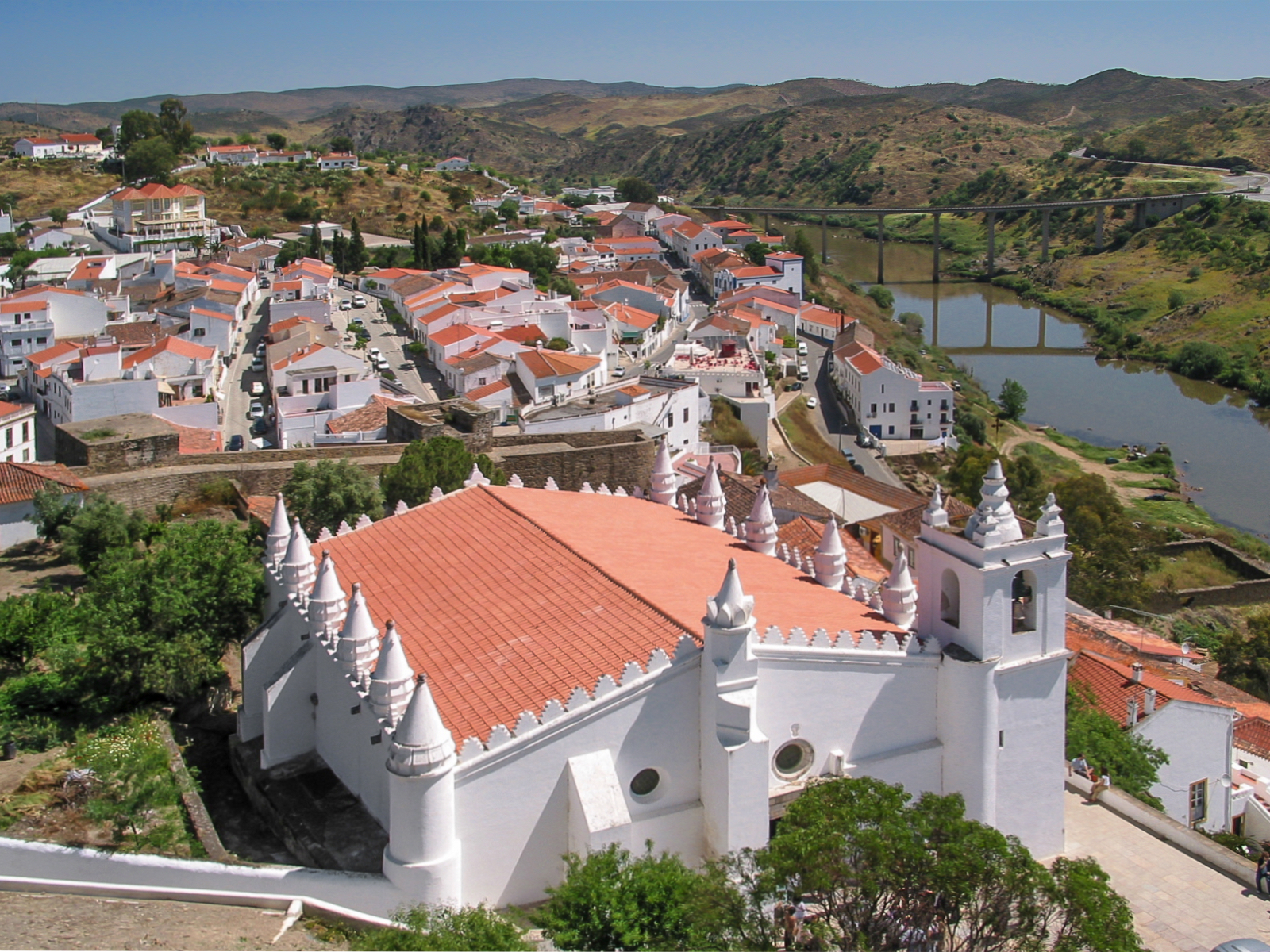
Vista de Mértola; la Iglesia Matriz, anteriormente una mezquita, está en el primer plano.

Muchas mezquitas fueron construidas en todo el territorio portugués durante la dominación musulmana, pero prácticamente todas ellas se han convertido en iglesias y catedrales cristianas, y las características islámicas no pueden ser identificadas. Así, las catedrales de Lisboa, Silves y Faro, por ejemplo, probablemente están construidas sobre los restos de las grandes mezquitas después de la Reconquista.
La única excepción a esta regla es la Iglesia Matriz (Matriz) de Mértola, en la región del Alentejo. La mezquita de Mértola fue construida en la segunda mitad del siglo XII y, aunque ha sufrido varias modificaciones, sigue siendo la mezquita medieval mejor conservada de Portugal. El interior de la iglesia tiene una planta aproximadamente cuadrada, con 4 naves con un total de 12 columnas que soportan una bóveda de crucería del siglo XVI de estilo manuelino. A pesar de que el techo se ha modificado y algunos pasillos fueron suprimidos en el siglo XVI, el laberíntico interior con su bosque de pilares se relaciona claramente con otras mezquitas contemporáneas de España y el Magreb. La pared interna todavía tiene un mihrab, un nicho decorado que indica la dirección de La Meca. Además, la iglesia tiene tres arcos de herradura con una chambrana, un elemento decorativo islámico típico.

## Estilo románico (1100-ca.1230)
La arquitectura románica se introdujo en Portugal entre el final del siglo XI y principios del XII. Los primeros edificios románicos más influyentes fueron la catedral de Braga y el monasterio de Rates. La catedral de Braga fue reconstruida en el 1070 por el obispo Pedro y consagrada en 1089, aunque sólo el ábside fue terminado a tiempo. El ambicioso plan del obispo era crear una peregrinación a la iglesia, con tres naves laterales, un ambulatorio y un gran transepto. Una reliquia de ese proyecto temprano puede ser una pequeña capilla oriental ubicada hoy en día fuera de la propia iglesia.
La actividad constructiva se aceleró después de 1095, cuando el conde Enrique de Borgoña tomó posesión del condado Portucalense. El conde Enrique llegó a Portugal con un buen número de nobles borgoñoñeos y también de monjes benedictinos de la abadía de Cluny, que estaba encabezada por su propio tío abuelo, Hugo de Cluny. Los benedictinos y otras órdenes religiosas dieron un gran impulso a la arquitectura románica durante todo el siglo XII. El conde Enrique también patrocinó la construcción del monasterio de Rates (comenzado en 1096), que seráuna de las obras fundamentales del primer románico portugués, aunque el proyecto fue modificado varias veces a lo largo del siglo XII. La relevancia de su arquitectura y esculturas, con diversas influencias arquitectónicas, hacen de ese edificio un caso de estudio que se refleja en la producción de más arte románico en el naciente reino de Portugal.
Las escuelas de Braga y Rates fueron muy influyentes en el norte de Portugal. Se encuentran iglesias monásticas románicas del siglo XII en Manhente (cerca de Barcelos), con un portal que data de alrededor de 1117; en Rio Mau (São Cristóvão), cerca de Vila do Conde), con un ábside excepcional desde 1151; en Travanca (cerca de Amarante); en Paço de Sousa (cerca de Penafiel); en Bravaes (São Salvador)  (cerca de Ponte da Barca); en Pombeiro (cerca de Felgueiras) y en muchos otros lugares.
- Las primeras y pequeñas iglesias románicas rurales
- Iglesia de Manhente y torre
- Fachada del monasterio de Travanca con una ventana de hendidura estrecha y su torre defensiva única.
- La iglesia de San Salvador de Bravaes
- São Cristóvão de Rio Mau

La difusión del románico en Portugal siguió la dirección norte-sur de la Reconquista, especialmente durante el reinado de Afonso Henriques, el hijo del conde Enrique y primer rey de Portugal. En Coímbra, Afonso Henriques creó el monasterio de Santa Cruz, una de las más importantes de las fundaciones monásticas de la época, aunque el edificio actual es el resultado de una remodelación del siglo XVI. Afonso Henriques y sus sucesores también patrocinaron la construcción de muchas nuevas catedrales en las sedes obispales del país. Esa generación de catedrales románicas incluye la de Braga, ya mencionada, la de Oporto, la vieja de Coímbra, la de Viseu, la de Lamego y la de Lisboa.
Todas las catedrales románicas portuguesas fueron modificadas ampliamente con posterioridad, con la excepción de la catedral Vieja de Coímbra (comenzada 1162), que ha permanecido casi inalterada. La catedral de Coímbra es una iglesia de planta de cruz latina con tres naves, un transepto con brazos cortos y tres capillas en el Este. La nave central está cubierta por una bóveda de cañón de piedra mientras que las naves laterales están cubiertas por bóvedas de arista. El segundo piso de la nave central tiene una galería de arcos (triforio), y el crucero está coronado por una cúpula. Este esquema general está relacionado con la planta de la catedral de Santiago de Compostela, en Galicia, aunque el edificio de Coímbra es mucho menos ambicioso.
La catedral de Lisboa (comenzada ca. 1147) es muy similar a la catedral de Coímbra, a excepción de que la fachada oeste está flanqueada por dos enormes torres, una característica observada en otras catedrales como Oporto y Viseu. En general, las catedrales portuguesas tenían un aspecto de fortaleza de apariencia pesada, con merlones y poca decoración, aparte de los portales y ventanas.
Un destacado edificio románico religioso es la iglesia Redonda (Rotunda) en el castillo de Tomar, que fue construida en la segunda mitad del siglo XII por los caballeros templarios. La iglesia es una estructura redonda con un octógono central en arco, y probablemente fue el modelo de la Cúpula de la Roca en Jerusalén, que los cruzados erróneamente creyeron que eran un vestigio del Templo de Salomón. La iglesia del Santo Sepulcro de Jerusalén también pudo haber servido como modelo.
La distribución cronológica y geográfica de los edificios románicos en Portugal está íntimamente relacionada con la organización territorial que surge de la Reconquista, siendo la razón fundamental de las diferencias entre un fenómeno artístico de influencia local en el norte del país y un tipo más "internacional" en edificios como las catedrales de Coímbra y Lisboa. La arquitectura románica se desarrolló por primera vez en las regiones del Miño y del Duero (con la catedral de Braga como su referencia) y luego se extendió hacia el sur hasta Coímbra. Es en las zonas rurales del noroeste y en las regiones centrales donde los edificios románicos están más concentrados, sobre todo en las riberas de los ríos Duero y Mondego.
Los tiempos difíciles de la Reconquista portuguesa significaron la construcción de muchos castillos para proteger a las poblaciones de moros y castellanos. El rey Afonso Henriques patrocinó la construcción de muchas fortificaciones (a menudo remodelando castillos árabes como el mismo castillo de San Jorge de Lisboa) y la concesión de tierras a órdenes militares —especialmente a los caballeros templarios y a los caballeros hospitalarios— que se responsabilizaron de la defensa de las fronteras y los pueblos. Los caballeros templarios construyeron varias fortalezas siguiendo la línea del río Tajo, como los castillos de Pombal (c.1156), Tomar (1160), Monsanto (1165), Penas Roias (1166), Belver, Almourol (1171) y Longroiva (1174). Se les atribuye haber introducido la torre del homenaje en la arquitectura militar portuguesa.
- Destacados edificios románicos portugueses
- Catedral de Braga
- Iglesia de San Pedro de Rates
- Catedral de Oporto, con su fachada pesada e imponente con contrafuertes gruesos, embellecida luego con un portal barroco
- Abadía de Tarouca, comenzada en 1144, el año de la llegada de los monjes cistercienses a Portugal (la fachada es copia de la abadía de Fontenay)

## Arquitectura gótica (ca.1200-ca.1450)

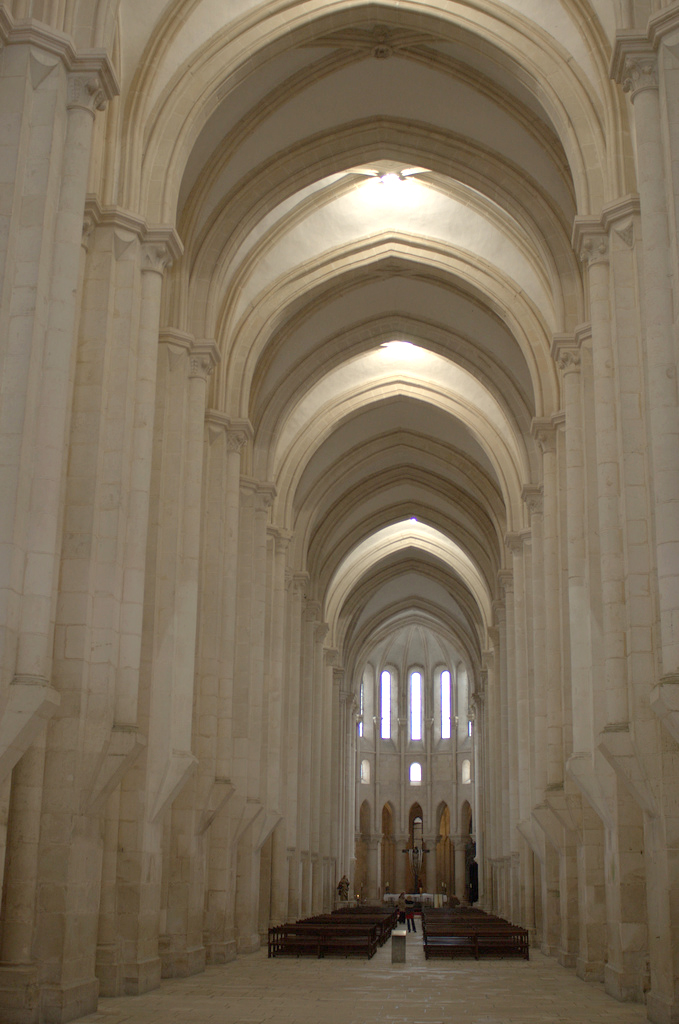
Nave central de la iglesia de monasterio de Alcobaza (siglos XII al XIII).

### Iglesias y monasterios góticos
La arquitectura gótica llegó a Portugal de la mano de la Orden Cisterciense. El primer edificio plenamente gótico en Portugal es la iglesia del monasterio de Alcobaza, un magnífico ejemplo de las formas arquitectónicas simples y claras favorecidas por los cistercienses. La iglesia fue construida entre 1178 y 1252 en tres fases, y parece inspirada en la abadía de Clairvaux, en la Champaña. Sus tres naves son muy altas y estrechas, dando una impresión excepcional de altura. Toda la iglesia está cubierta por bóvedas de nervadura y la capilla mayor tiene un ambulatorio y una serie de capillas radiantes. La bóveda de la girola se apoya externamente en arbotantes, características típicas de la arquitectura gótica y una novedad en el momento en Portugal.
Después de la fundación de Alcobaza, el estilo gótico fue difundido fundamentalmente por las órdenes mendicantes (principalmente franciscanos, agustinos y dominicos). A lo largo de los siglos XIII y XIV, se fundaron varios conventos en los centros urbanos, encontrando importantes ejemplos en Oporto (Iglesia de San Francisco), Coímbra (Monasterio de Santa Clara-a-Velha), Guimarães (São Francisco, São Domingos), Santarém (São Francisco, Santa Clara), Elvas (São Domingos), Lisboa (ruinas del Convento do Carmo) y muchos otros lugares. Las iglesias góticas mendicantes tenían generalmente tres naves cubiertas con techos de madera y un ábside con tres capillas cubiertas con bóveda de crucería. Estas iglesias también carecían de torres y estaban en su mayoría carentes de decoración arquitectónica, a tono con los ideales mendicantes. El gótico mendicante también fue adoptado en varias iglesias parroquiales construidas en todo el país, por ejemplo, en Sintra (Santa Maria), Mafra, Lourinhã y Loulé.

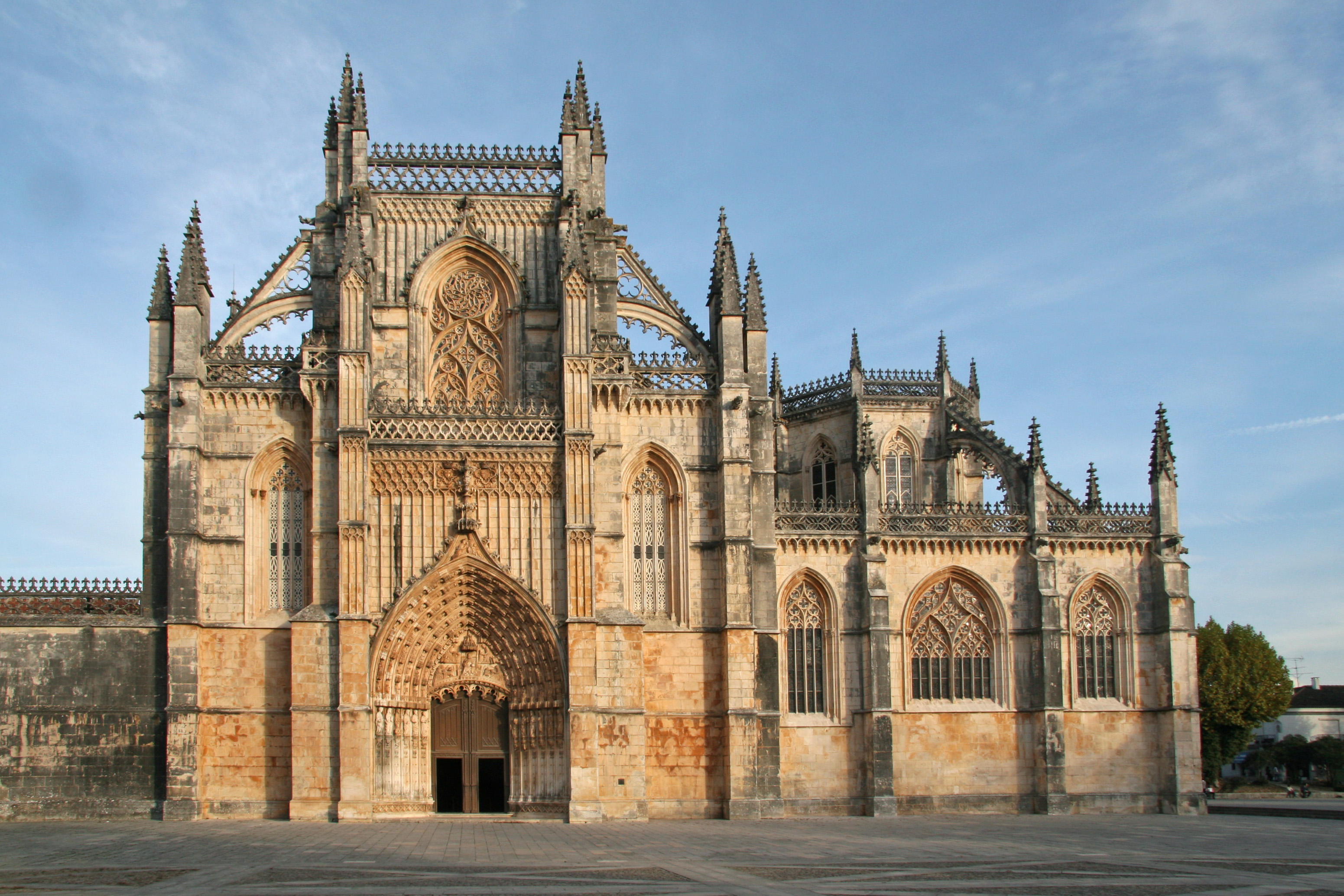
Gótico flamígero en el monasterio de Batalha: fachada de la iglesia (izquierda) y capilla del Fundador (derecha).

Muchas de las catedrales románicas fueron modernizadas con elementos góticos. Así, la nave románica de la catedral de Oporto está soportada por arbotantes, unos de los primeros construidos en Portugal (siglo XIII). El ábside de la catedral de Lisboa fue totalmente remodelado en la primera mitad del siglo XIV, cuando ganó un ambulatorio gótico iluminado por un claristorio (fila alta de ventanas en el piso superior). El ambulatorio tiene una serie de capillas radiantes iluminadas con grandes ventanales, que contrastan con la oscura nave románica de la catedral. Un edificio de transición importante es la catedral de Évora, construida durante el siglo XIII; a pesar de que su planta, fachada y alzado se inspiran en la catedral de Lisboa, sus formas (arcos, ventanas, bóvedas) ya son góticas. Muchas iglesias góticas mantienen el aspecto de fortalezas de los tiempos románicos, como la catedral de Évora ya mencionada, la Iglesia del Monasterio de Leça do Balio (siglo XIV), cerca de Matosinhos, e incluso en fecha tan tardía como el siglo XV, con la Iglesia principal de Viana do Castelo.
Algunos claustros góticos se construyeron, y todavía se pueden encontrar, en las catedrales de Oporto, Lisboa y Évora (todas desde el siglo XIV), así como en monasterios como los de Alcobaza, Santo Tirso y el Convento de la Orden de Cristo.
A principios del siglo XV, el edificio del monasterio de Batalha, patrocinado por el rey Juan I, llevó a una renovación del gótico portugués. Después de 1402, las obras se confiaron al maestro Huguet, de origen desconocido, que introdujo el estilo gótico flamígero en el proyecto. Todo el edificio está decorado con pináculos góticos (cogullos), relieves, grandes ventanales con intrincada tracería y elaborados merlones. El portal principal tiene una serie de arquivoltas decoradas con multitud de estatuas, mientras que el tímpano tiene un relieve que representa a Cristo y los Evangelistas. la capilla del Fundador y la sala Capitular tienen elaboradas bóvedas de estrella acanaladas, desconocidas en Portugal hasta entonces. Batalha influyó en los talleres del siglo XV como los de la catedral de Guarda y la catedral de Silves y los de los monasterios en Beja (Nossa Senhora da Conceição) y Santarém (Convento da Graça)..
Otra variante gótica fue el llamado gótico-mudéjar, que se desarrolló en Portugal a finales del siglo XV, especialmente en la región del Alentejo. El nombre mudéjar se refiere a la influencia del arte islámico en los reinos cristianos de la península ibérica, especialmente en la Edad Media. En el Alentejo y en otros lugares, la influencia mudéjar en varios edificios es evidente en el perfil de ventanas y portales, a menudo con arcos de herradura y un parteluz, las torres circulares con pináculos cónicos, merlones islámicos, etc., así como decoración de azulejos. Son ejemplos el pórtico de la iglesia de San Francisco (Évora), el patio del Palacio Nacional de Sintra y varias iglesias y palacios en Évora, Elvas, Arraiolos, Beja, etc. El estilo mudéjar finalmente se mezcló con el estilo manuelino en el siglo XVI.

### Castillos y palacios góticos

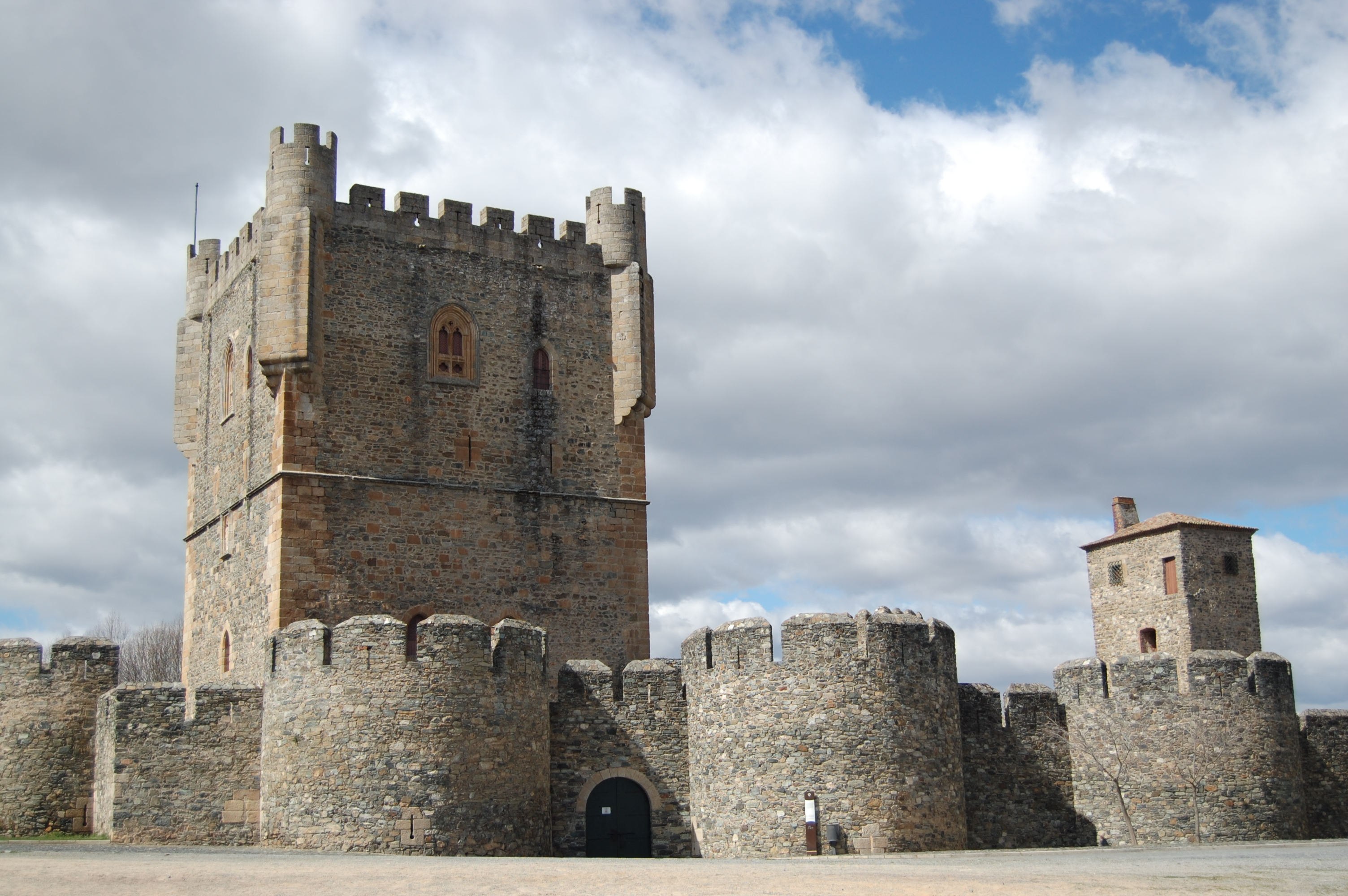
Vista del castillo de Braganza. El gran torreón del homenaje fue construido en el siglo XV.

Durante la época gótica, varios castillos tuvieron que ser construidos o reforzados, especialmente siguiendo la frontera con el reino de Castilla. En comparación con los castillos anteriores, los castillos góticos en Portugal tendían a tener más torres, a menudo de forma circular o de planta semicircular (para aumentar la resistencia a los proyectiles), las torres del homenaje tendían a ser poligonales, y las puertas del castillo a menudo se defendían por un par de torres que las flanqueaban. Una segunda muralla más baja (barbacana) se construye a menudo siguiendo el perímetro de las paredes principales para evitar que las máquinas de guerra se acercasen al castillo. Características como matacanes y mejores aspilleras también se generalizaron.
Comenzando en el siglo XIV, las torres del homenaje se hicieron más grandes y más sofisticadas, con techos de bóvedas de crucería e instalaciones como chimeneas. Torres del homenaje con mejores características residenciales se pueden encontrar en los castillos de Beja, Estremoz y Braganza, mientras que algunos castillos posteriores (siglo XV) se convirtieron en palacios reales, como los de Penedono, Ourém y Porto de Mós. El caso más significativo es el castillo de Leiría, que se convirtió en el palacio real del rey Juan I. Algunas de las habitaciones del palacio están decoradas con espléndidas loggias góticas, desde las que el rey y la reina disfrutaban del paisaje circundante.

## Estilo manuelino (ca.1490-ca.1520)

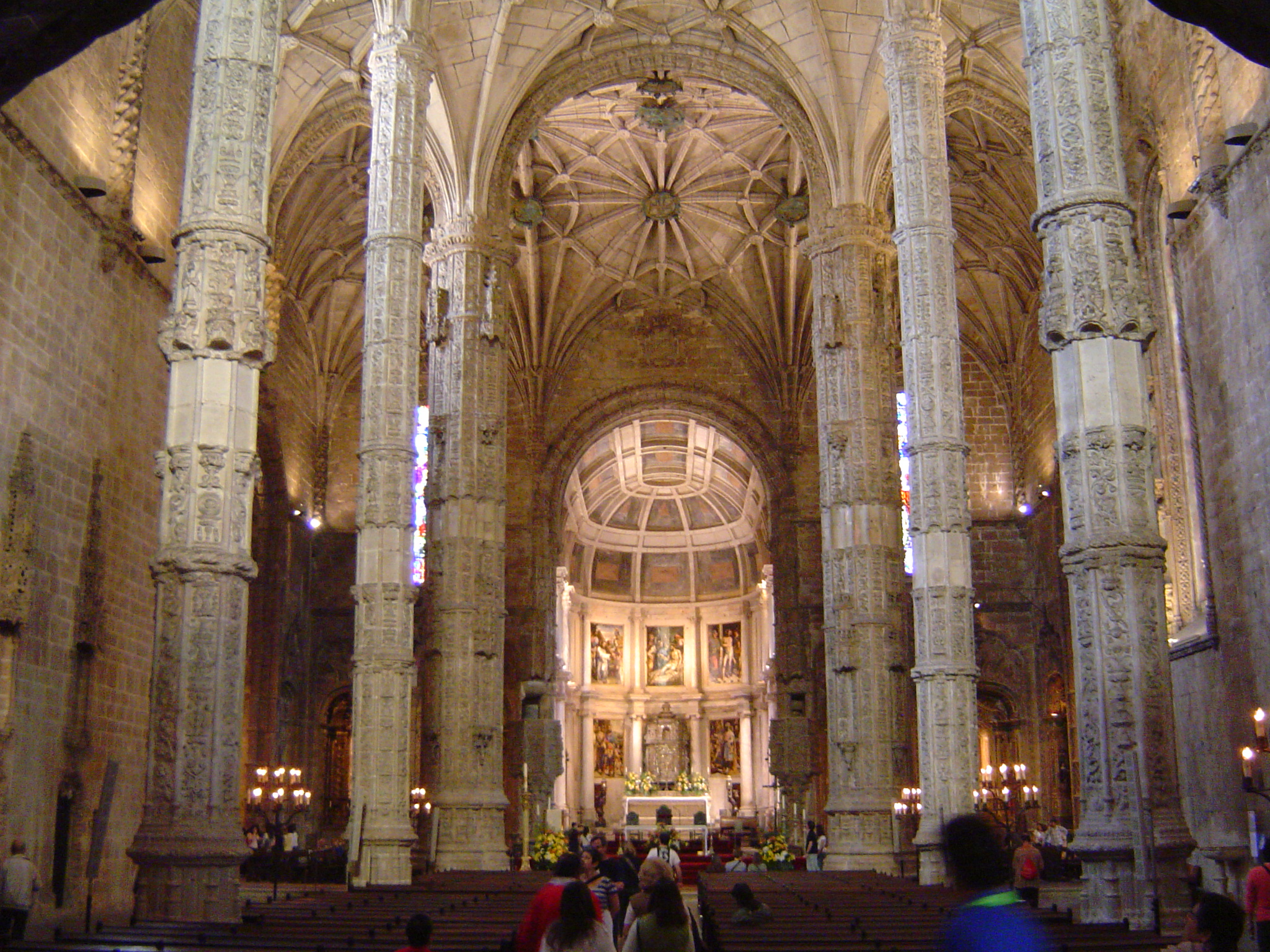
Nave manuelina del Monasterio de los Jerónimos de Lisboa.

La arquitectura del gótico tardío portugués se caracteriza por el desarrollo de un estilo suntuoso llamado manuelino en honor de Manuel I, bajo cuyo reinado (1495-1521) fueron construidos o iniciados la mayoría de los edificios de este estilo. El estilo manuelino mezcla aspectos del gótico tardío con otros de la arquitectura del Renacimiento y decoración, revelando influencias contemporáneas de la arquitectura renacentista española (plateresco, gótico isabelino), italiana y flamenca, así como elementos tomados de la tradición islámica (mudéjar). Los edificios manuelinos también están a menudo decorados con motivos naturalistas típicos de la Era de los Descubrimientos, como adornos en espiral que recuerdan a las cuerdas que se utilizaban en los barcos, así como un amplio abanico de motivos animales y vegetales.
El primer edificio conocido en estilo manuelino es el monasterio de Jesús de Setúbal. La iglesia del monasterio fue construida desde 1490 hasta 1510 por Diogo Boitac, un arquitecto considerado uno de los principales creadores del estilo. La nave de la iglesia tiene tres naves laterales de igual altura, lo que revela un intento de unificar el espacio interior, que alcanza su punto culminante en la nave de la iglesia del monasterio de los Jerónimos de Belém, Lisboa, terminado en la década de los años 1520 por el arquitecto João de Castilho. La nave del monasterio de Setúbal se apoya en columnas en espiral, una característica típica manuelina que también se encuentra en la nave de la catedral de Guarda y en las iglesias parroquiales de Olivenza, Freixo de Espada à Cinta, Montemor-o-Velho y otras. Los edificios manuelinos también suelen tener portales elaborados con columnas en espiral, nichos y plenos de motivos decorativos góticos y renacentistas, como en el ya citado monasterio de los Jerónimos de Belém o en el monasterio de Santa Cruz de Coímbra y en muchos otros.

Estilo manuelino
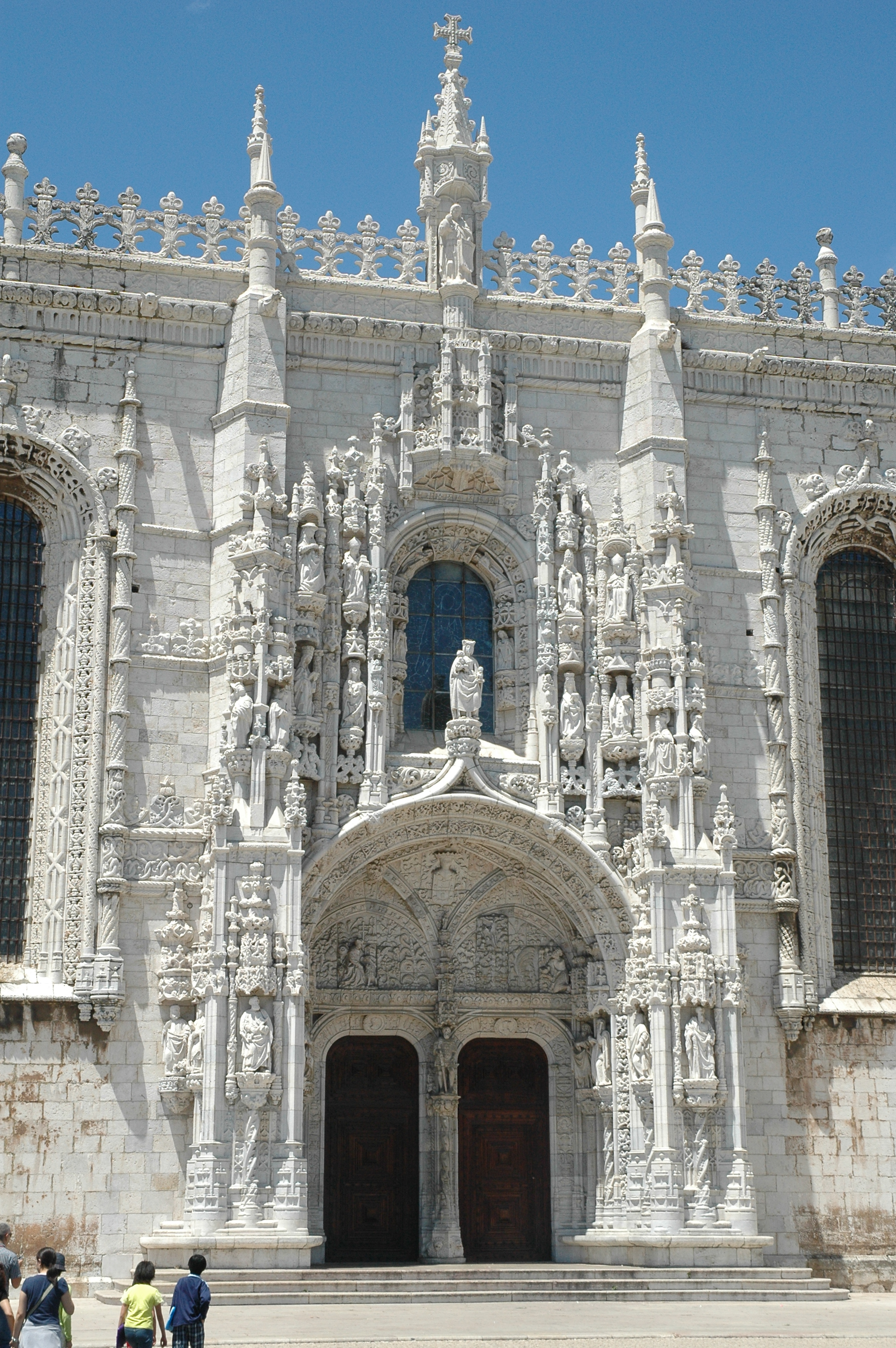
Portal Sur de la Iglesia del monasterio de los Jerónimos, (c. 1517) João de Castilho, Belém.
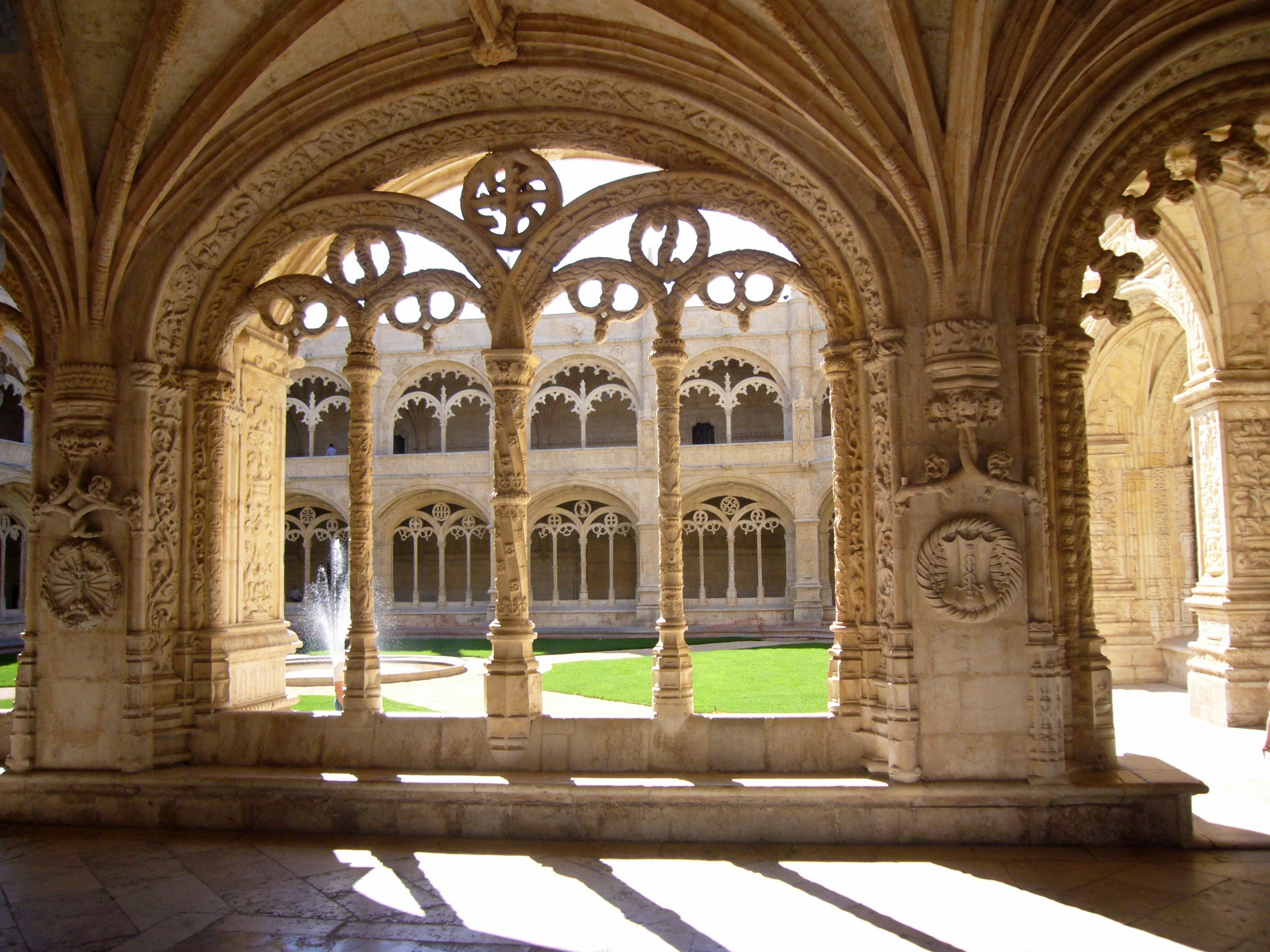
Claustro del monasterio de los Jerónimos, (c. 1517) Diogo de Boitaca e João de Castilho, Belém.
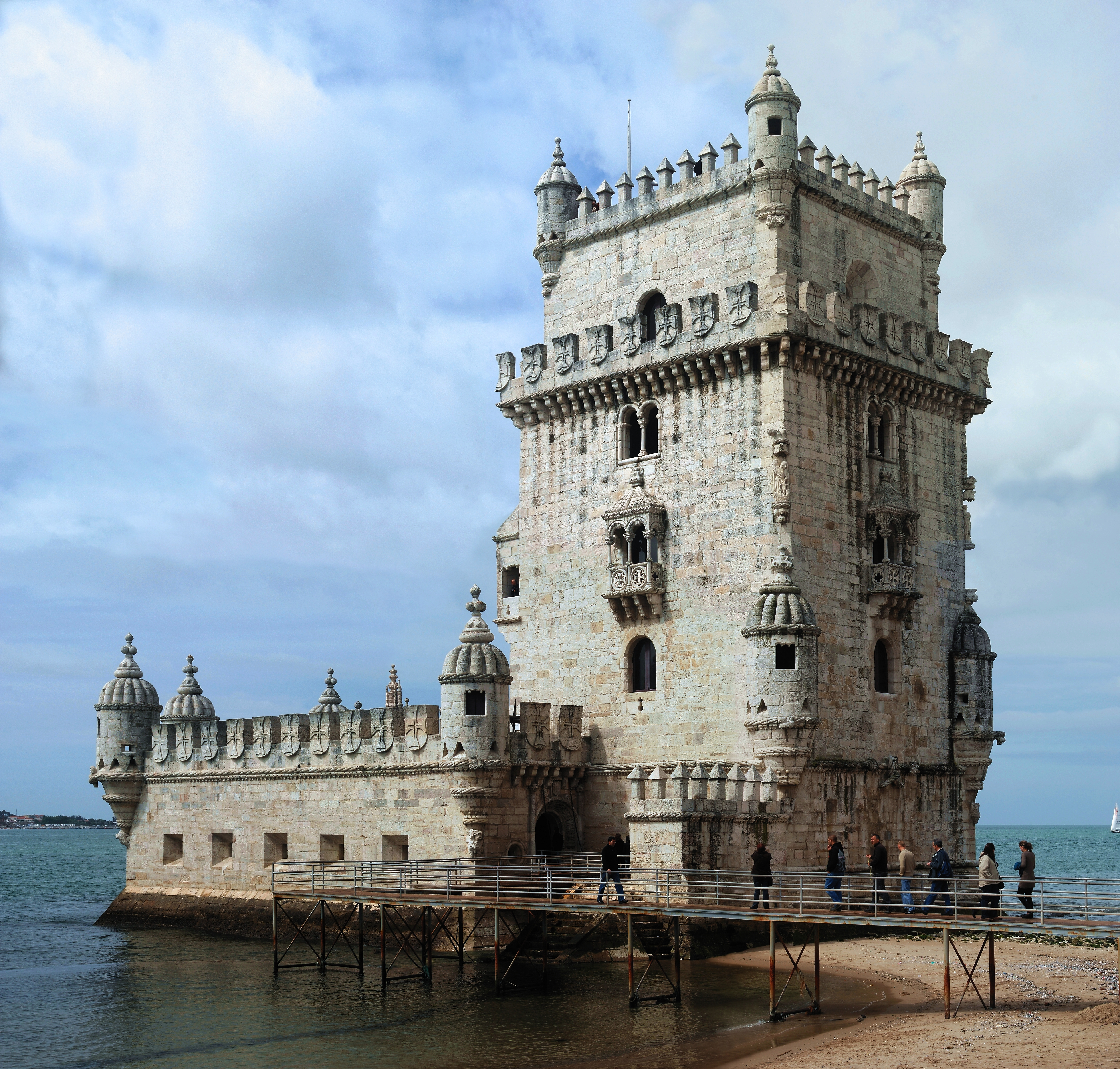
Torre de Belém (1514-1520), Francisco Arruda, Lisboa.
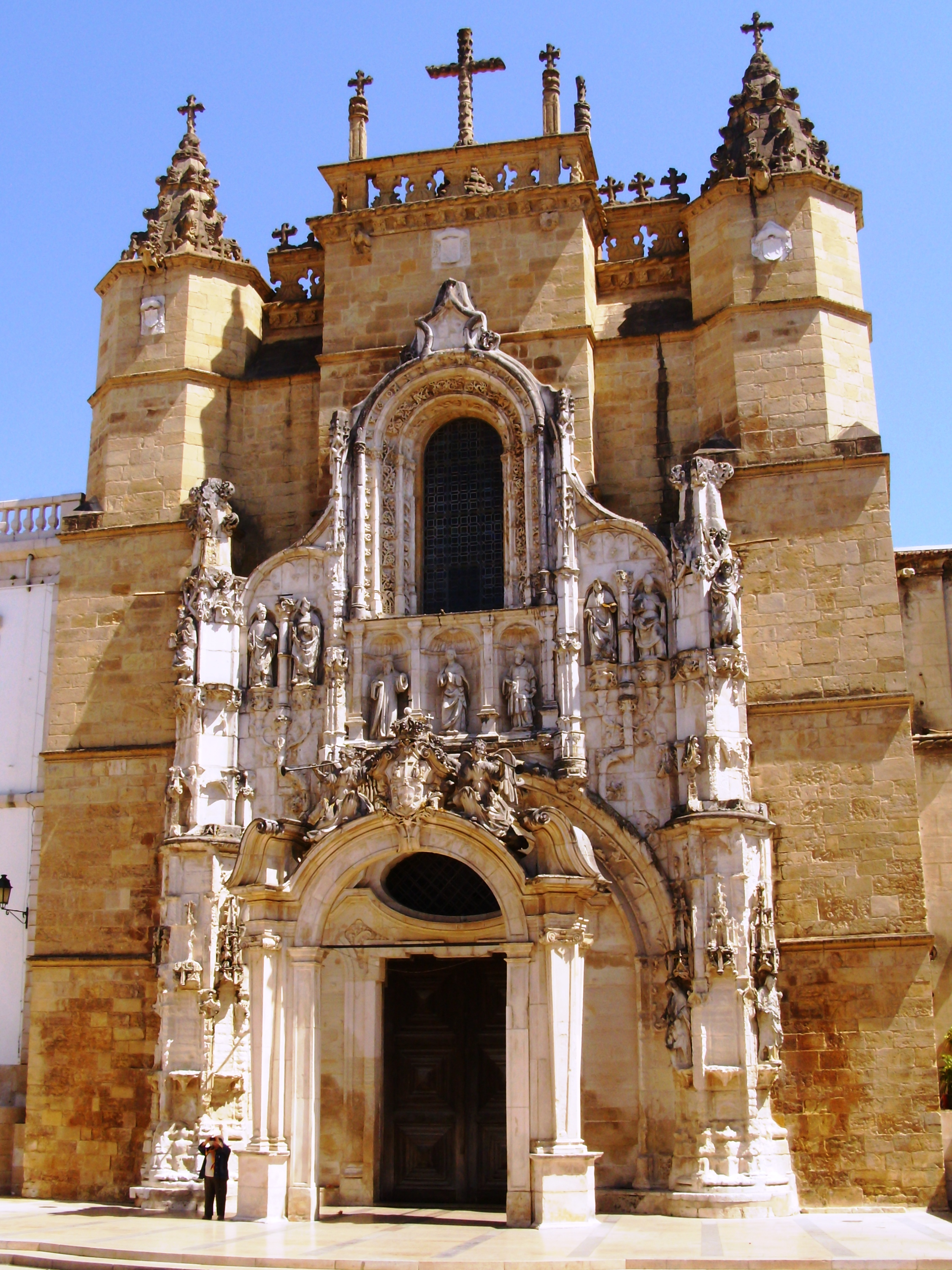
Portal del monasterio de Santa Cruz de Coimbra (1522-1526) Diogo de Castilho y Nicolau de Chanterenne.

## Renacimiento y Manierismo (c.1520-c.1650)

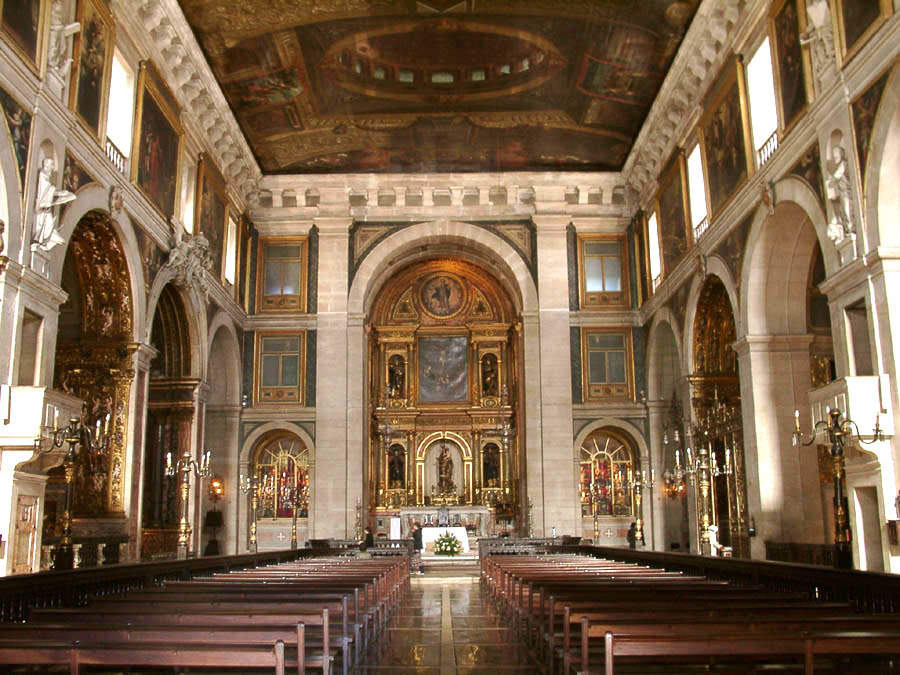
Nave de la iglesia de São Roque en Lisboa (1565-1587).

La adopción del austero estilo renacentista no prendió bien en Portugal. Introducido por un arquitecto francés en 1517, se practicó principalmente desde la década de 1530 por arquitectos extranjeros y por lo tanto fue llamado extranjerizante (estrangeirada). En años posteriores este estilo evolucionó lentamente hacia el manierismo. El pintor y arquitecto Francisco de Holanda, escritor del libro Diálogos da Pintura Antiga ("Diálogos sobre la pintura antigua"), diseminó en este tratado los fundamentos de este nuevo estilo.
La Basílica de Nossa Senhora da Conceição en Tomar fue una de las primeras iglesias de estilo renacentista puro. Fue iniciada por el arquitecto castellano Diogo de Torralba en el período 1532-1540. Su arquitectura hermosa y clara la convierte en uno de los mejores edificios tempranos del Renacimiento en Portugal. La pequeña iglesia de Bom Jesus de Valverde, al sur de Évora, atribuida tanto a Manuel Pires como a Diogo de Torralba, es otro ejemplo temprano.
El ejemplo más eminente de este estilo es el Claustro de D. João III en el Convento de la Orden de Cristo en Tomar. Iniciado por el rey portugués Juan III, se terminó durante el reinado de Felipe I de Portugal (también rey de España con el nombre de Felipe II). El primer arquitecto fue el español Diego de Torralba, quien comenzó el trabajo en 1557, sólo para ser terminado en 1591 por el arquitecto de Felipe II, el italiano Filippo Terzi. Este claustro magnífico, de dos plantas, está considerado como uno de los ejemplos más importantes de la arquitectura manierista en Portugal.
Sin embargo, el arquitecto portugués más conocido en este período fue Afonso Álvares, cuyas obras incluyen las catedrales de Leiría (1551-1574), catedral de Portalegre (comenzada en 1556), y la iglesia de San Roque en Lisboa. Durante este período evolucionó hacia el estilo manierista.
Esta última iglesia fue terminada por el arquitecto jesuita italiano Filippo Terzi, quien también construyó el colegio jesuita de Évora, el monasterio de São Vicente de Fora en Lisboa y el palacio episcopal en Coímbra. Tuvo una enorme producción y, además de las iglesias, también construyó varios acueductos y fortalezas. Su estela fue seguida por varios arquitectos portugueses:
- Miguel de Arruda, en la Iglesia de Nuestra Señora de Gracia (en Évora).
- Baltasar Álvares, bien conocido por la Sé Nova de Coímbra y la Iglesia de São Lourenço en Oporto.
- Francisco Velasquez, en la catedral de Miranda do Douro y en los diseños para el monasterio de San Salvador (Grijó).
- Manuel Pires, arquitecto militar, en la Iglesia de San Antón en Évora.

Renacimiento y Manierismo
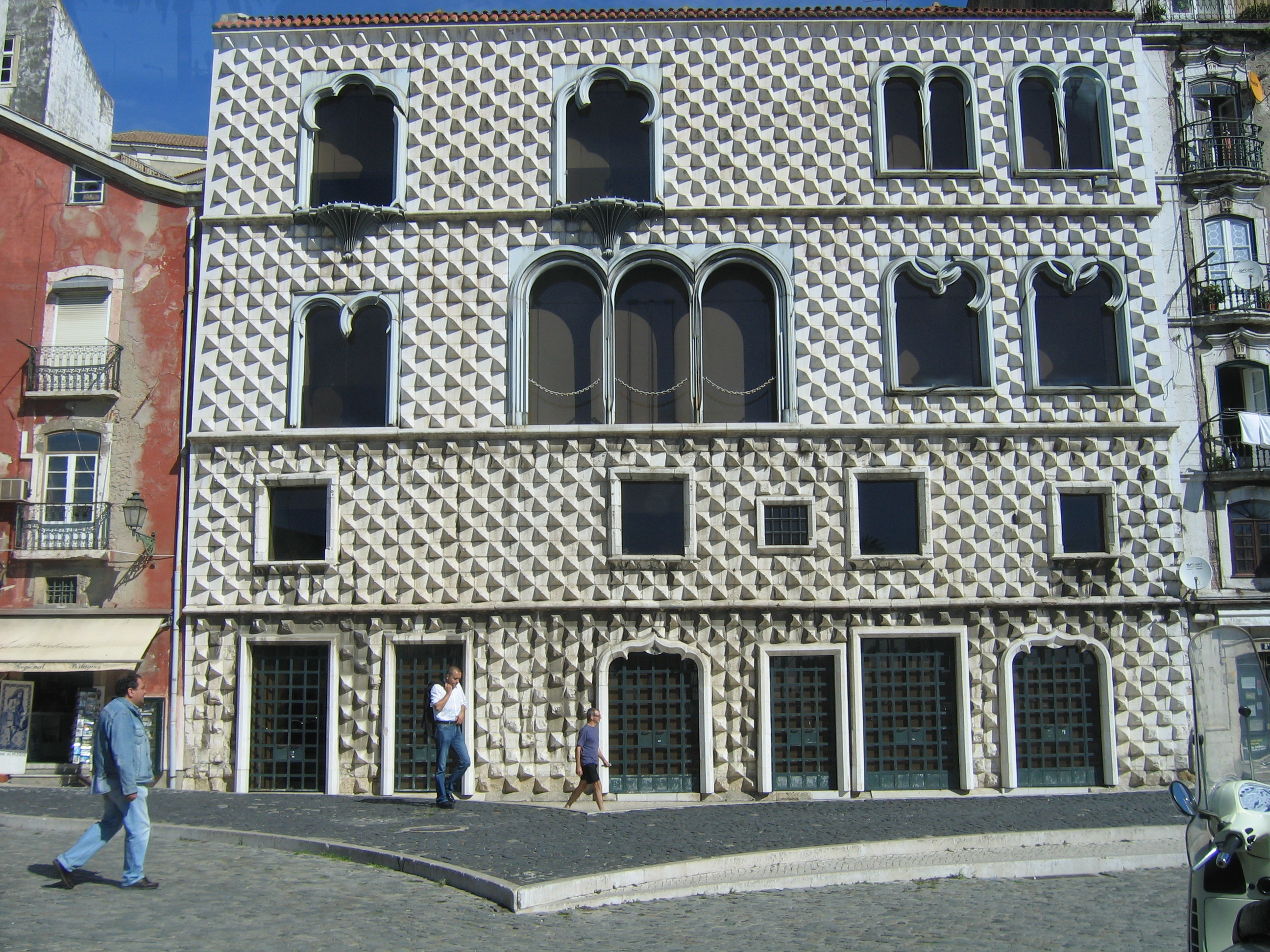
Casa dos bicos (1523), Lisboa.
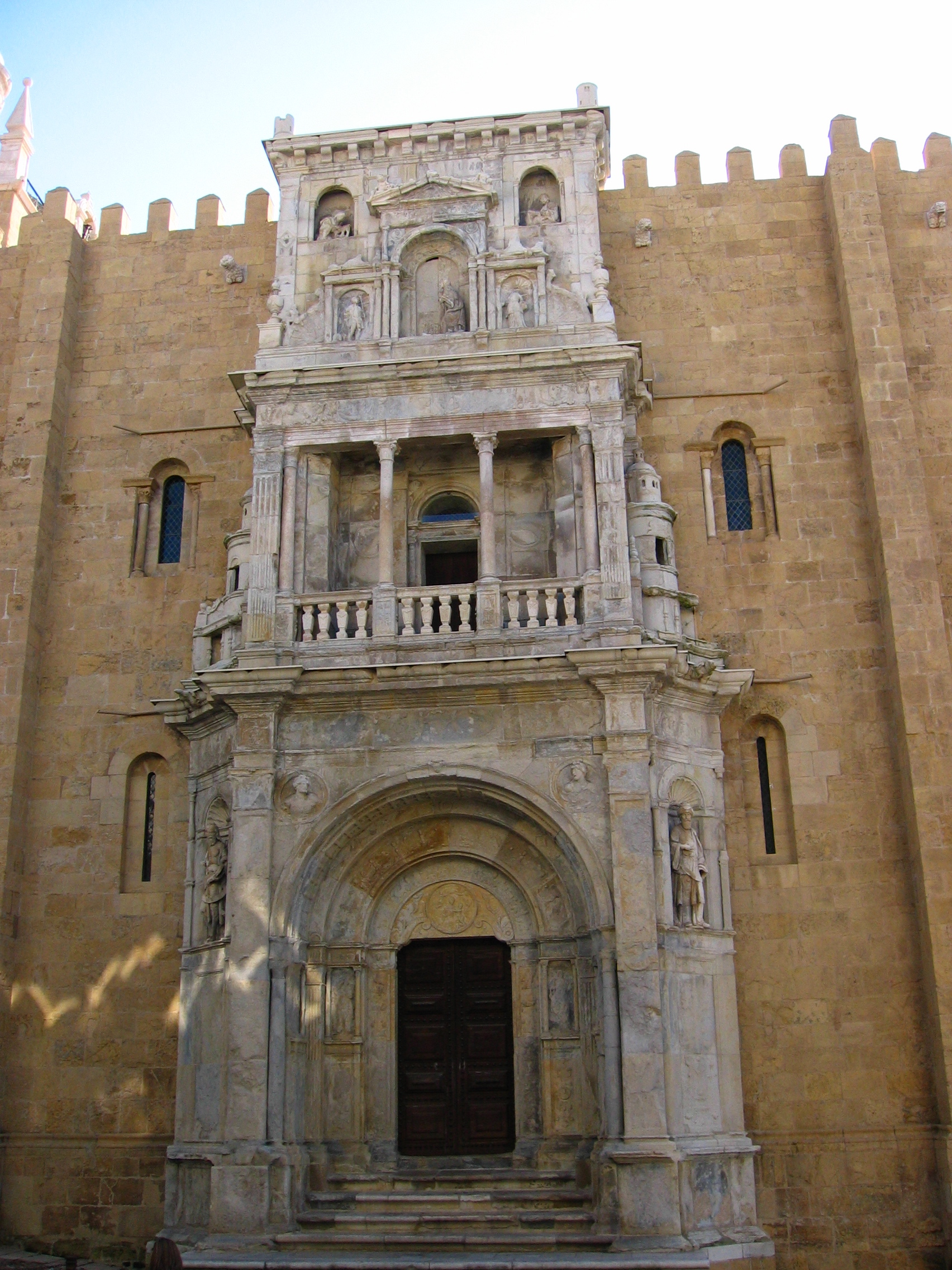
"Porta especiosa" de la Sé Velha de Coimbra (1530), João de Ruão, Coimbra.
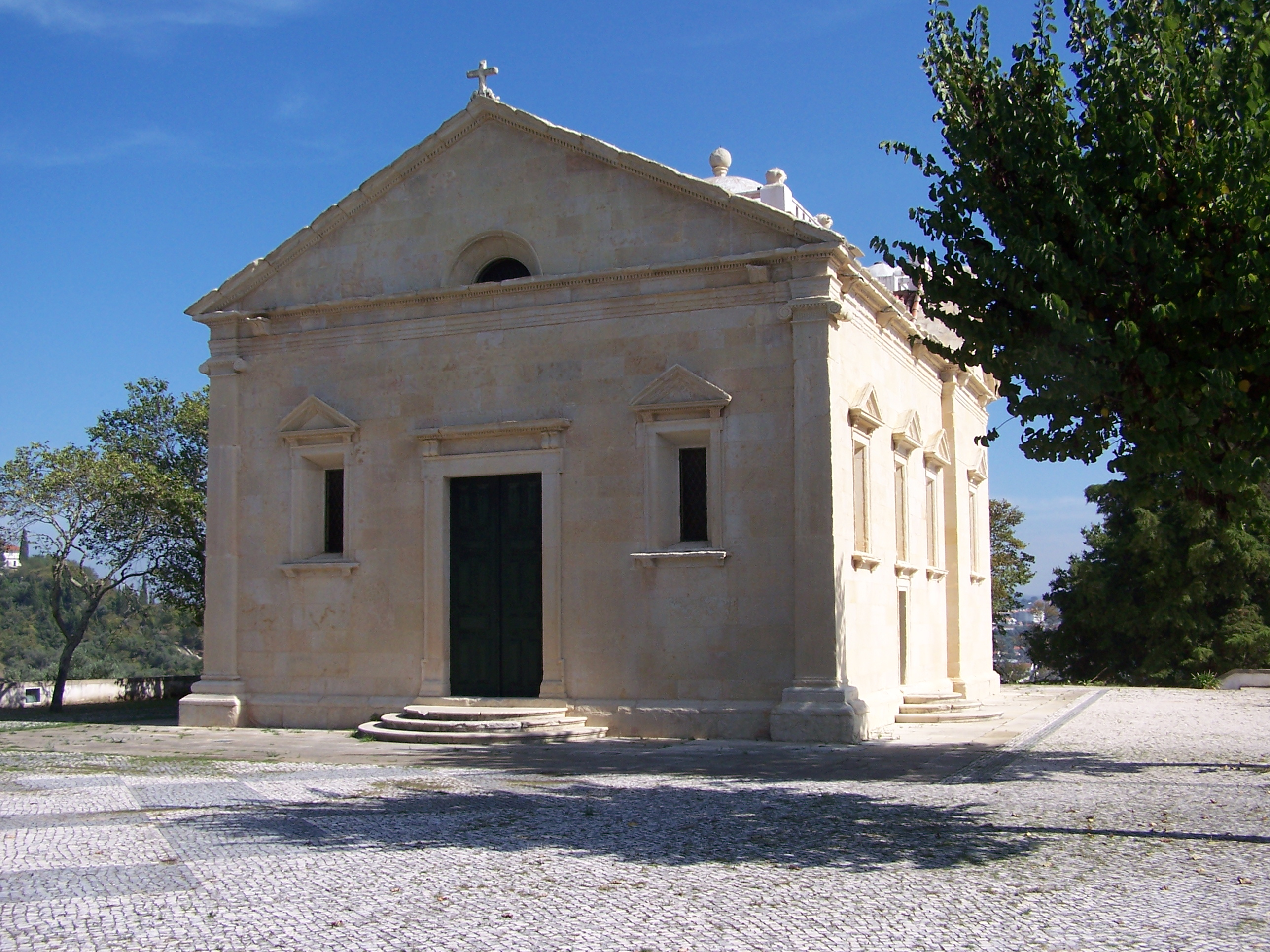
Ermida de Nossa Senhora da Conceição (Tomar) (1532) por Diogo de Torralva.
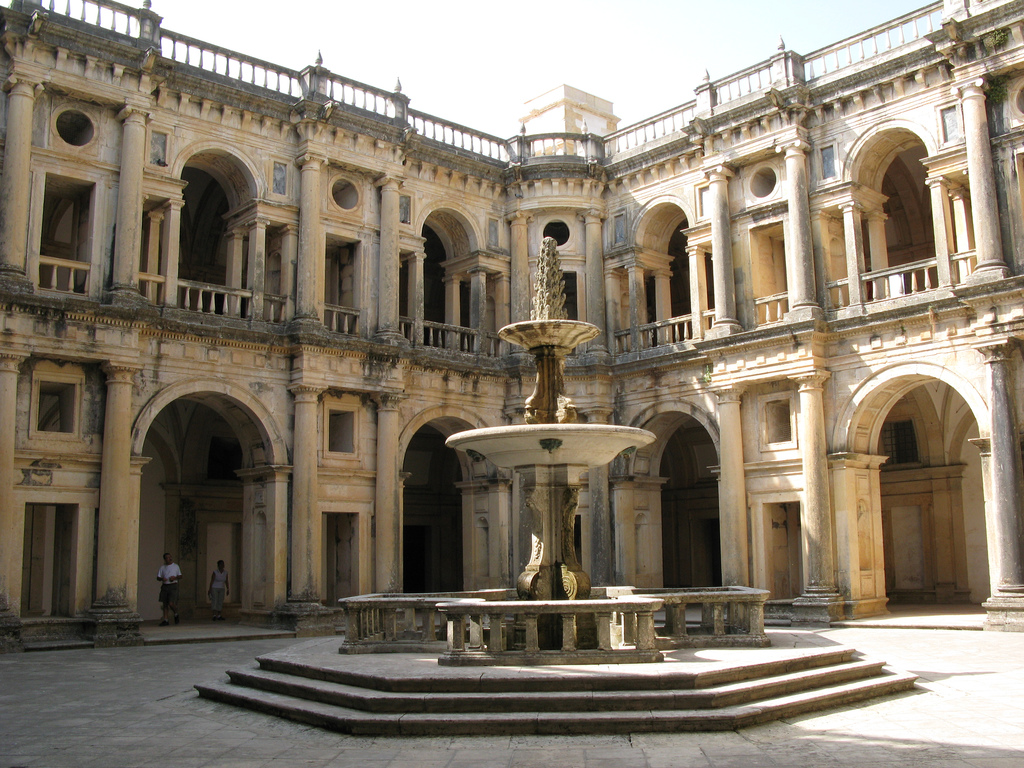
Claustro de D. João III, en el Convento de la Orden de Cristo en Tomar (1557) Diogo de Torralva y Filippo Terzi.

### Estilo llano (1580-1640)

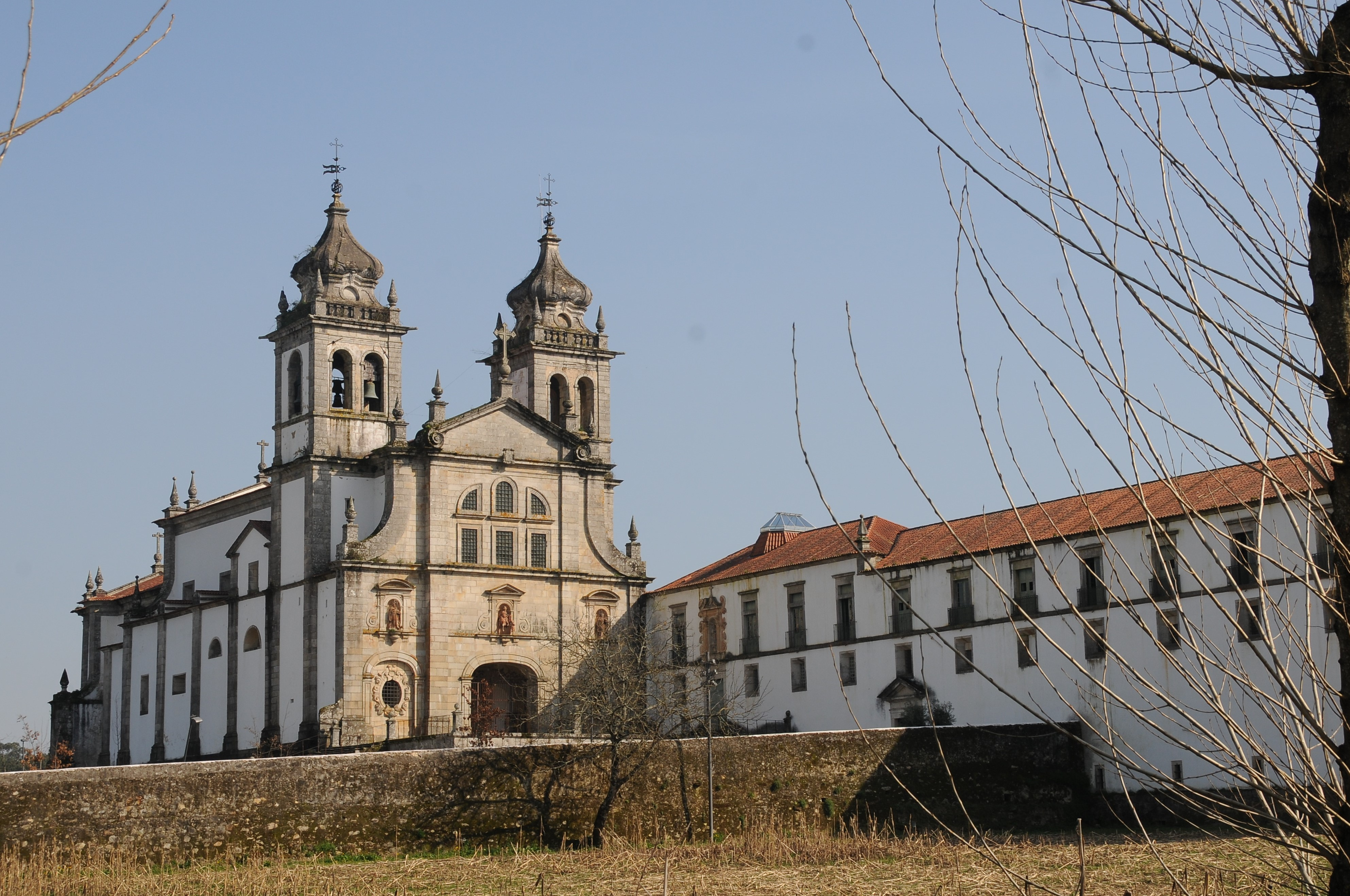
Vista del Monasterio de Tibães con la fachada de la iglesia, cerca de Braga.

Durante la anexión de Portugal a la Monarquía Hispánica, el período entre 1580 y 1640, se desarrolló en el país un nuevo estilo que George Kubler llamó "Arquitectura chã" (arquitectura llana). Básicamente manierista, este estilo también se caracteriza por una estructura clara, una apariencia robusta con superficies lisas, planas y una disposición moderada de espacio, carentes de adornos excesivos. Es una ruptura radical con el decorativo estilo manuelino. Este estilo simplificado, derivado de los limitados recursos financieros, se expresa en la construcción de iglesias salón y edificios menos impresionantes. En la resistencia al estilo barroco que ya era el estándar en España, los portugueses siguieron aplicando el estilo llano para expresar su identidad separada como pueblo.
- Baltasar Álvares construyó algunos de los ejemplos más impresionantes de este estilo: la Sé Nova de Coímbra (1598-1640), la iglesia de San Lourenço o Grilos en Oporto (comenzada en 1614) y la iglesia de Santo Antão en Lisboa (1613-1656; ahora destruida).
- Otros ejemplos son las varias construcciones benedictinas de este período, como la renovación que hizo João Turriano del Monasterio de Tibães y el monasterio de São Bento (ahora el edificio del Parlamento portugués).

- Francisco de Mora, arquitecto español, diseñó el convento de Nuestra Señora de los Remedios (Évora) para la Orden de los Carmelitas Descalzos (1601-1614).

- Pedro Nunes Tinoco diseñó en 1616 la iglesia de Santa Marta (Lisboa) para la Orden de las hermanas pobres de Santa Clara.

Cuando el rey Felipe III hizo su entrada triunfal en Lisboa en 1619, se erigieron varios arcos triunfales temporales en el estilo flamenco diseñados por Hans Vredeman de Vries. El tratado literario de Wendel Dietterlin también aumentó el interés en la arquitectura y arte flamenco barroco. Esta influencia se puede ver en la fachada de la iglesia de San Lourenço o Grilos en Oporto, iniciada en 1622 por Baltasar Alvares.
Este fue también el período del auge de los azulejos y del uso de madera tallada y dorada (talha dourada) en altares y techos.

## Arquitectura de la Restauración (1640-1717)
El estilo barroco sigue naturalmente a, y es la expresión de, la Contrarreforma, una reacción de la Iglesia católica en contra de la naciente protestantismo. Pero dado que las ideas del protestantismo no arraigan en absoluto en Portugal, el estilo barroco en realidad no se adoptó en un momento en que era el estilo imperante en el resto de Europa. Además, este estilo estaba demasiado asociado con los jesuitas y los gobernantes españoles. En lugar de ello se adoptó un nuevo estilo, una transición del estilo llano hacia un barroco tardío, cuando Portugal recuperó su independencia en 1640. Fue un período de disminución del poder económico y militar del país, con menos proyectos y de menos opulencia en consecuencia.
José Fernandes Pereira identificó el primer período de 1651 a 1690 como un período de experimentación.
La nobleza fue la primera en mostrar su recuperado poder. Un ejemplo típico es el palacio de los Marqueses da Fronteira en Benfica (Lisboa) (iniciado en 1667). Este mansión rural todavía sigue ejemplos del manierismo italiano, pero ya hay una fuerte influencia del estilo barroco en la perfecta armonía de la casa y los jardines que la rodean, en el esplendor de la escalera y en los muchos elementos iconográficos y decorativos de las habitaciones. Los grandes azulejos (paneles de azulejos) que cubren las paredes con retratos ecuestres, escenas de batallas históricas o monos tocando la trompeta, creados por los talleres de Jan van Oort y Willem van der Kloet en Ámsterdam, son únicos.

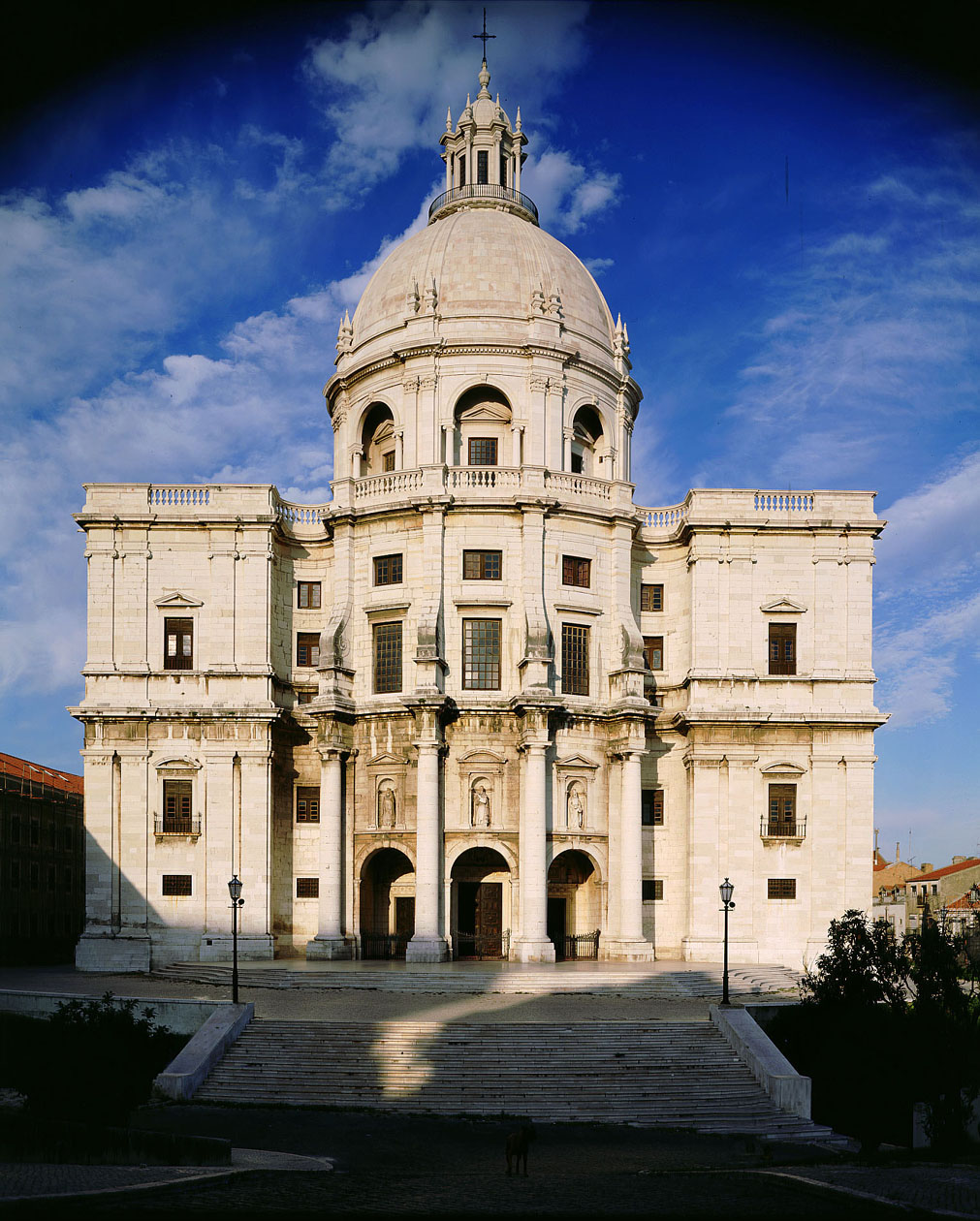
Iglesia de Santa Engracia, Lisboa.

El sacerdote teatino y arquitecto piamontés Camillo-Guarino Guarini diseñó la iglesia de Santa María de la Divina Providencia en Lisboa. La planta elíptica adoptada en la iglesia se distingue en la arquitectura portuguesa del siglo XVII. Pero su cuaderno de bocetos sin embargo muestra una planta y elevación diferente. Incluso si sus diseños, influenciados por el arquitecto romano barroco Francesco Borromini, no se siguieron exactamente en esta iglesia, se publicaron a menudo y difundieron la influencia de Borromini en Portugal.
Otras obras importantes en este período son:
- Jacome Mendes: la iglesia de Nossa Senhora da Piedade (en Santarém, 1665)
- La iglesia de San Agostinho (1667) en Vila Viçosa
- João Turriano: el Monasterio de Santa Clara-a-Velha en Coímbra (1649-1696)
- La iglesia de Portimão, posiblemente de João Nunes Tinoco (1660).

El siguiente período, entre 1690 y 1717, vio la introducción cautelosa del estilo barroco en Portugal. La Iglesia de Santa Engracia (ahora Panteón Nacional de Santa Engracia), iniciada en 1682 por João Nunes Tinoco y continuada por João Antunes es una estructura centralizada, con planta de cruz griega (una cruz con los brazos de la misma longitud), coronada con una cúpula central (¡sólo completada en 1966!) y las fachadas son onduladas como en los diseños barrocos de Borromini. Se inspira en un diseño del arquitecto italiano Donato Bramante de la Basílica de San Pedro en Roma. Es quizás el único edificio verdaderamente barroco en Portugal. Esta vez fue Roma, en lugar de Flandes, el ejemplo a seguir en la construcción de edificios.
La iglesia del Señor de la Cruz en Barcelos, construida por João Antunes en 1701-1704 es un experimento inusual debido a su planta en trébol de cuatro hojas.

## Arquitectura barroca (1717-1755)
El año 1697 fue un año importante para la arquitectura portuguesa. En ese año se encontraron en Minas Gerais, Brasil, oro y piedras preciosas y, más tarde, diamantes. La exploración minera estaba fuertemente controlada por la Corona portuguesa, que impuso fuertes impuestos a todo lo extraído (una quinta parte de todo el oro iría a la Corona). Estos enormes ingresos causaron que Portugal prosperase y se convirtiera en uno de los países más ricos de Europa en el siglo XVIII. El rey João V, que reinó entre 1706 y 1750, trató de rivalizar con el rey francés Luis XIV, también llamado el rey Sol, mediante la participación en un gran número de costosas obras edificatorias. Pero el rey de Francia podía basarse en la experiencia local para la glorifica de su nombre y de Francia. Para transformar el Palacio de Versalles en un maravilloso palacio pudo contar con el arquitecto Louis Le Vau, con el pintor y diseñador Charles Le Brun y con el arquitecto paisajista André Le Nôtre. El rey de Portugal, en cambio, tuvo que compensar la falta de experiencia y de una tradición local con artistas extranjeros que llegaron atraídos a Portugal mediante grandes sumas de dinero. Por ello el rey Juan V malgastó su dinero generosamente, iniciando numerosos proyectos de construcción, muchos de los cuales nunca se terminaron.
El Palacio Nacional de Mafra (1717-1730) es uno de los edificios barrocos más suntuosos de Portugal. Este complejo monumental de palacio-monasterio- iglesia es aún más grande que el de El Escorial —el inmenso palacio real español del siglo XVI construido al norte de Madrid— para subrayar la afirmación simbólica de su poder. El rey nombró como arquitecto a Johann Friedrich Ludwig (conocido en Portugal como João Frederico Ludovice). Este orfebre alemán tenía algo de experiencia como arquitecto, ya que había trabajado para la Compañía de Jesús en Roma. Su diseño para el palacio es una síntesis de la Basílica de San Pedro del Vaticano, la iglesia jesuita de San Ignacio en Roma y el Palazzo Montecitorio, diseñada por Gian Lorenzo Bernini. Este diseño estaba en consonancia con el deseo del rey de imitar a la Ciudad Eterna, y con su ambición de fundar una segunda Roma en el río Tajo. Sus enviados en Roma tuvieron que proveer al rey de maquetas y planos de muchos monumentos romanos.

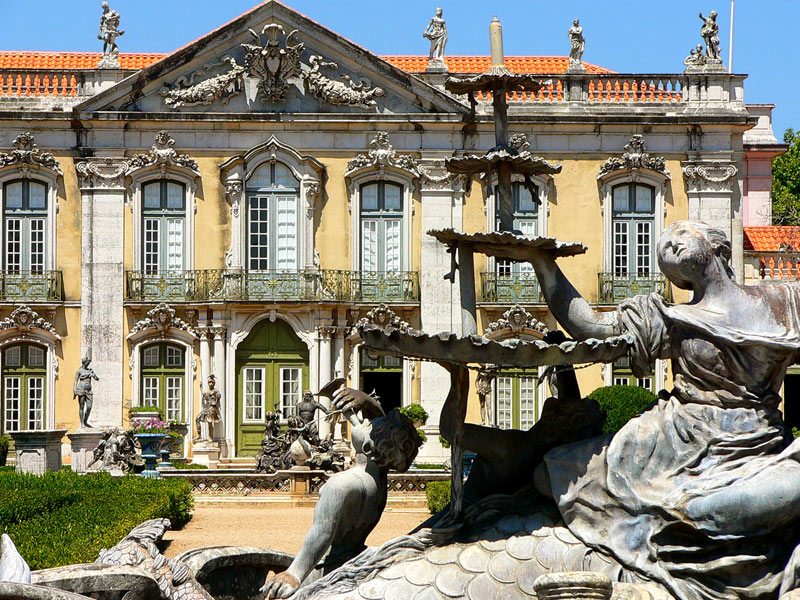
Palacio de Queluz.

Otro proyecto importante fue el palacio Patriarcal en Lisboa. El arquitecto piamontés Filippo Juvarra fue contratado para ir a Lisboa para elaborar los planos. Pero este proyecto también fue atenuado porque Juvarra sólo permaneció unos meses y se fue —tras romper su contrato— para Londres. Otras construcciones importantes fueron:
- el acueducto de las Aguas Libres (1729-1748) en Lisboa (de Manuel da Maia, Antonio Canevari y Custódio Vieira), descrito por su contemporáneos como «la obra más grande desde los romanos». Proporcionó agua no solo a la población de Lisboa, sino también a las muchas nuevas fuentes monumentales construidas por el húngaro Carlos Mardel;
- la Quinta de San Antão do Tojal (del arquitecto italiano Antonio Canevari) (1728-1732);
- la Ópera del Tajo (completada en 1755), un imponente edificio de Giovanni Carlo Sicinio-Bibiena destruido más tarde ese mismo año por el terremoto;
- el palacio de las Necesidades, terminado en 1750, de Eugenio dos Santos, Custodio Vieira, Manuel da Costa Negreiros y Caetano Tomas de Sousa;
- el Palacio de Queluz, desde 1747 la residencia de campo para el hermano más joven del rey (de Mateus Vicente de Oliveira y Jean-Baptiste Robillon). Este palacio es el segundo ejemplo importante del país en estilo barroco. Sin embargo, la fachada muestra ya algunos detalles rococó.

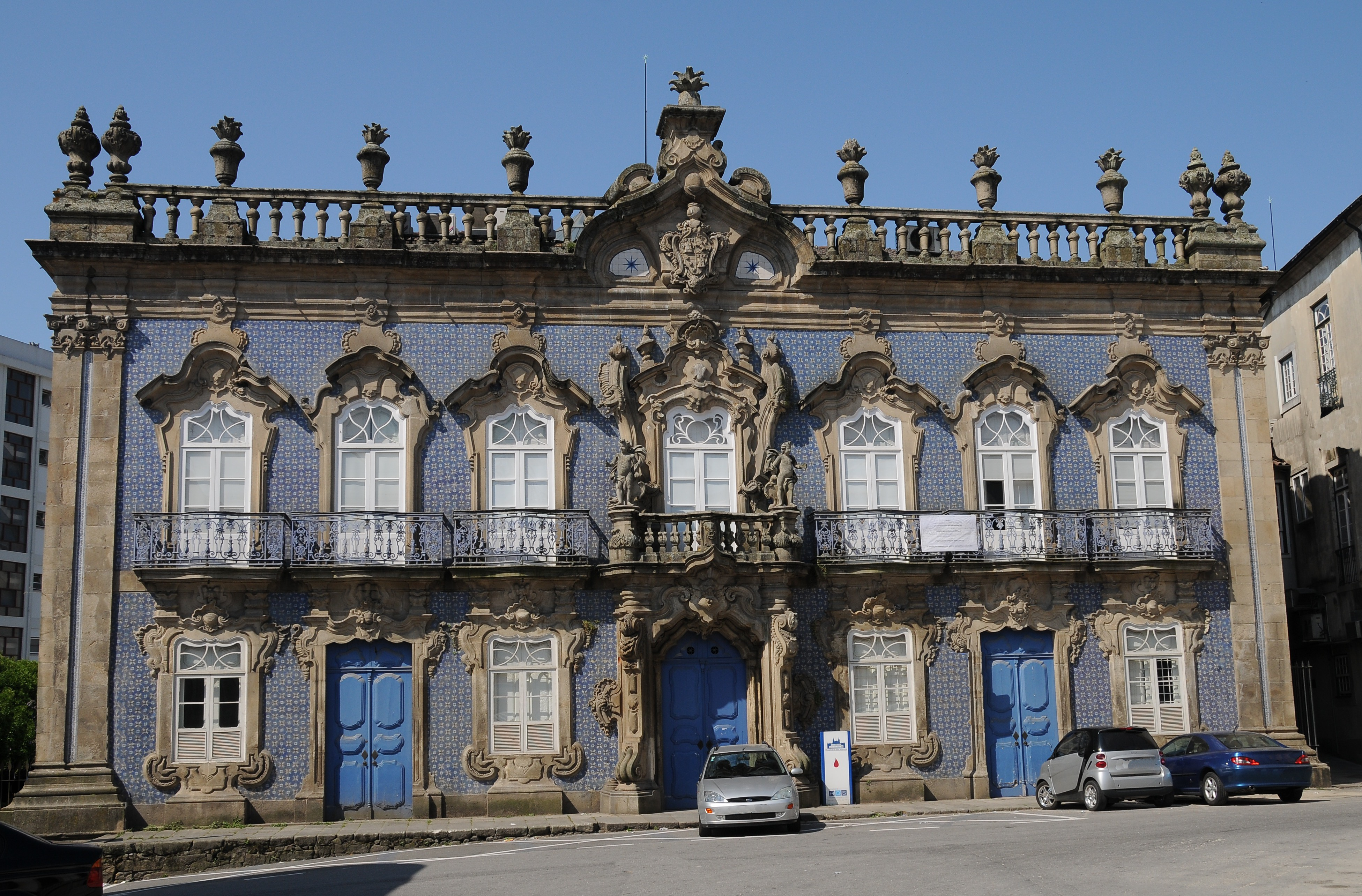
Fachada intrincadamente trabajada del Palacio del Raio en Braga.

Sin embargo, su más espectacular empresa fue la construcción en Roma de la capilla de San Juan Bautista con el único propósito de obtener la bendición del papa Benedicto XIV para esta capilla. La capilla fue diseñada por Luigi Vanvitelli en 1742 y construida por Nicola Salvi en la iglesia de San Antonio de los Portugueses. Después de la bendición, la capilla fue desmontada y trasladada a Lisboa. Se montó de nuevo en 1747 en la iglesia de San Roque. Está lujosamente decorada con porfirio, los mármoles más raros y piedras preciosas. Su diseño ya presagia el renacimiento clasicista.
En la parte norte de Portugal se desarrolló un estilo barroco diferente y más exuberante con algunos toques rococó, que recuerdan más el estilo de Centroeuropa. El arquitecto italiano Nicolau Nasoni diseñó la iglesia y la espectacular torre de granito de São Pedro dos Clérigos (1754-1763) en Oporto. Uno de sus sucesores fue el pintor y arquitecto José de Figueiredo Seixas, que había sido uno de sus discípulos. El santuario de Bom Jesus do Monte, cerca de Braga, construido por el arquitecto Carlos Luis Ferreira Amarante es un ejemplo notable de un lugar de peregrinación con una monumental escalera barroca en cascada que asciende 116 metros. Este último ejemplo ya muestra un cambio de estilo hacia el neoclasicismo.
El Palácio do Raio (de André Soares) es un destacado palacio urbano barroco-rococó con fachada ricamente decorada levantado en Braga. Varias casas de campo y fincas en estilo tardo-barroco se construyeron en este período. Ejemplos típicos son las casas de la familia Lobo-Machado (en Guimarães), el Malheiro (Viana do Castelo) y el palacio de Mateus (Vila Real).

Arquitectura barroca
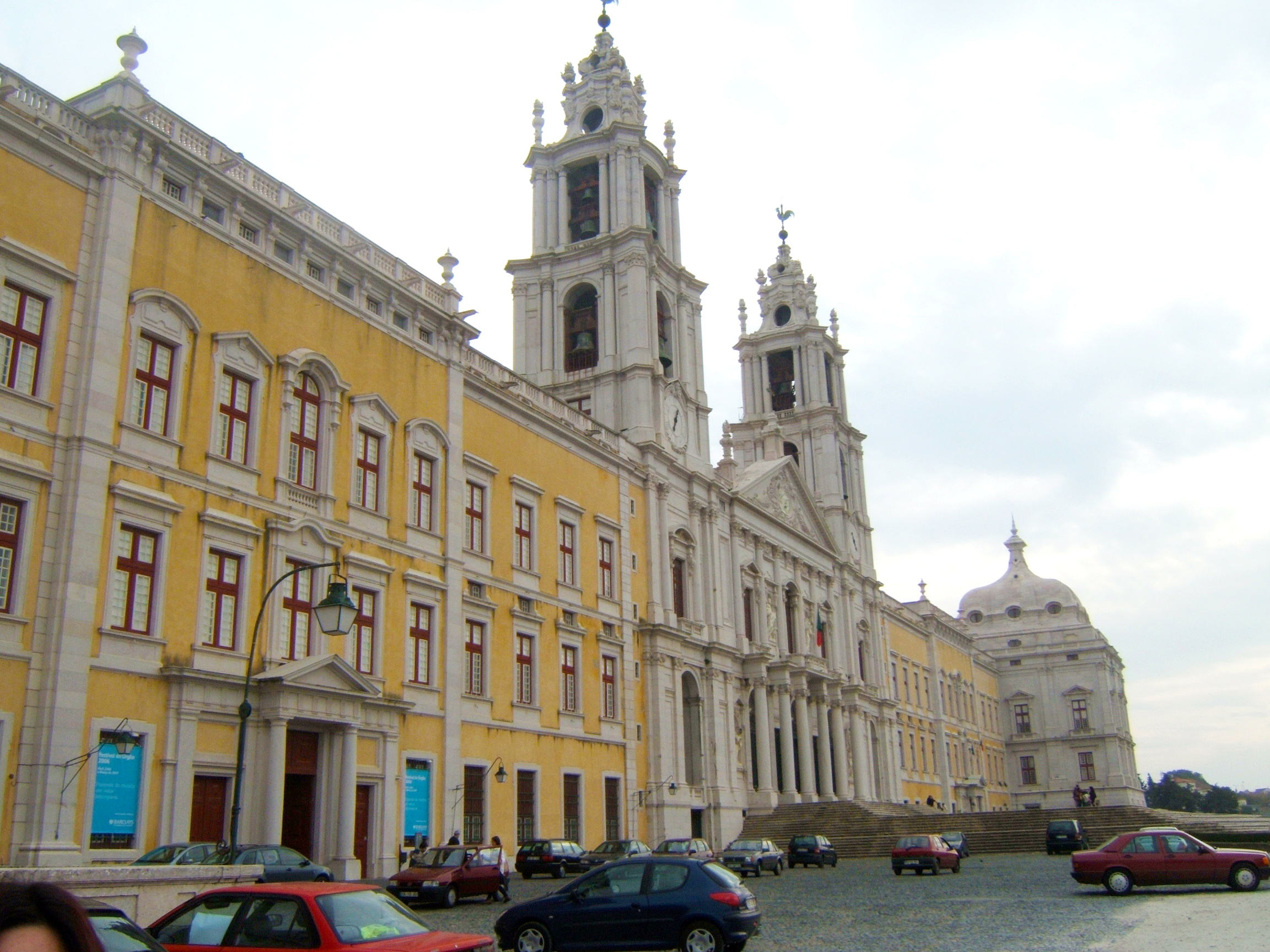
Palacio Nacional de Mafra (1717-1730).
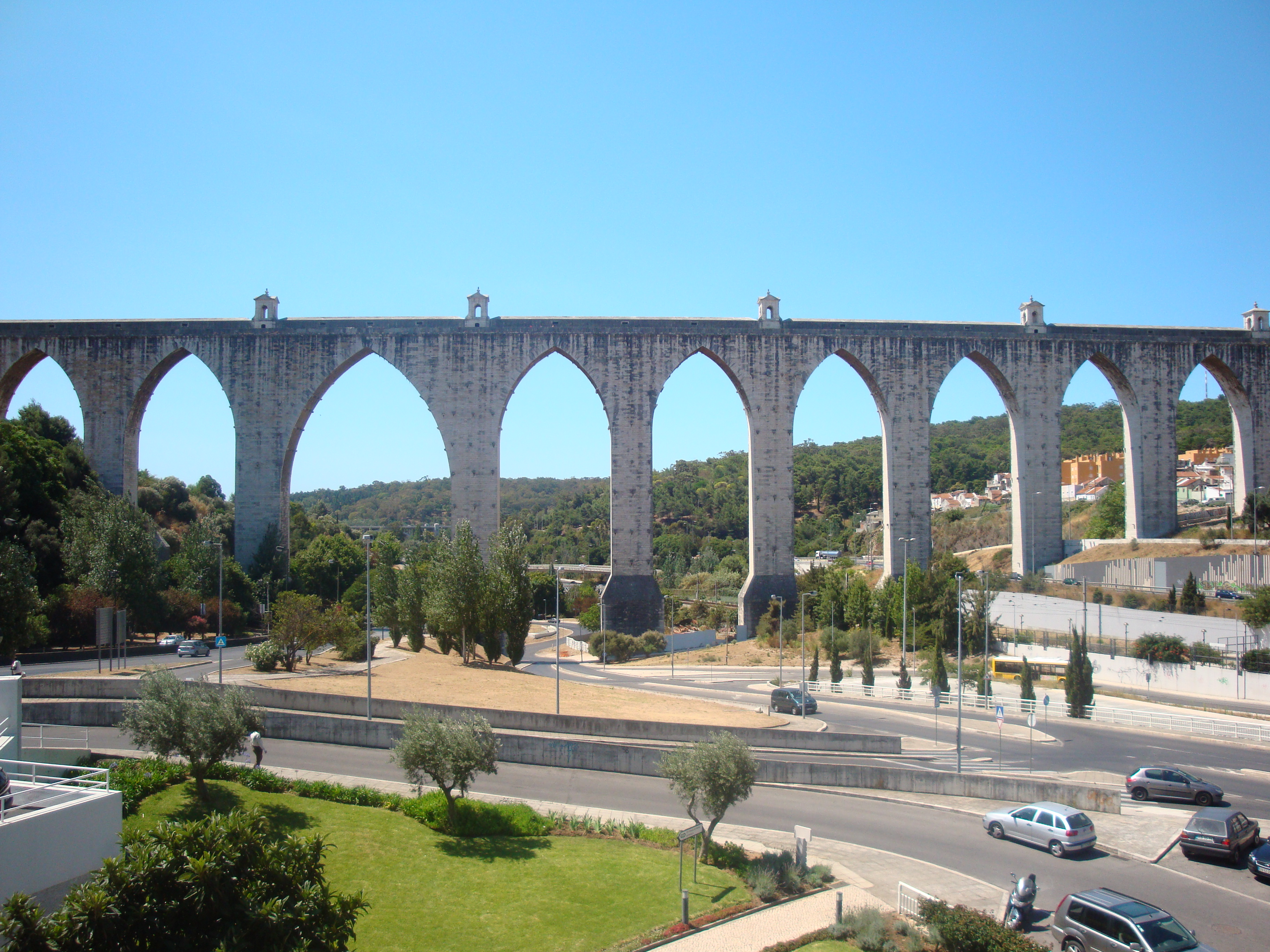
Acueducto de las Aguas Libres (1729-1748).
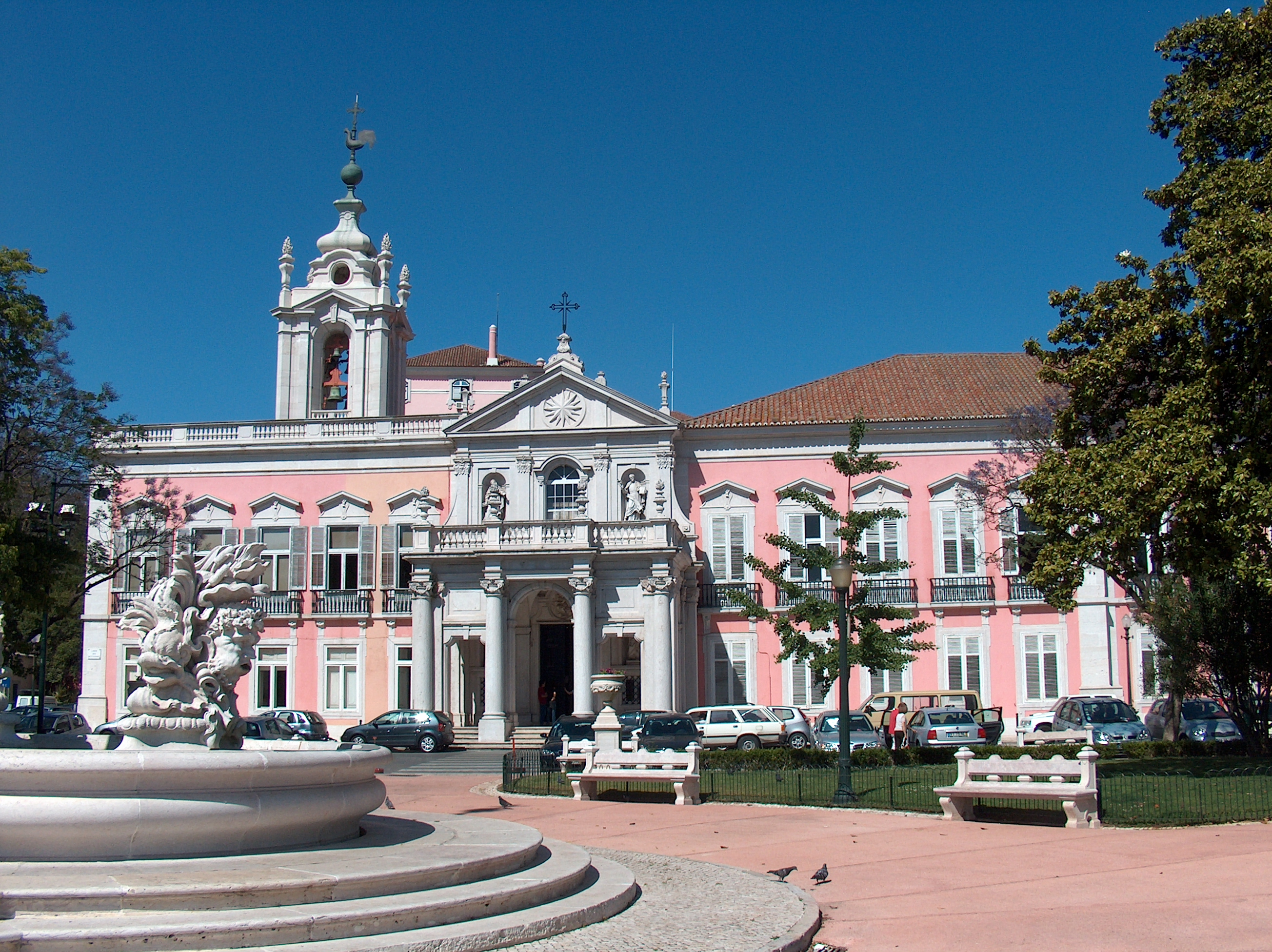
Palacio de las Necesidades, terminado en 1750.
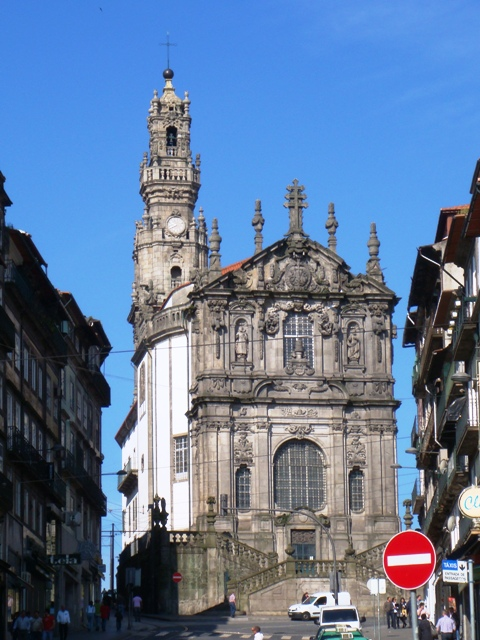
São Pedro dos Clérigos (1754-1763).
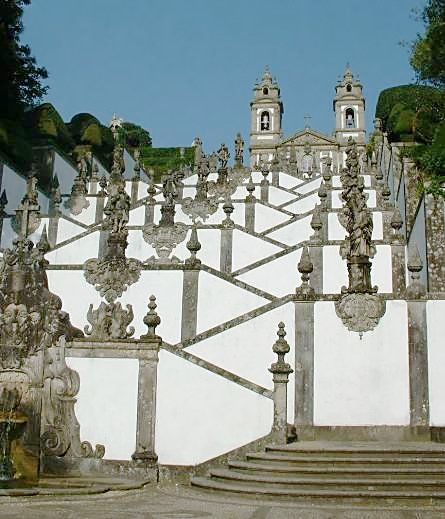
Escalinatas del santuario de Bom Jesus do Monte, cerca de Braga.

## Estilo pombalino (1755-1860)

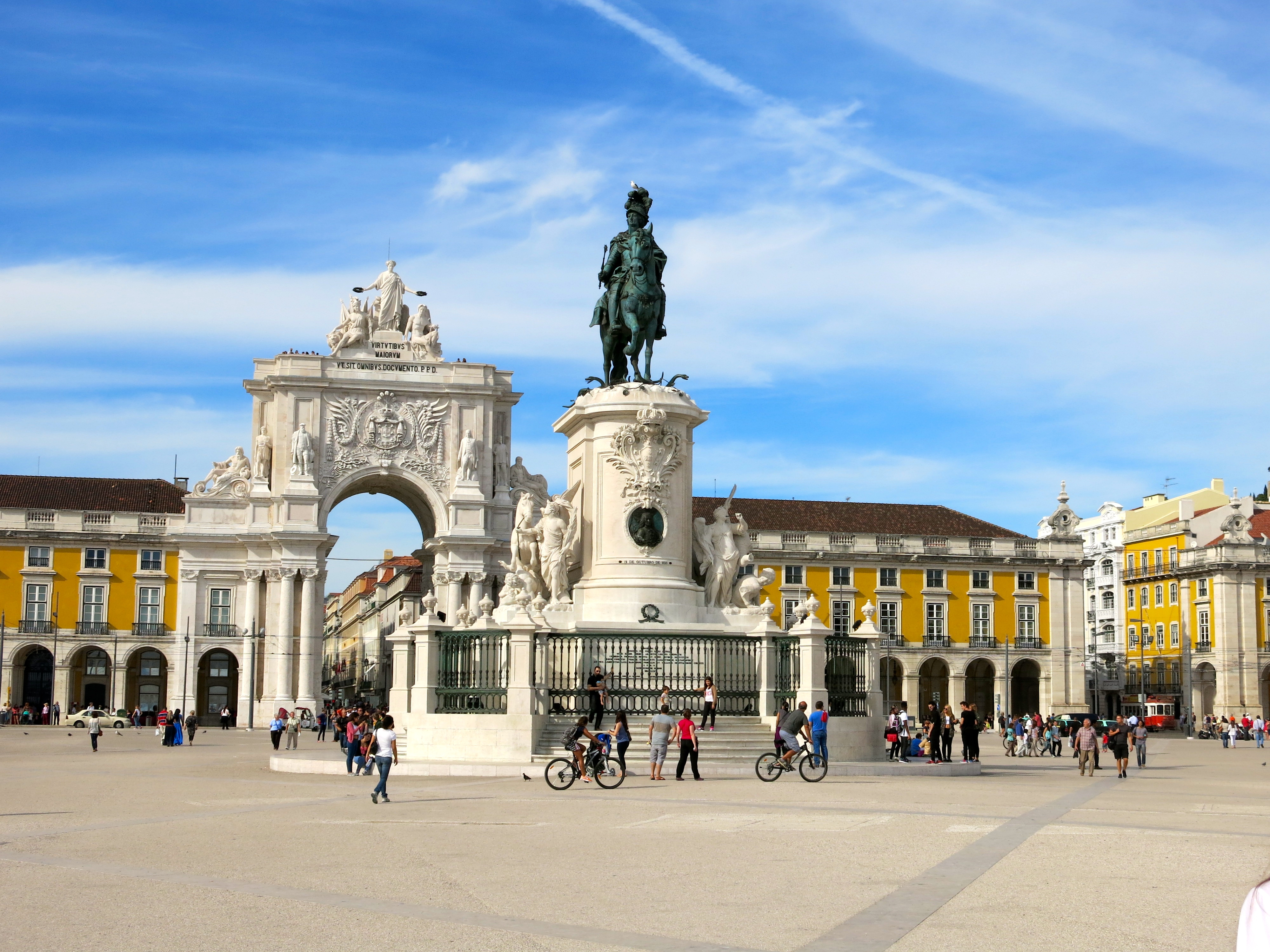
Plaza del Comercio con el monumento a José I y el arco Triunfal que da a la calle Augusta, Lisboa.

El Gran Terremoto de Lisboa de 1755 y tsunami e incendios subsecuentes, destruyeron muchos edificios en la capital. José I de Portugal y su primer ministro Sebastião de Melo, marqués de Pombal contrataron a arquitectos e ingenieros para reconstruir las partes más dañadas, incluyendo la Baixa Pombalina. El nuevo estilo de reconstrucción, el pombalino, recibió su nombre del marqués de Pombal, el poderoso ministro que fue principal motor de la reconstrucción y verdadero gobernante del reino, que impuso severas normas y sin el cual no hubiera sido posible una obra de tal envergadura. Fue, como lo había sido la arquitectura Chã, fruto de la necesidad y la iniciativa de Portugal. También fueron referencia imprescindible la obra de los arquitectos Eugénio dos Santos, Manuel da Maia e Carlos Mardel, verdaderos autores de las propuestas presentadas.
Fue un tipo de arquitectura inteligente y muy bien concebida, al englobar primer sistema antisísmico y el primer método de construcción a gran escala prefabricado en el mundo. Consistió en una estructura de madera flexible insertada en paredes, pisos y techos, posteriormente cubierta por materiales de construcción prefabricados, que, como se decía en la época, "abana mas não cai" ["bate pero no cae"]. La baixa de Lisboa, la zona más afectada, se había construido en un área inestable, siendo necesario reforzar toda la zona. Se recurrío a otro sistema antisísmico, compuesto por un verdadero bosque de estacas enterradas. Éstas, al estar expuestas al agua salada, corríaan poco peligro de descomponerse conservando su elasticidad natural. Los modelos arquitectónicos fueron probados por tropas que marcharon a su alrededor simulando un terremoto. Se protegió así la ciudad de una manera revolucionaria y, sin duda, pionera en el mundo a esta escala. También el sistema prefabricado fue bastante innovador para su época. Los edificios fueron construidos enteramente fuera de la ciudad, y luego se transportaron en piezas que después se montaron en obra. Por primera vez se construyó una ciudad de esta forma. A pesar de que las obras de reconstrucción de la ciudad siguieron hasta el siglo XIX, pocos años más tarde del terremoto, todavía en vida del rey, la población ya estaba debidamente alojada y en unas condiciones que no disfrutaban antes del terremoto .
La ciudad cambió por completo. El trazado de las calles medievales, con aspecto laberíntico, dio lugar a un trazado ectilíneo ortogonal, regulando la zona comprendida entre las antiguas plazas de la ciudad, Rossio y Terreiro do Paço, también corregidas y ordenadas. Los espacios eran amplios, permitiendo una condiciones de iluminación y ventilación inexistentes en la ciudad medieval. La plaza del Comercio, sin el Palacio Real que fue transferido a Ajuda, se abrió al río Tajo y se destinó a albergar a los distintos ministerios. Quedó dominada por dos torres gemelas, inspiradas en la antigua torre del Palacio Real, y fue monumentalizada con una estatua del rey D. José, de autoría de Machado de Castro, y con un arco de triunfo, construido sólo en el siglo XIX según un proyecto diferente del original, que simboliza el triunfo sobre el terremoto. Era la nueva plaza del poder. El Rossio pierde el antiguo y devastado Hospital de Todos los Santos, y se convierte en el "forum" de la ciudad, tratando de mantener el carácter popular, a pesar de los elegantes edificios. Las calles fueron jerarquizadas condicionado la tipología de los edificios construidos.

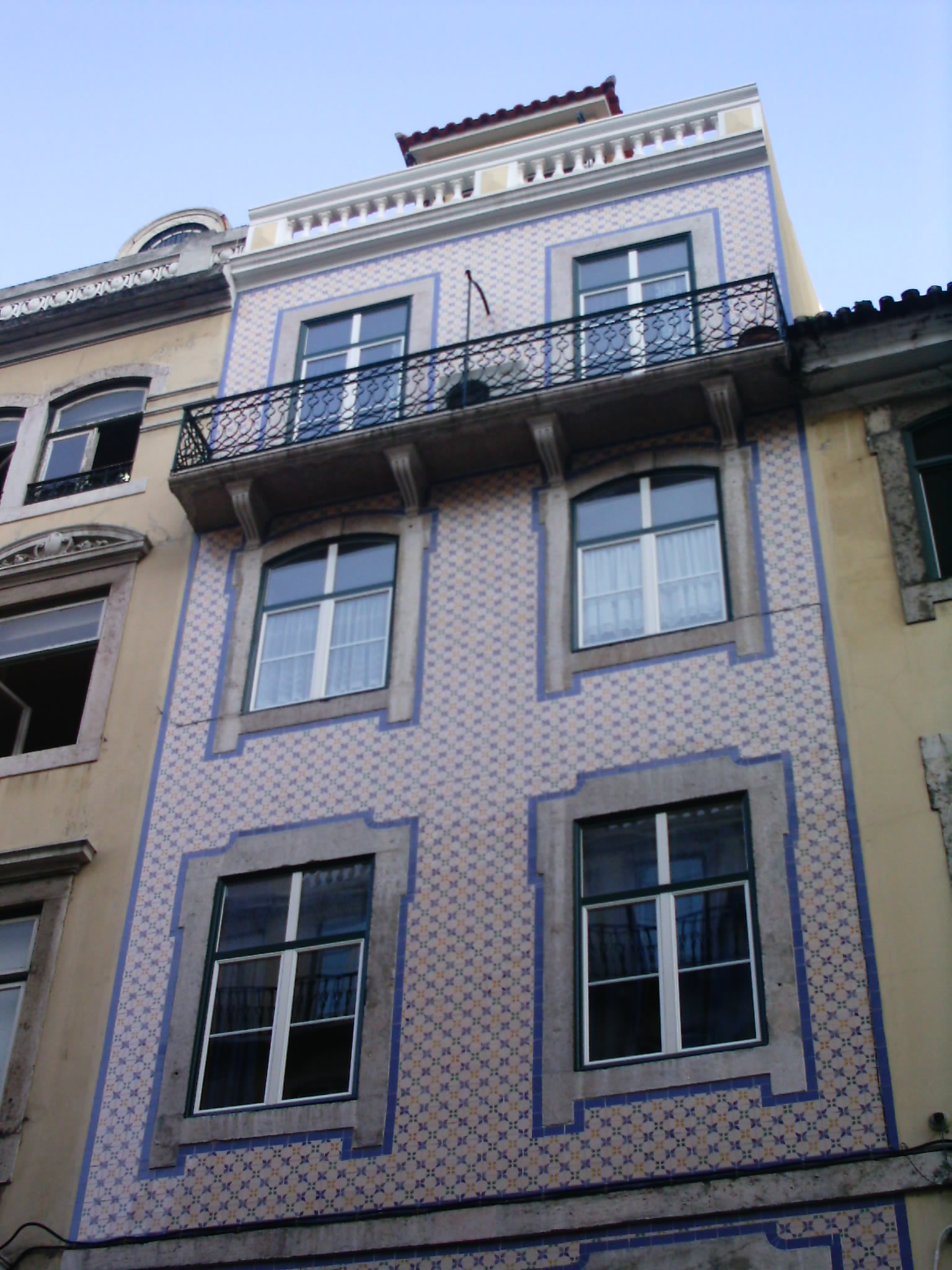
Edificio típico de la Baixa Pombalina, en estilo pombalino.

El edificio pombalino era una estructura de hasta cuatro pisos, con arcadas para tiendas en la planta baja, con varandas o varandins en el primer piso y cubiertas con ático. Todos los edificios siguen la misma tipología, con adición de detalles decorativos en la fachada, consonante con la importancia del local. Los edificios se encuentran aislados por cortafuegos y respetando la volumetría máxima impuesta —se consideró que los cuatro pisos eran ideales en caso de otro desastre—.
La construcción de los palacios también fue regulada, forzando una sobriedad sin ostentación, muy impopular entre la aristocracia, que permitía efectos decorativos sólo en el portal y ventanas un poco más elegantes que en los edificios residenciales. Las iglesias siguen el espíritu de la época y su número se reduce drásticamente, siguiendo los mismos principios constructivos, con alguna decoración arquitectónica exterior y tipologias bien definidas. Son edificios de nave única con altares laterales, decoración interior siguiendo las formas del rococó, materiales fingidos en madera y estuco, con alguna pintura (destacan las obras de Pedro Alexandrino de Carvalho) y escultura. Los espacios son agradables, suaves, luminosos y, a pesar de la construcción prefabricada, bien del gusto rococó. Destacan las iglesias de Santo António da Sé (el lugar de nacimiento de Santo António), de la Encarnación, de Santo Domingo, de Magdalena, de los Mártires y muchas otras. Manteniendo el vocabulario estético y los elementos decorativos prefabricados más que la preocupación de individualizarlos. En los edificios menos destruidos se intentó armonizar a las formas pombalinas con la decoración existente. La Praça do Comércio, la calle Augusta y la Avenida da Liberdade son ejemplos notables de esta arquitectura.

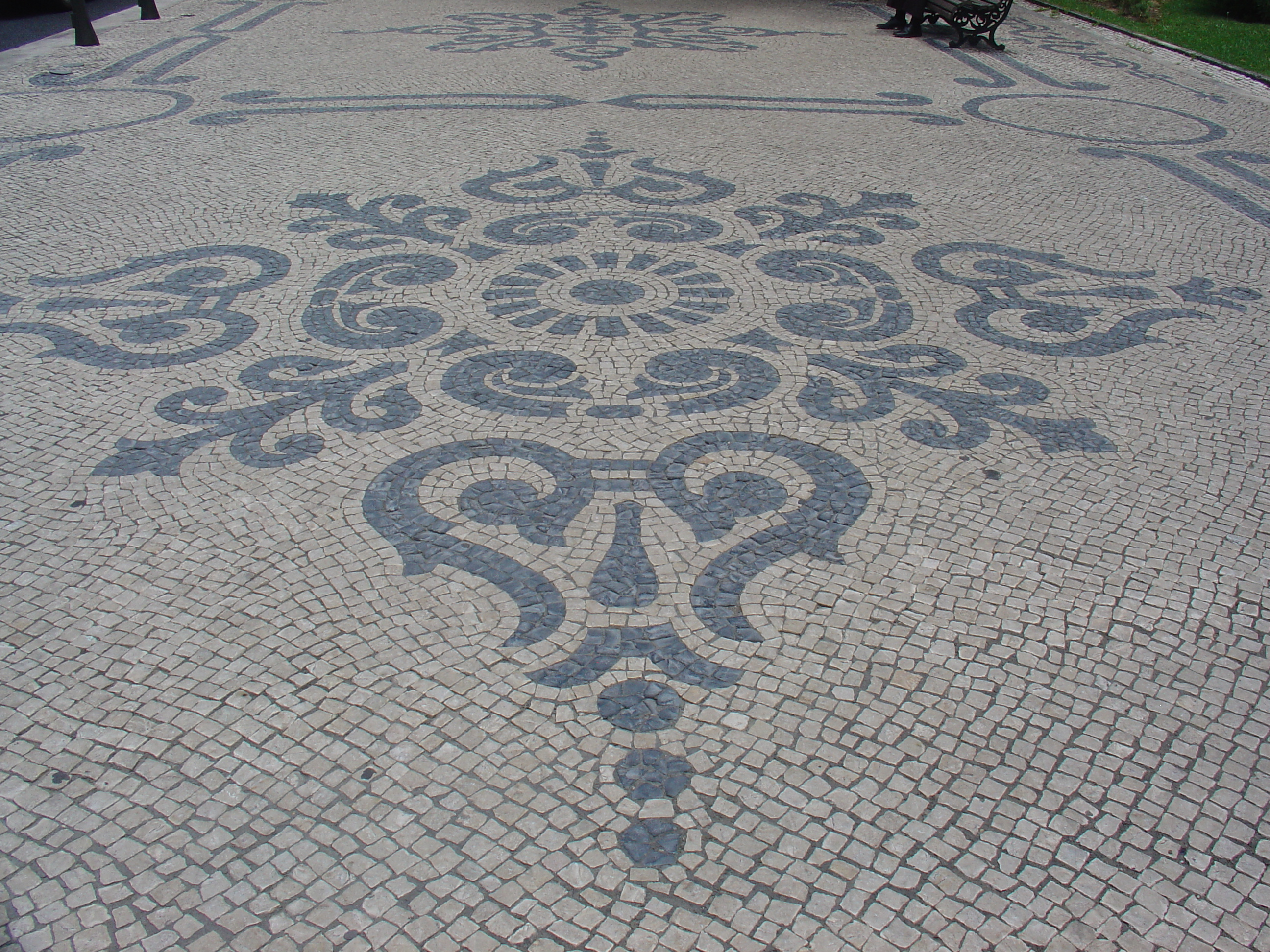
Típico pavimento pombalino.

Los pavimentos de las calles instaurados por Pombal consistían en ensamblar pequeñas piezas irregulares de piedras cálcareas y basálticas formando dibujos en blanco y negro. Hasta el fin del siglo XIX está moda no se impuso verdademente y fue adoptada en las grandes avenidas y la totalidad del Rossio y del Chiado. Los motivos estaban inspirados en la historia de los Descubrimientos (carabelas y naos) y del comercio (pescados, frutas...).
El pombalino, a pesar de ser impuesto de modo despótico en Lisboa, agradó y fue ensayado en otros lugares, siendo un buen ejemplo Vila Real de Santo António (1773-1774), una nueva ciudad en el Algarve, construida por Reinaldo Manuel dos Santos. El estilo es claramente reconocible en la ordenación urbana y, especialmente, en la plaza principal.
En Oporto, a iniciativa del gobernador de la prisión João de Almada e Melo, la Rua de San João fue reconstruida (después de 1757), y el tribunal de justicia Relação, la Corte de Apelación Gaol (1765) y la prisión fueron reconstruidos. La colonia británica de comerciantes portuarios introdujo la arquitectura de Palladio en la Praça da Ribeira (1776-1782), la Casa Factoría (1785-1790) y el Hospital San Antonio (1770).
El estilo pombalino es una arquitectura secular, utilitaria, marcada por el pragmatismo. Sigue el estilo llano de los ingenieros militares, con decoraciones regulares, racionales, mezcladas con detalles rococó y una aproximación neoclásica a la estructura. La simplicidad es total. Este espíritu de funcionalidad, que elimina todo lo superfluo, incluyendo la decoración, e impone una sobriedad racional, ya no es en realidad completamente rococó. Refleja el espíritu de la Ilustración y un fuerte carácter neoclásico, aunque sin los órdenes arquitectónicos clásicos, pero sometiendo lo accesorio a la razón. Este detalle ha sido pasado por alto sistemáticamente por la historia del arte, deseando ver o el rococó francés o el neoclasicismo tradicional en un programa constructivo renovador demasiado moderno para su época.

Estilo pombalino (1755-1860)
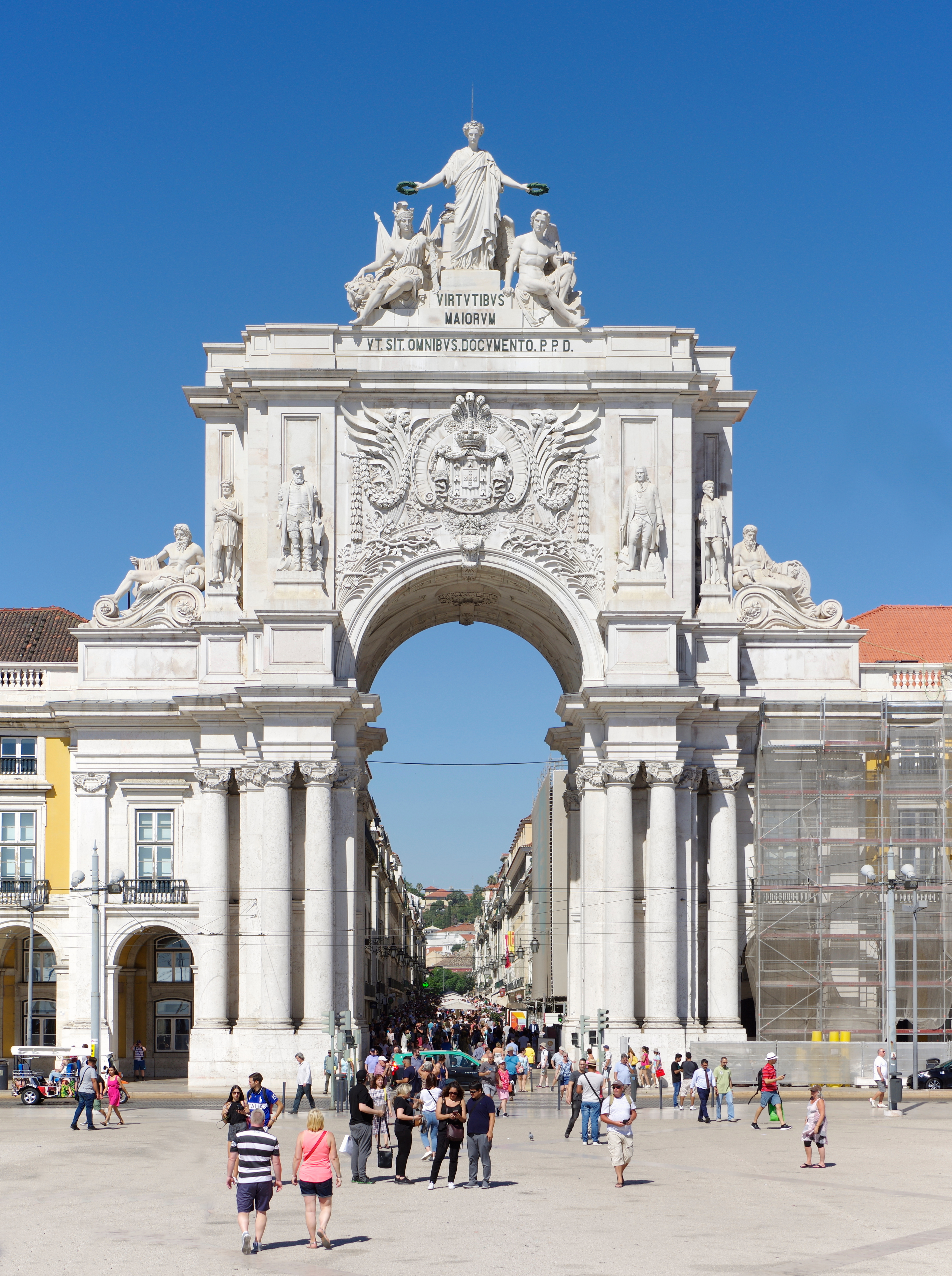
Arco de Triunfo (c. 1862-1873).
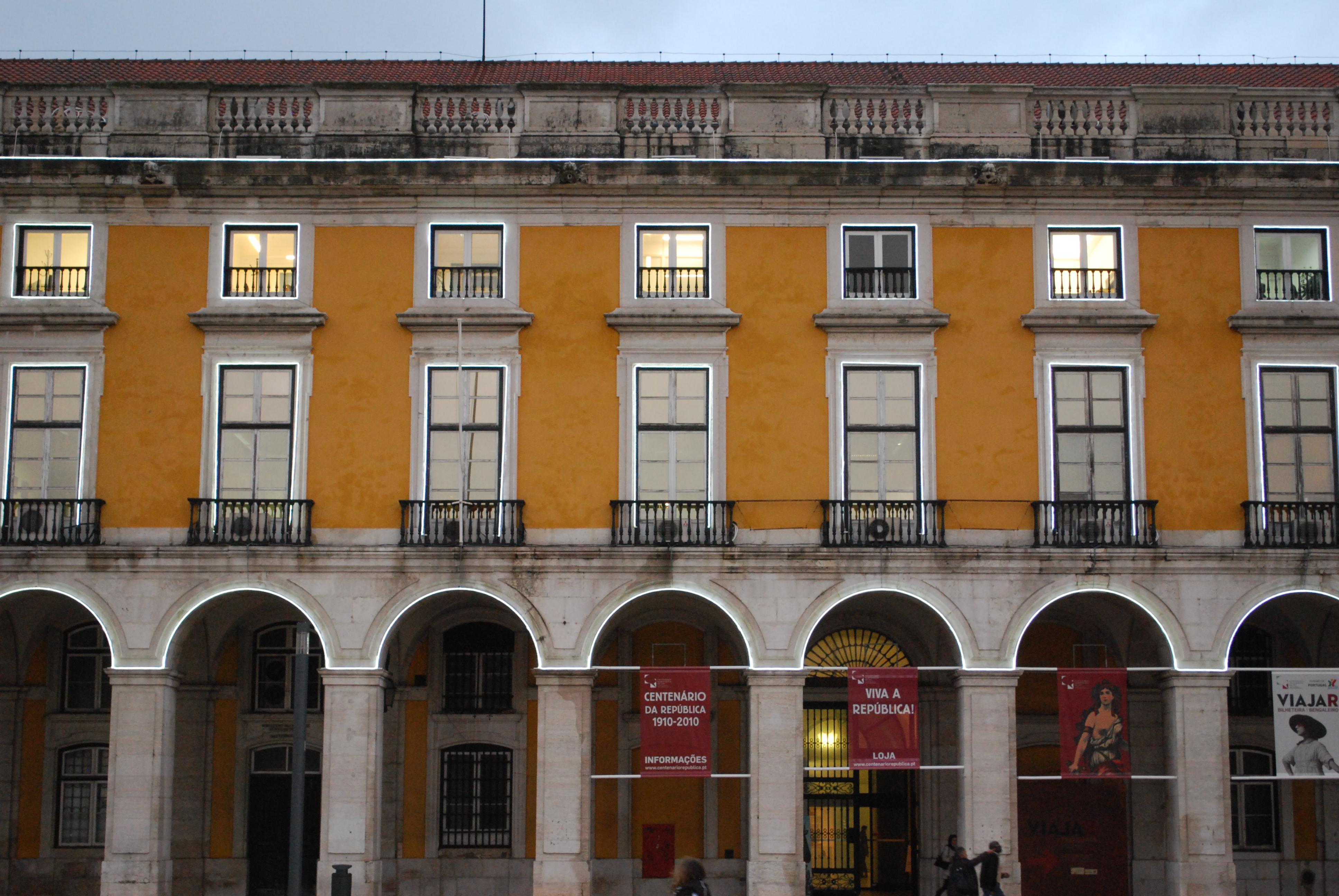
Arcadas en la Praça do Comércio.
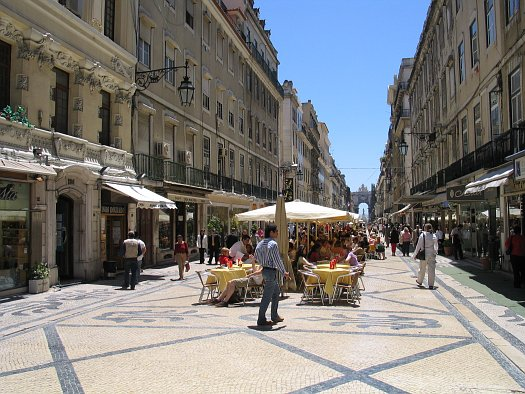
La calle Augusta hoy.
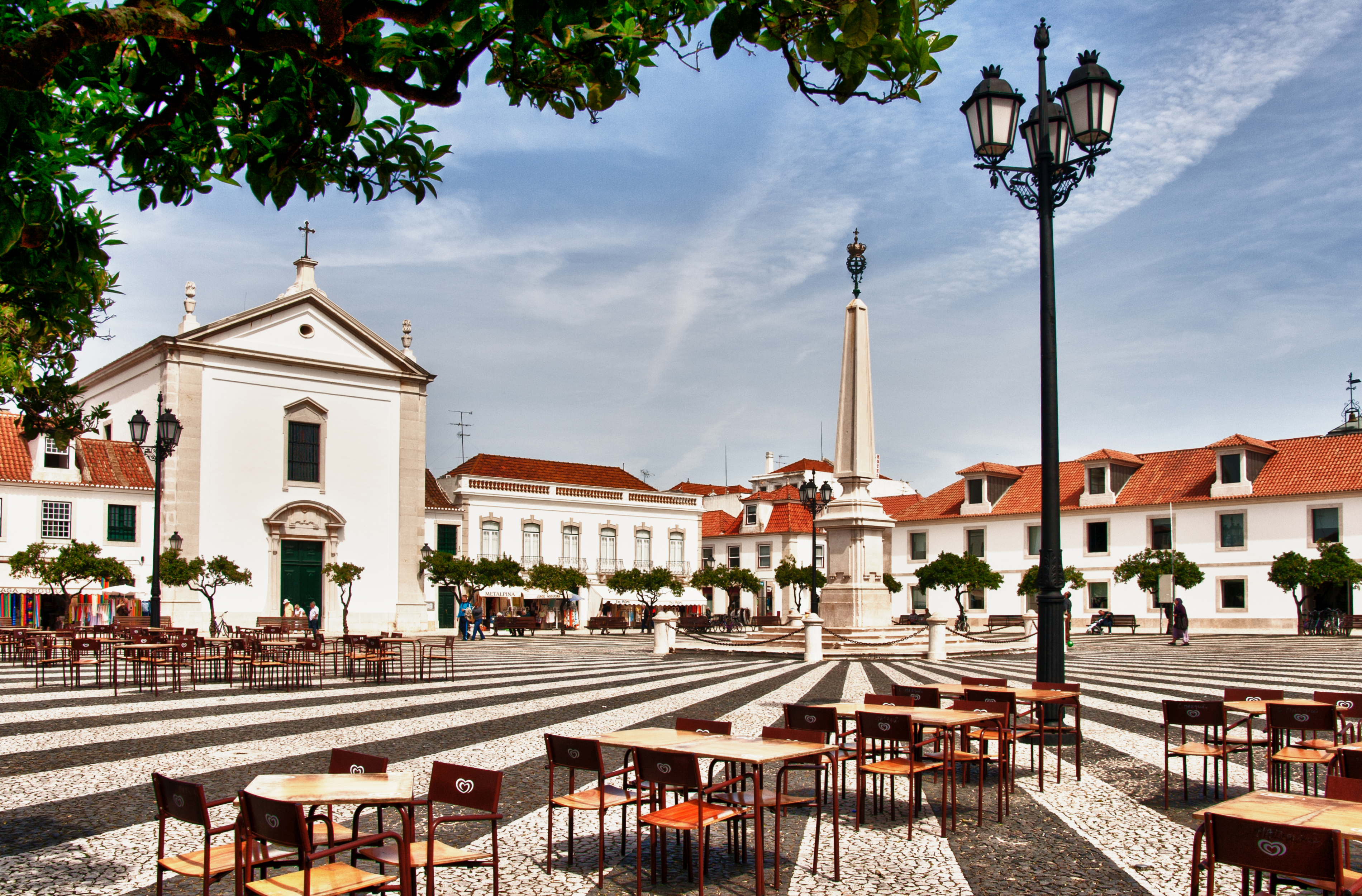
Plaza del marqués de Pombal en Vila Real de Santo António.

## Neoclasicismo (1780-fin del sigloXIX)
La arquitectura neoclásica en Portugal, debido a que surgió en una época muy convulsa, se desarrolló siguiendo un camino propio, enfrentando problemas de orden artísticos y económicos que ocasionaron una periodización diferente de la del resto de Europa, donde surgió entre 1750 y 1760. Corresponde al período pombalino cuando Portugal intentaba recuperarse del catastrófico terremoto de 1755 durante el reinado de D. José, inventando la arquitectura pombalina, que condicionó, desde el principio, el desarrollo normal del neoclasicismo en el país. Se asiste muy pronto al desarrollo de la arquitectura preclásica, que se mantuvo hasta finales del siglo XVIII. En el último tercio del siglo surgió el Neoclasicismo, principalmente en Lisboa y Oporto, para, a principios del siglo XIX, casi detenerse el reloj de los programas artísticos. Este hecho se debe a la gran inestabilidad provocada por una sucesión de acontecimientos abrumadores para el país, a saber, la huida de la familia real a Brasil en 1807 (hecho de fundamental importancia para ambos países), las invasiones francesas, el posterior dominio inglés, la revolución liberal en 1820, el regreso de la familia real en 1821, la independencia de Brasil y la pérdida del comercio colonial en 1822. Poco después se produjo la contrarrevolución absolutista, dando lugar a las guerras liberales, que mantuvieron la inestabilidad hasta 1834, impidiendo la normalidad artística. y el desarrollo de la economía hasta casi transcurrido la mitad del siglo. Teniendo en cuenta lo anterior, no sorprende que el estilo se mantuviera, junto al Romanticismo, hasta principios del siglo XX.
En Portugal el estilo comenzó a desarrollarse durante la década de 1770, con la construcción del Picadeiro Real (actual Museu Nacional dos Coches), en Lisboa, y del Hospital de Santo António en Oporto. Aunque a veces se considera que la primera obra construida dentro del nuevo estilo en el país había sido íntegramente importada de Italia, la pequeña y lujosa capilla de São João Batista en la iglesia de São Roque en Lisboa, que había encargada en 1742 por el rey João V a los arquitectos italianos Nicola Salvi y Luigi Vanvitelli. Fue ensamblada en Roma (1742-1747) y desmontada y enviada a Lsiboa en tres barcos, donde se acabó de montar en 1752. En Coimbra también destacan algunas de las obras del ingeniero militar Guilherme Elsden, como el temprano edificio del Museo de la Universidad, construido entre 1773 y 1774.
Un dato muy curioso del neoclasicismo portugués es la clara diferencia entre las dos ciudades principales. Lisboa recibía las influencias italianas debido al gusto dominante en la corte, mientras que la ciudad de Oporto, fruto de la importante comunidad británica, desarrolló edificios con una fuerte influencia inglesa, a veces casi palladiana. Sin embargo, el fuerte carácter funcionalista es una de las características comunes entre los dos polos. Posteriormente, debido a que los estudiantes de arte completaron sus estudios en Roma, el norte se convirtió al clasicismo romano en detrimento del paladianismo. Oporto había abordado varias ampliaciones con regulaciones sobre la ocupación. El estilo neoclásico se aplicó en importantes proyectos llevados a cabo por ingleses residentes en la ciudad, presente en particular en el Hospital de Santo António (1770-1824), diseñado por el arquitecto inglés John Carr (1769), en la definición espacial de la Praça da Ribeira, junto al río Duero (1765), en el edificio de la Feitoria Inglesa (1785-1790), estos dos últimos del cónsul John Whitehead, o en el Palacio de la Bolsa (1842-1848) principal obra de Joaquim da Costa Lime. Uno de los mayores exponentes del neoclasicismo norteño fue el ingeniero Carlos Amarante (1748-1815), autor de varios edificios tardo-barrocos y neoclásicos, como la iglesia de la Trinidad en Oporto (?-1841).
- El neoclasicismo en Oporto
- Hospital de Santo António (1770-1824), Oporto
- Feitoria Inglesa (1785-1790), Oporto
- Palacio de la Bolsa de Oporto (1842-1848)
- Iglesia de la Trinidad, Oporto

Básicamente se puede considerar que el edificio neoclásico portugués es sencillo, muy funcional, sometiendo todo a un carácter utilitario, con fachadas simétricas articuladas en tres cuerpos, sugiriendo o estando poco avanzado el central, con el usos de pilastras, pocas columnas, balcones o balaustradas, arcadas en la planta baja funcionando como basamento, aparejos (rusticados, con almohadillado o no), balaustres, con escasa o ninguna decoración escultórica, de esencia arquitectónica (quizás consecuencia de tiempos difíciles, pero también, sin duda, como reflejo de la sencillez muy práctica pombalina). Sin embargo, esta afirmación es demasiado reduccionista porque al estudiar los edificios individualmente aparecen  gran diversidad de soluciones. 
Los ejemplos son numerosos,desde edificios más sencillos pero muy llamativos, como la Feitoria Inglesa (1785-1790) de Oporto o los baños de São Paulo en Lisboa, hasta obras importantes como el Teatro Nacional de São Carlos, el Teatro Nacional D. Maria II, el Palacio Nacional de Ajuda y el Palácio de São Bento (hoy Asamblea de la República), en Lisboa, o el Hospital de Santo António y Palacio de la Bolsa (1842-1848) en Oporto. También hay diversos ejemplos, como iglesias, palacios o edificios públicos repartidos por todo el país.
José da Costa e Silva (1714-1819), formado en Bolonia, representaría el apogeo nacional de este estilo. Diseñó, entre muchos otros edificios, el Teatro Nacional de São Carlos (1792-1793) y el Palacio Nacional de Ajuda (1795-1861) (éste junto con el italiano Francisco Xavier Fabri), que nunca llegó a acabarse.
- El neoclasicismo en Portugal
- Vista de la capilla de São João Batista
- Museo de la Universidad (1773-1774), Coimbra
- Teatro Nacional de São Carlos (1792-1793), en Lisboa
- Palacio Nacional de Ajuda (1795-1861), el nuevo palacio real en Lisboa
- Iglesia de Santa Cruz del Hospital de São Marcos en Braga

### Principio del sigloXX (1900-1920)
El Art Nouveau (Arte Nova) llegó tardíamente a Portugal, alrededor del año 1905 y tuvo corta duración, terminando 15 años más tarde, en 1920. Los principios estéticos adoptados por el estilo en el país fueron similares a los europeos, con más influencia francesa. Su uso se debió principalmente a los gustos de la burguesía urbana, que en Lisboa, Oporto y Aveiro desarrolló edificios notablemente de este estilo. El Art Nouveau fue un estilo estético esencialmente del diseño y la arquitectura que también influyó en el mundo de las artes plásticas. Estaba relacionado con el movimiento Arts & Crafts, con la exploración de nuevos materiales (como el hierro y el vidrio, los principales elementos de la nueva estética) y avances tecnológicos en los gráficos, como la técnica de la litografía coloreada que tuvo gran influencia en carteles y papeles pintados.
Arquitectónicamente, puesto que casi no tenía características estructurales en las volumetrías, ésta se desarrolló aparte de la arquitectura tradicional portuguesa. Uno de los aspectos importantes es el mayor uso de materiales innovadores y técnicas, como el uso de la pasta de cemento para recrear las formas orgánicas. El énfasis ornamental florista, naturalista y curvilíneo fue una constante en los detalles de los edificios. Puertas, balcones y escaleras se trabajaron minuciosamente por habilidosos artesanos que dieron a las piezas los perfiles típicos del estilo. 
Edificios de estilo Art Nouveau fueron comunes en Aveiro (especialmente obras de Francisco Augusto da Silva Rocha) y Caldas da Rainha. En Lisboa, la Casa-Museu Dr. Anastácio Gonçalves es un buen ejemplo de la variante portuguesa del estilo. En Oporto, son ejemplos, la Librería Lello (1906), el Café Majestic (1921) y edificios de vivienda en las calles de la Galería de Paris y Cândido dos Reis.
En Portugal fue muy común, en lugar de la arquitectura, la decoración de las fachadas y los interiores con azulejos de estilo Art Nouveau, como puede verse en muchos edificios de finales del siglo XIX y principios del XX.

Art Nouveau (1905-1920)
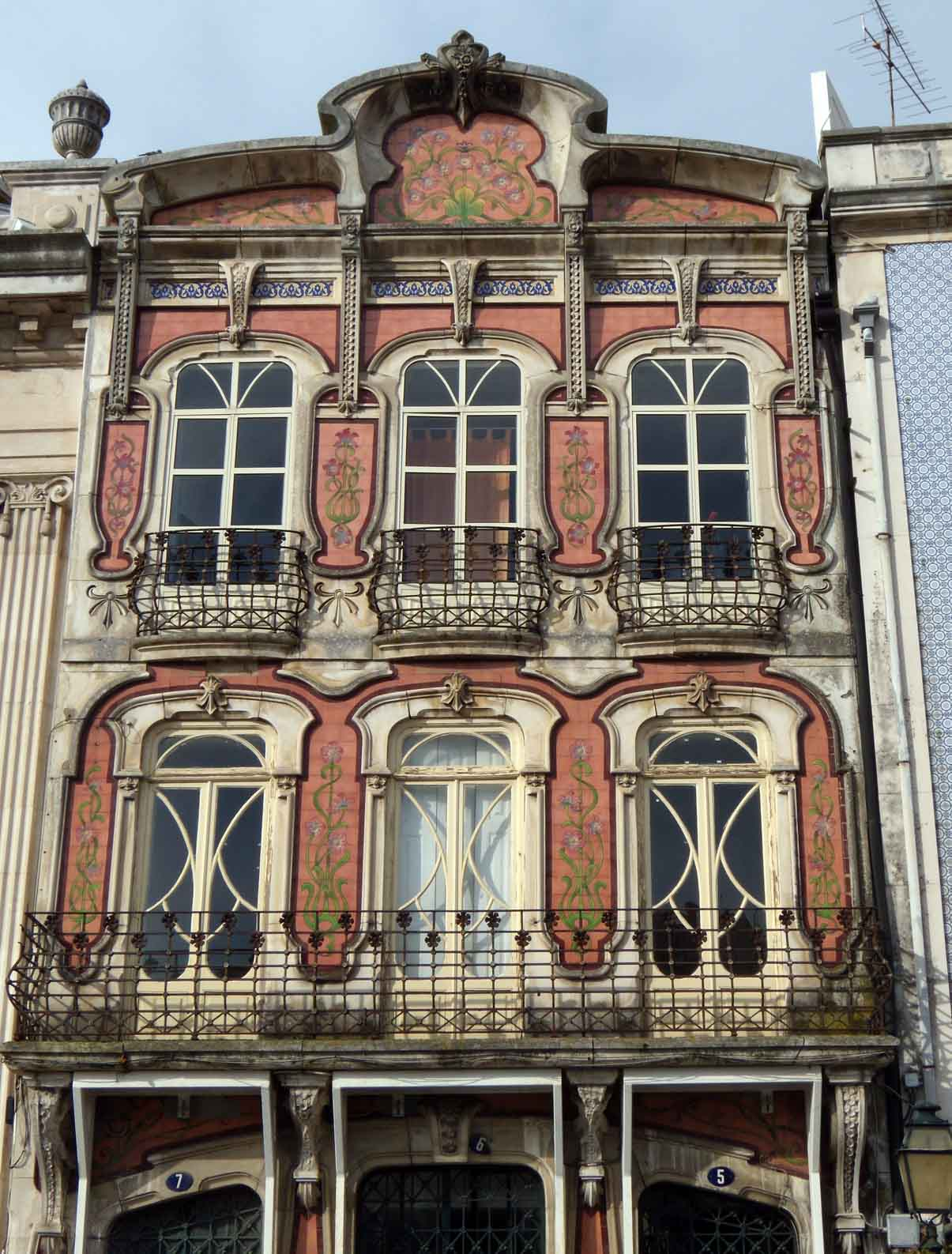
Casa estilo Art Nouveau en Aveiro.
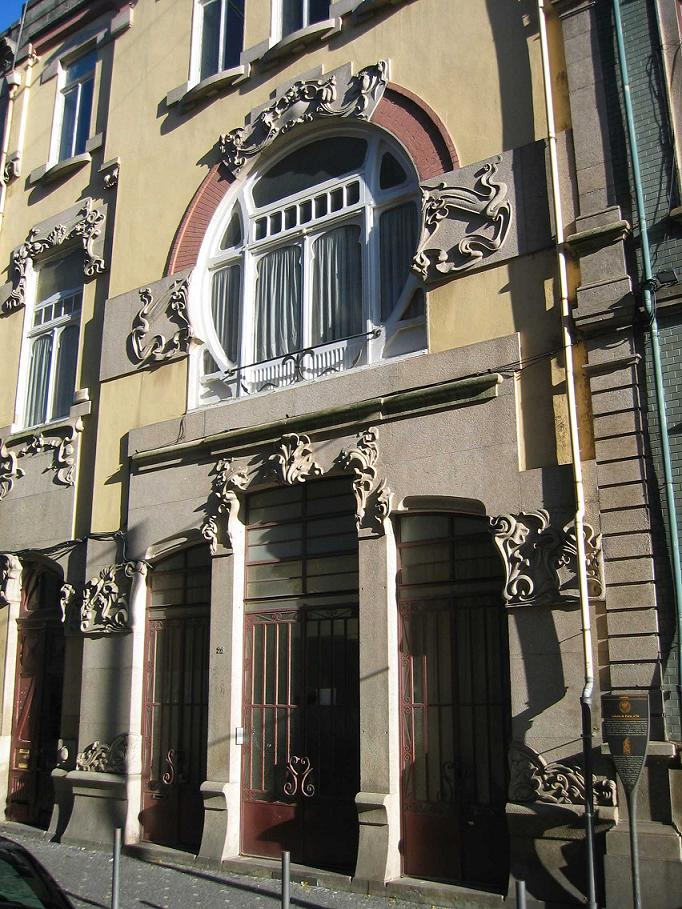
Casa estilo Art Nouveau en Oporto.
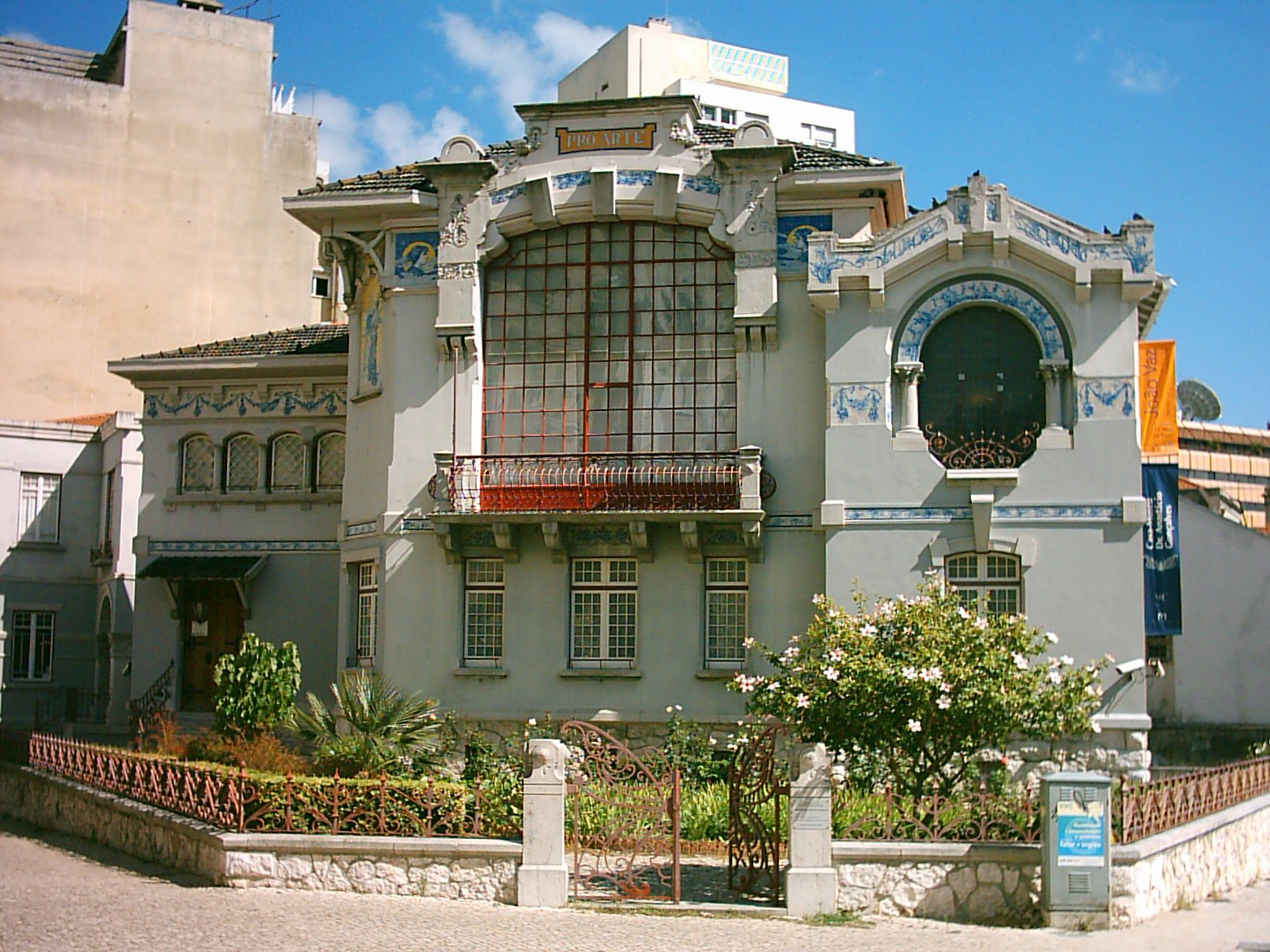
Casa-Museo Dr. Anastácio Gonçalves o casa Malhoa, en Lisboa.
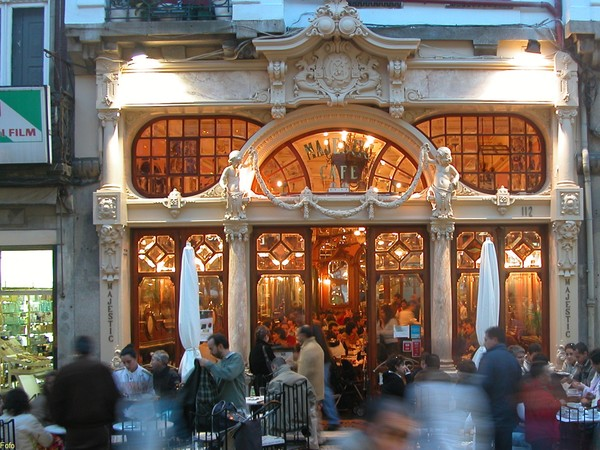
Café Majestic (Oporto, 1921).
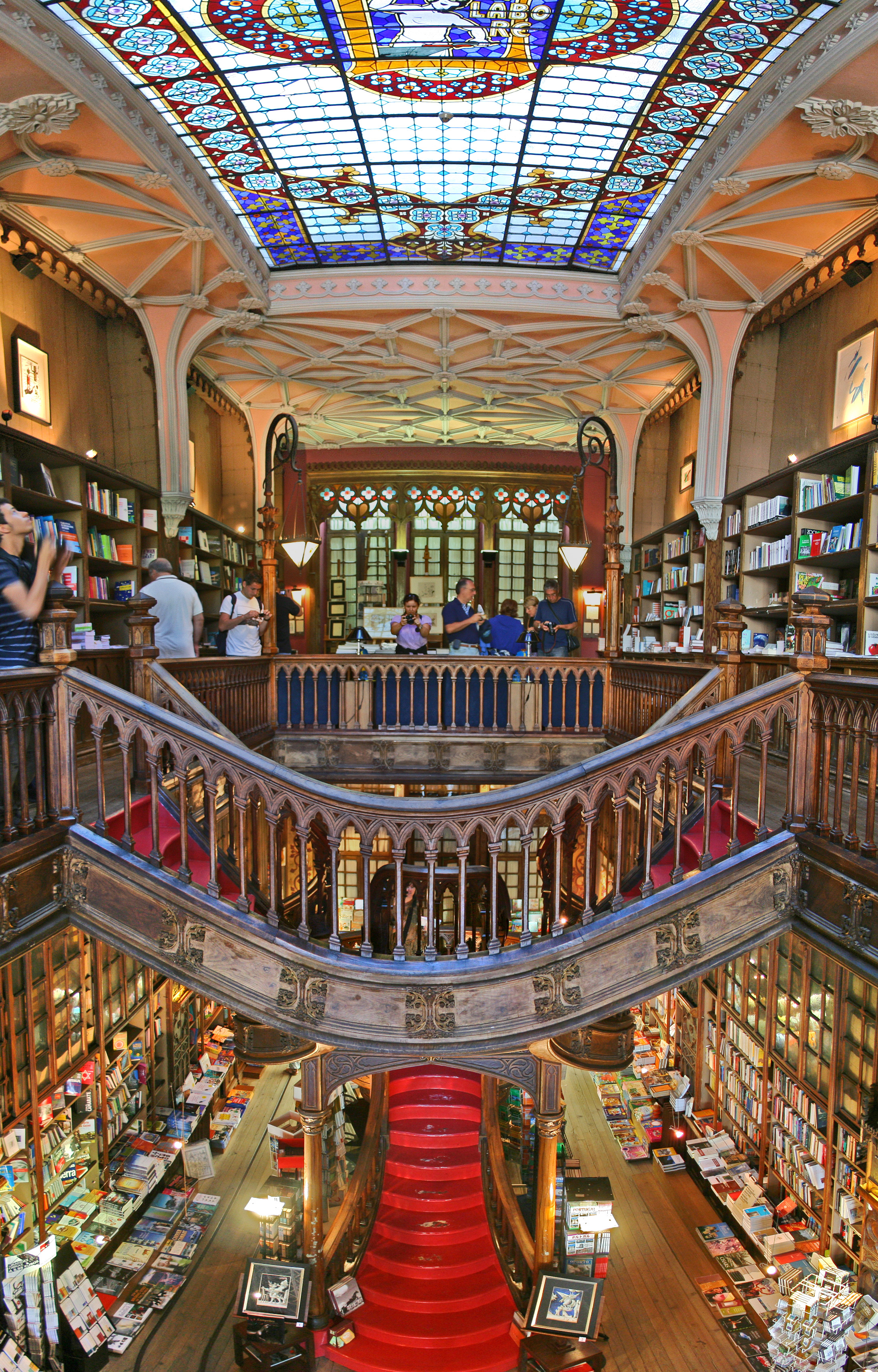
Librería Lello (Oporto, 1906).

En estos años hay buenos ejemplos de arquitectura Industrial, como:
- Elevador de Santa Justa (1900-1902), diseñado en hierro en estilo neogótico por Raoul Mesnier de Ponsard, y que une los barrios de la Baixa Pombalina y el Chiado en Lisboa;
- Central Tejo (1908-1909), hoy recuperada como Museo de la Electricidad de Lisboa.
- Garagem Auto Palace, ejemplo de arquitectura ecléctico en hierro que fue considerado una de las 100 Obras de la Ingeniería del siglo XX, construido por Vieillard & Touzet en 1906, con la estructura metálica proyectada por Gustavo Eiffel. Destacan los vitrales con motivos alusivos a las actividades del edificio, en estilo Art Nouveau, que decoran los laterales de la fachada principal, datados en 1907.

Arquitectura industrial (1900-1920)
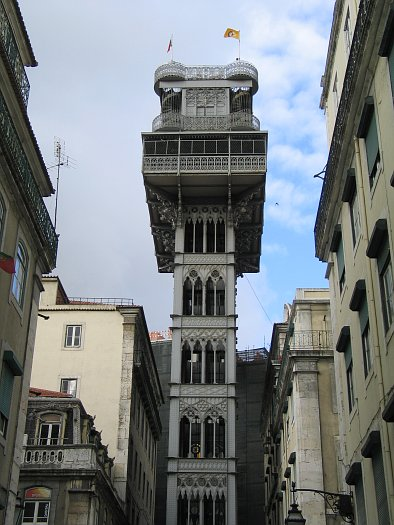
Elevador de Santa Justa, Lisboa (1900-1902).
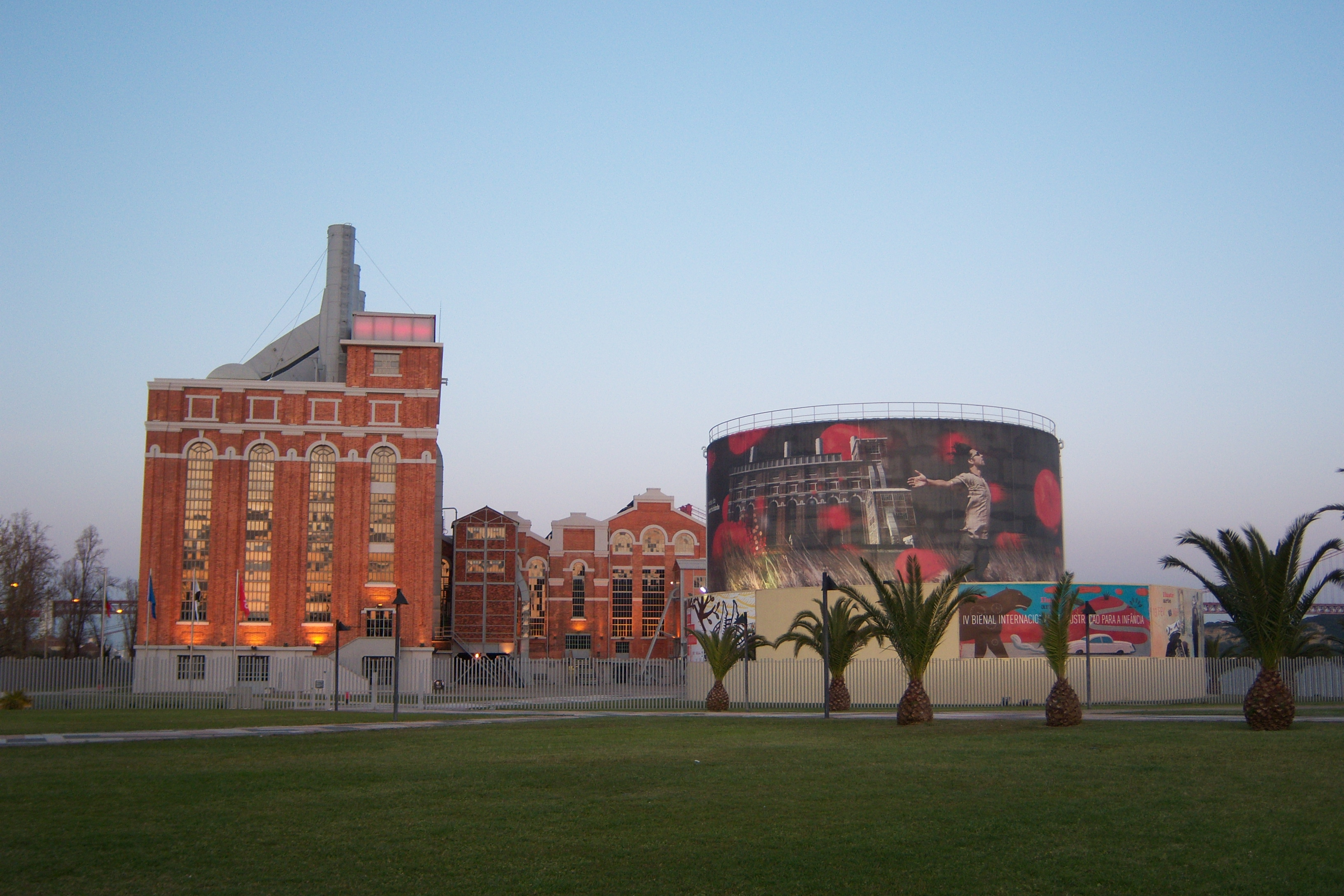
Museo de la Electricidad de Lisboa.
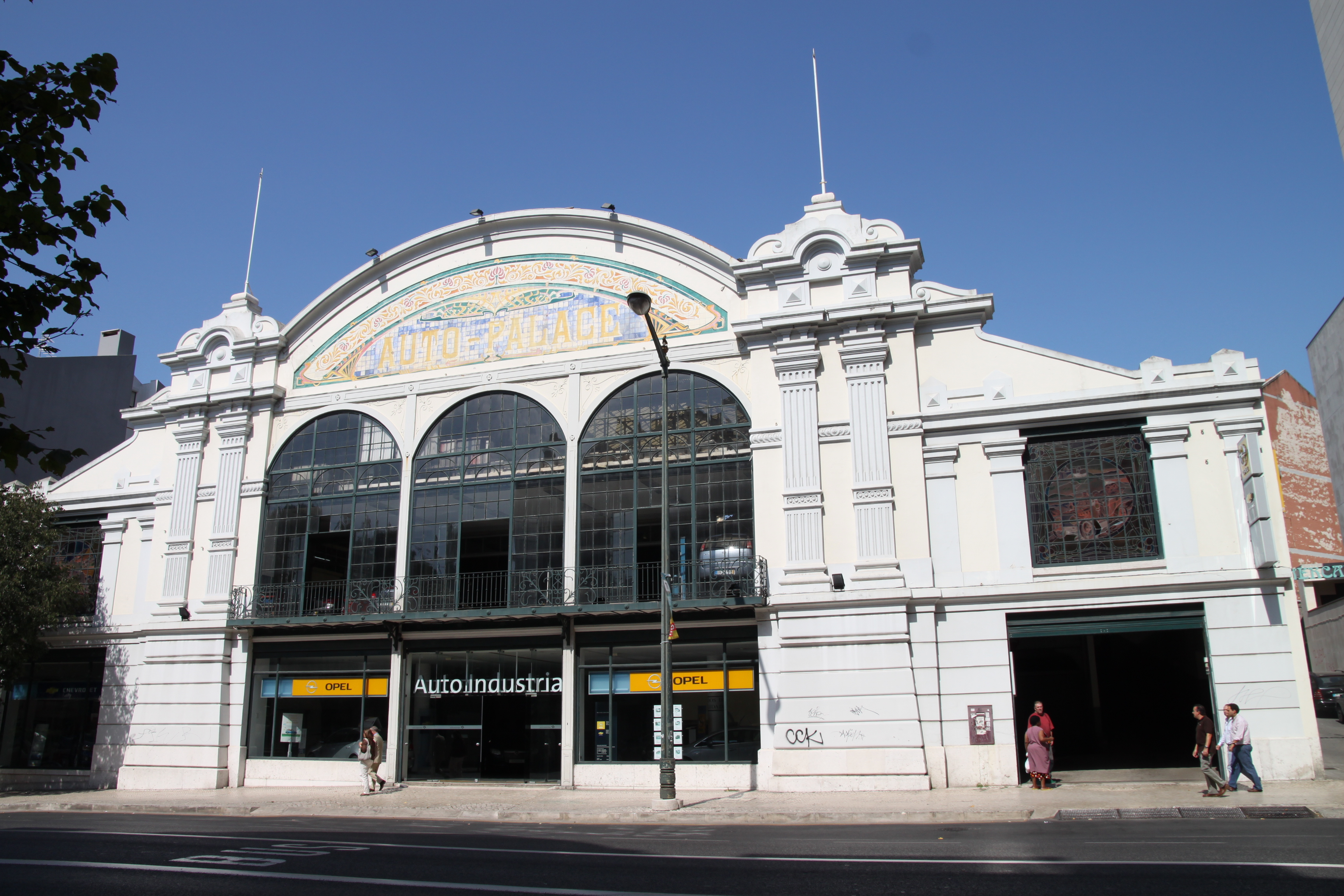
Garagem Auto Palace, Lisboa (1906-1906).

Miguel Ventura Terra (1866-1919), Manuel Norte junior

### Primer Modernismo (1920-1940)
Porfírio Pardal Monteiro (1897-1957) destaca como arquitecto de la nueva generación proyectando varios edificios entre los que destaca la casa en la Av. 5 de octubre (premio Valmor), el Instituto Superior Técnico y la estación de Cais do Sodré (1926).
Después de la llegada de la dictadura continúan proyectándose y construyéndose edificios de buena calidad como el Cinema Éden (1929-1932) y el Hotel Vitória (1934), ambos de Cassiano Branco (1897-1970). Después de un paréntesis de cinco años, el Premio Valmor se concede a la Iglesia de Nuestra Señora de Fátima diseñada por Pardal Monteiro, generando cierta controversia el edificio marcadamente modernista en 1938. El conjunto arquitectónico está marcado por varias intervenciones de artistas, y los vitrales de Almada Negreiros son importante en la iluminación del altar que se encuentra al oeste.

Primer Modernismo (1920-1940)
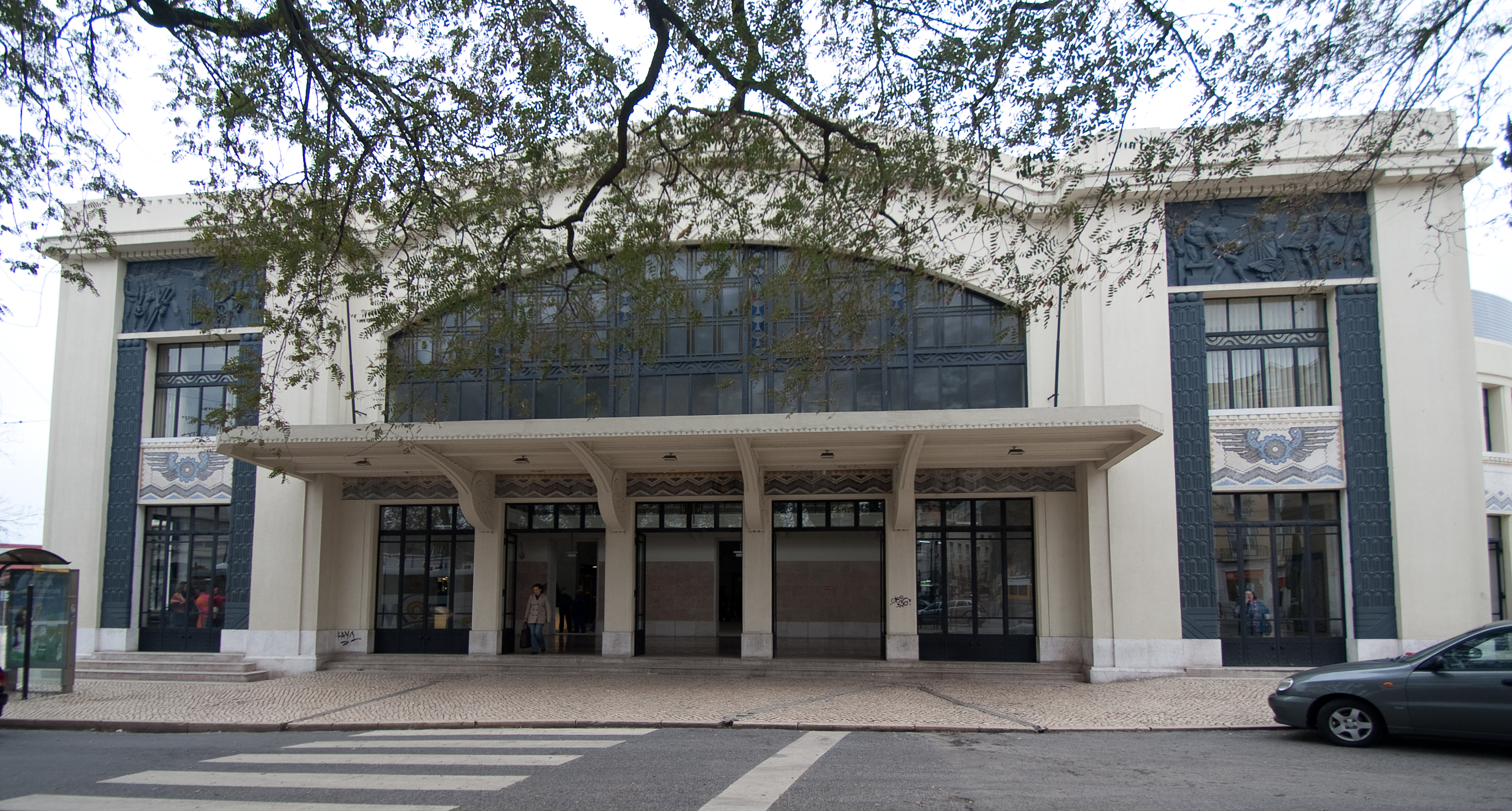
Estación de Cais do Sodré (Lisboa), de Porfírio Pardal Monteiro (1926)
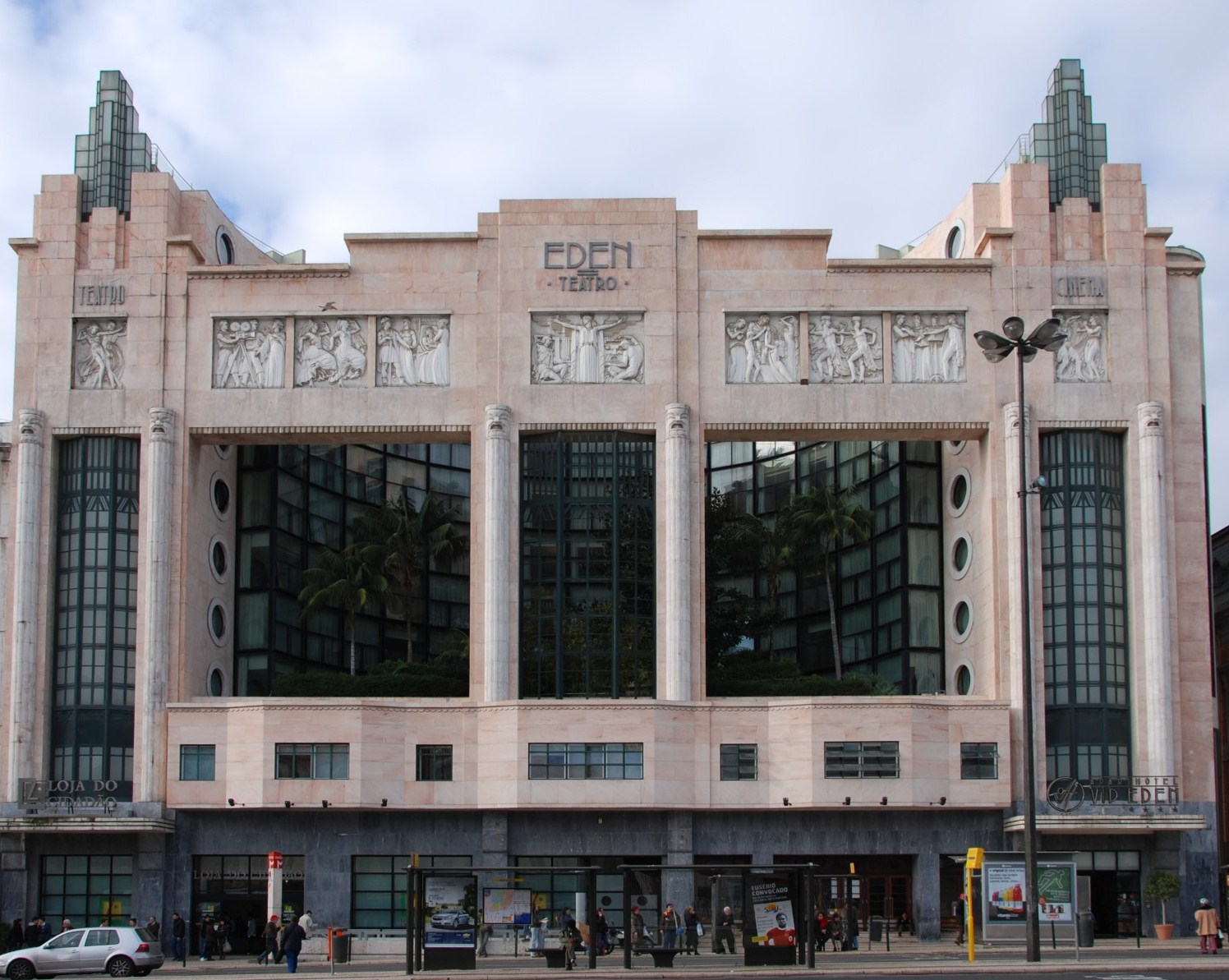
Cinema Éden (1929-1932) (hoy Hotel Eden), Lisboa, de Cassiano Branco
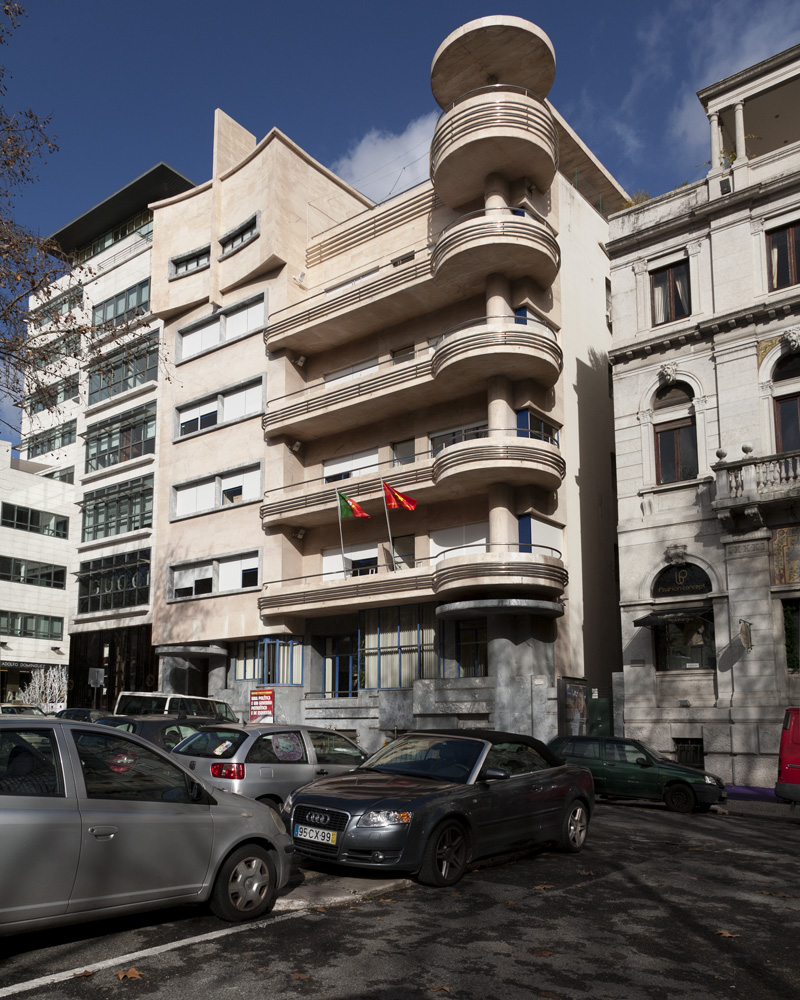
Hotel Vitória (1934), Lisboa, de Cassiano Branco
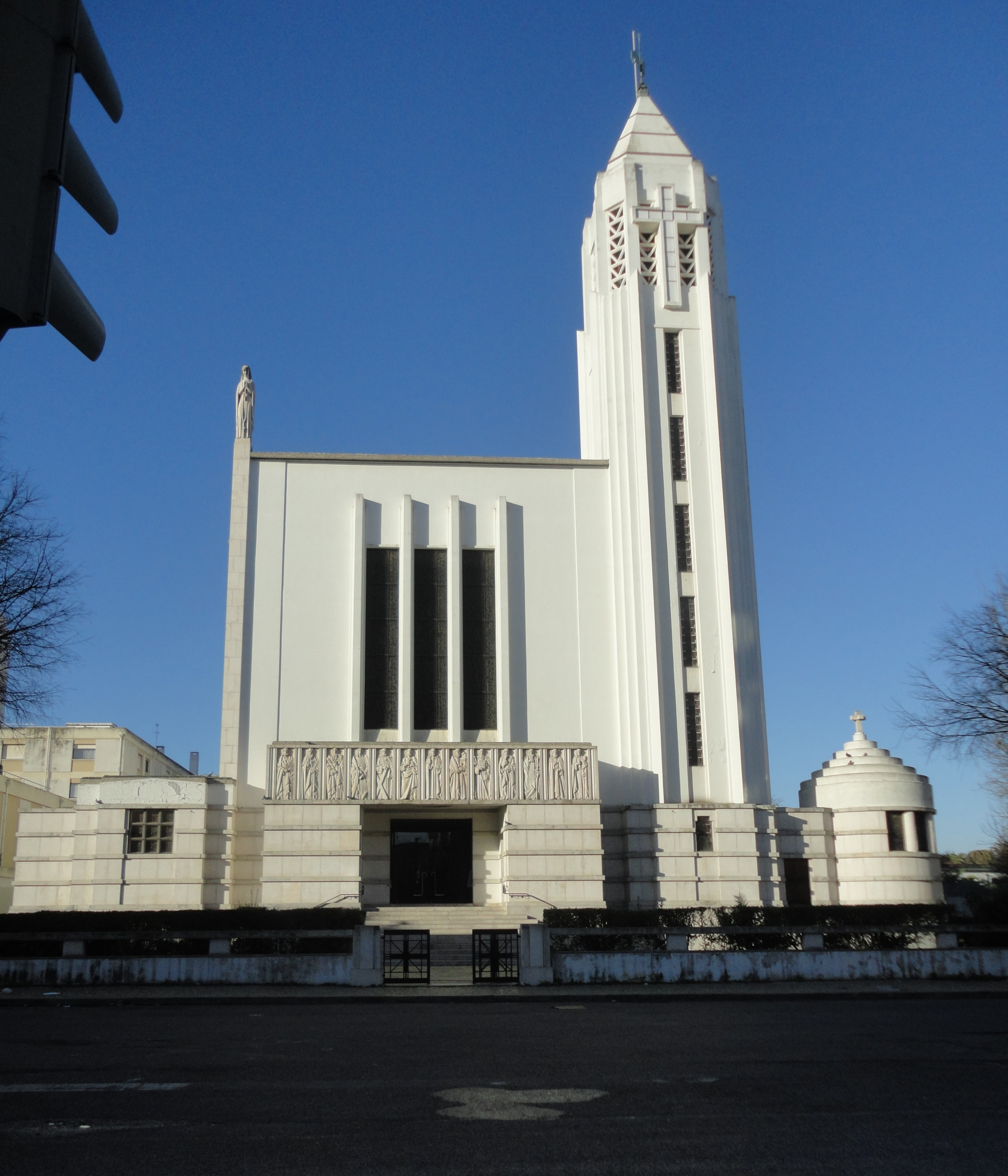
Iglesia de Nuestra Señora de Fátima, de Pardal Monteiro (1933-1938)

### Arquitectura moderna y Estado Novo (1933-1974)
Con la instauración de un régimen totalitario a través de la Revolución de 1926, derrocando a la frágil república, era necesario crear un lenguaje arquitectónico que apoyase la nueva imagen de Portugal. Este proceso fue siendo consolidado poco a poco y tuvo su apogeo bajo la tutela de Duarte Pacheco como ministro de Obras Públicas y Comunicaciones, en su segundo mandato, acumulando el cargo con el Presidente da Câmara de Lisboa. Hubo una gran variedad de actitudes de arquitectos y artistas con el régimen, más colaboracionistas unos y más resistentes otros, sin que sin embargo se perdiese la calidad de la arquitectura. Durante estas cuatro décadas se desarrollaron numerosas propuestas y planes de desarrollo para todo el país, siendo privilegiada la capital imperial, Lisboa.
Se pueden definir varios conjuntos de obra, tanto individual como colectivamente, siendo la datación por décadas en este caso poco adecuada debido a la extensión cronológica de algunas obras y tendencias que, naturalmente, se van superponiendo y a la aparición de diversos acontecimientos, fenómenos y movimientos sociales durante la dictadura que irán moldeando y fundando varios movimientos de acción y reflexión sobre la arquitectura. Sin embargo, se hará hincapié en el uso de décadas durante el periodo del Estado novo para una organización cronológica de los proyectos y obras, lo que facilitara su lectura diacrónica.
Obras de gran identidad fueron construidas a partir del portugués suave de Raul Lino (1879-1974), —en busca de una ruralidad bucólica perdida, o el modernismo de Porfírio Pardal Monteiro— ejercitando diversos programas y declinando el estilo con un rigor de excelencia, los planes de los parques de Francisco Keil do Amaral (1910-1975) o la elegante suntuosidad de Cassiano Branco en el existente Hotel Victoria o en el desaparecido cine teatro Éden.
Cada década tuvo el sello de algunos creadores en particular, pero en los años cincuenta fueron las propuestas de conjuntos de predios que contienen un programa de contenidos e ideología expresa en la vivienda. El barrio de las estacas, los predios de las avenidas Infante Santo y Estados Unidos de América representan paradigmas urbanos, cada uno con una identidad e ideología bien definida. En la década siguiente los conjuntos de edificios dieron origen a la planificación urbana que iba más allá de los barrios. Los planes urbanísticos de Groves y de Chelas abrieron el futuro del Oriente de Lisboa.

Arquitectura del Estado Novo
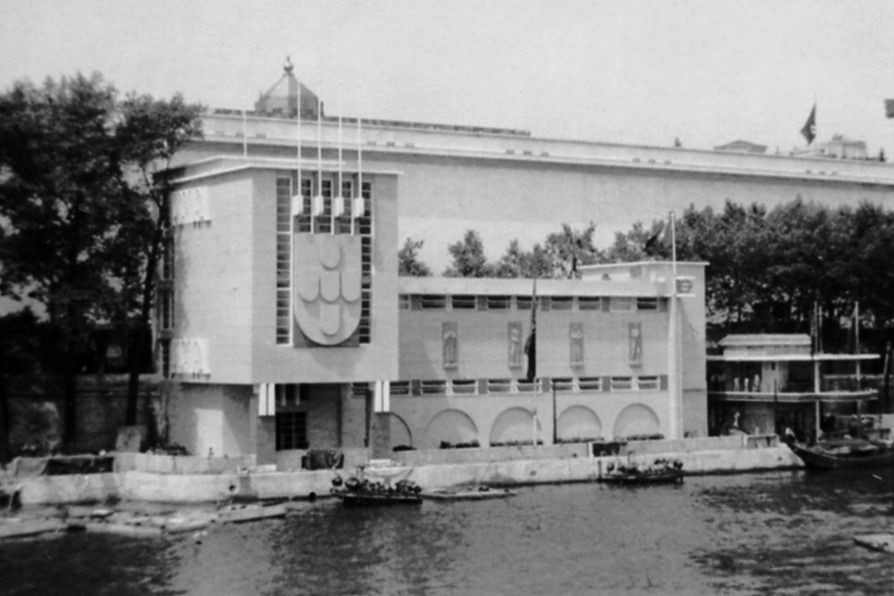
Pabellón de Portugal en la Exposición Internacional de Paris (1937), de Keil do Amaral
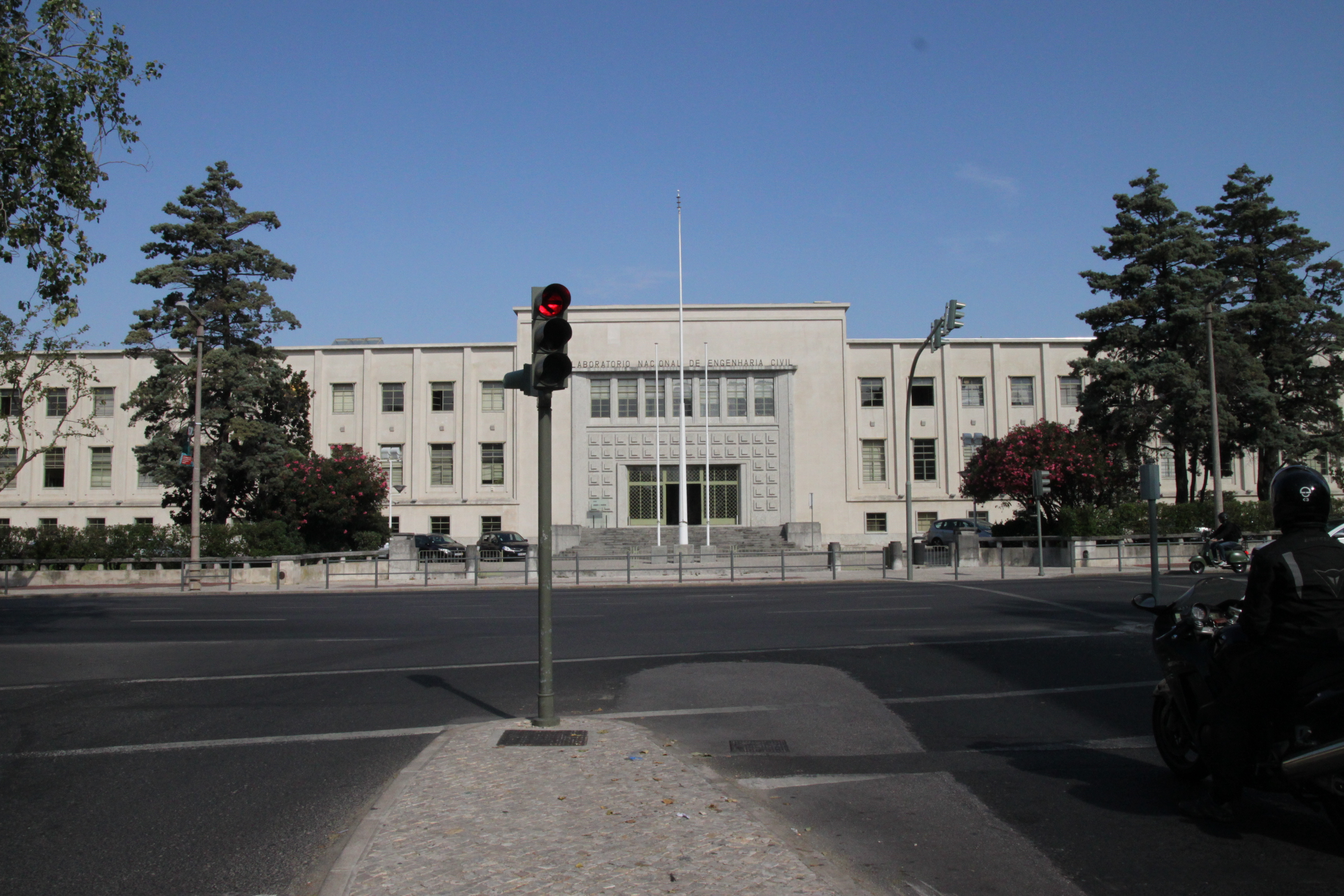
Laboratório Nacional de Ingeniería Civil (Lisboa), de Pardal Monteiro (1949)
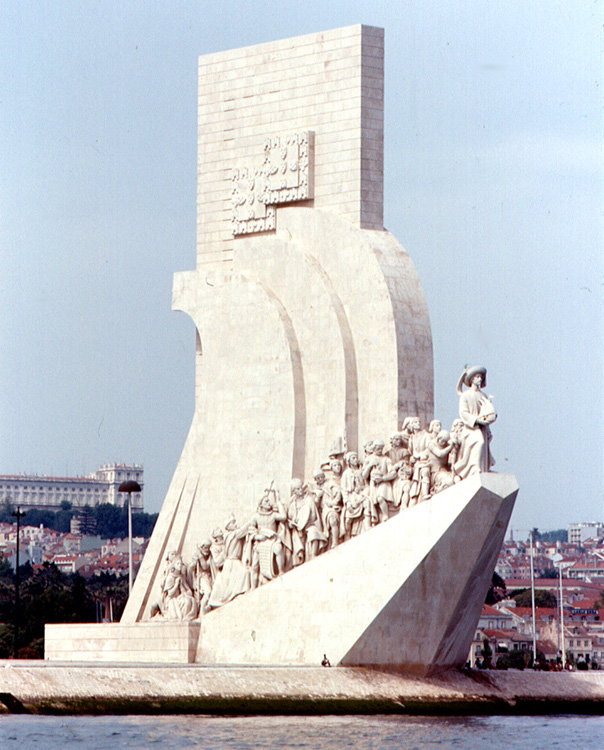
Monumento a los Descubrimientos (1960), del arquitecto José Ângelo Cottinelli Telmo y el escultor Leopoldo de Almeida.

#### El I Congreso de Arquitectura
La vislumbre de la democracia en 1945, con el fin de la II Guerra Mundial, llevó a la preparación de una carta-manifiesto con miras a la celebración de elecciones libres. Después de la garantía de un miembro del Gobierno de no revelar la identidad de los suscriptores, sucedió todo lo contrario y hubo una ola represiva que se tradujo en despidos, dimisiones y sanciones.
Luego vienen el ICAT —Iniciativas Culturais Arte e Técnica— en Lisboa y la ODAM —Organização dos Arquitectos Modernos— en Oporto. El I Congreso de Arquitectura se celebró en 1948, siendo elaboradas las bases críticas para varios problemas relacionados con la arquitectura. En este congreso se definieron posiciones intelectuales, con diferentes interpretaciones de ciertos principios, lo que dará lugar a diferencias en la forma de abordar la profesión. Las influencias de Le Corbusier y de la carta de Atenas se hacen oír en la mayoría de las tesis presentadas. Nuno Teotónio Pereira y Costa Martins fueron las excepciones referidas a las dimensiones simbólicas de la arquitectura cotidiana.
Uno de los puntos centrales de la interpretación de Pedro Vieira de Almeida es la inexistencia de una arquitectura del Estado Novo que se impusiera a los proyectistas, dependiendo de éstos la lucha por puntos de vista diferentes del Gobierno, sin embargo, en tanto fue característico de los arquitectos norteños la resistencia a la imposición de modelos formales, lo que llevó a Nuno Portas a apodar a esta arquitectura de "resistencia".

### Años setenta
La sede de la Fundación Calouste Gulbenkian, construida en la década de los años 1960 y diseñada por Rui Jervis Atouguia, Pedro Cid y Alberto Pessoa, es uno de los mejores ejemplos en este contexto, testimoniando el paso del Estado Novo a la revolución.

#### El Proyecto SAAL
SAAL (Serviço de Apoio Ambulatório Local). ARQUITETURA E PARTICIPAÇÃO, 1974-1976.

### Años ochenta: el posmodernismo
Durante esta década se asistió a una consolidación del ejercicio de la profesión de arquitecto, adquiriendo un protagonismo que acabó confirmándose en las décadas siguientes, con algunos edificios que son paradigmas del posicionamiento intelectual de los autores.
La influencia teórica de Aldo Rossi y de Robert Venturi había sido asimilada con diferentes interpretaciones por cada arquitecto desde los años sesenta. Esto llevó a una pluralidad de posicionamentos teóricos y prácticos, muy evidentes en la escuela de Lisboa y más discretos en la escuela de Oporto. De las generaciones de arquitectos de los años sesenta y setenta, con práctica en la urbanización de la ciudad, destaca Tomás Taveira (n. 1938), que personificara el estatuto de arquitecto postmoderno en todos los sentidos. La carrera de Taveira ya mostraba un dominio de varios lenguajes y programas arquitectónicos, culminando en el diseño del centro comercial de las Amoreiras (1980-1987). La influencia de Michael Graves es explícita, pero lo más llamativo del edificio en cuestión es cómo fue asimilado por la sociedad portuguesa y hoy es el mejor ejemplo del posmodernismo mediático. Considerado ofensivo por su estética fue su poética lo que vino a perpetuarlo como una síntesis entre lo popular y lo erudito.
Junto a esta producción centrada en la capital, Álvaro Siza Vieira ofrece una visión bastante diferente del posmodernismo, con la rehabilitación del Chiado, impugnada por algunos miembros de la clase por falta de audacia y moderación en el desarrollo del programa. Treinta años después, tenemos la Casa de las Historias como un buen ejemplo de esta interpretación discreta de la escuela de Oporto por el arquitecto Eduardo Souto de Moura.
Todos estos ejemplos se basan en el siguiente presupuesto interpretativo de Rossi, en el que "deposita sus expectativas de comunicación en la capacidad de formar y activar las capas profundas de la conciencia" y "despertar simultáneamente niveles de memoria individual y colectiva", según Denise Xavier.

### Arquitectura moderna

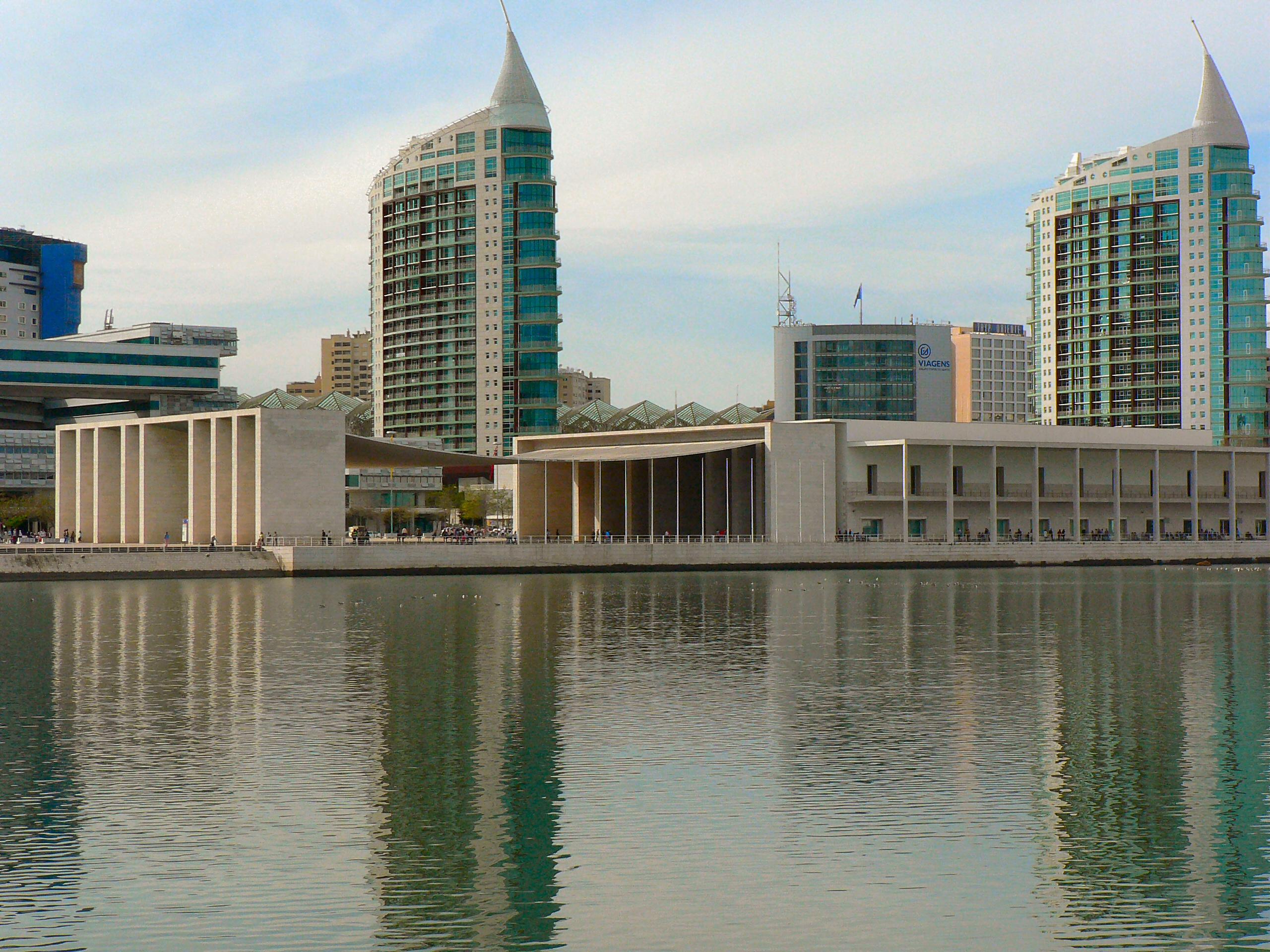
Arquitectura moderna portuguesa: edificios en el Parque das Nações, Lisboa.

Las antiguas tradiciones de Portugal, su aislamiento geográfico y el período prolongado que vivió bajo un gobierno autoritario, junto con la aparición de un grupo de arquitectos de gran talento, mantuvieron la arquitectura portuguesa limpia de imitaciones caprichosas. Portugal tiene una arquitectura que se desarrolló cuidadosamente dentro de la tradición local mediante un proceso equilibrado de absorción de influencias universales, hasta que emergió lentamente hacia el centro del escenario de la arquitectura mundial.
Una de las escuelas de arquitectura más importantes del mundo, conocida como Escola do Porto se encuentra en Portugal. Entre sus alumnos destacan Fernando Távora, Álvaro Siza (ganador en 1992 del premio Pritzker) y Eduardo Souto de Moura (ganador en 2011 del Pritzker). Su heredero moderno es la Faculdade de Arquitectura de la Universidad de Oporto.

Aunque la arquitectura portuguesa se asocia generalmente con el reconocimiento internacional de la figura de Álvaro Siza, hay otrosa arquitectos igualmente responsables de las tendencias positivas en la arquitectura actual del país. «Muchos arquitectos portugueses son hijos de Siza, pero Távora es un abuelo para todos nosotros». La influencia del propio maestro de Siza, Fernando Távora, se hace eco a través de generaciones.
También cabe destacar de nuevo a Tomás Taveira sobre todo debido al diseño de estadios: Estadio José Alvalade (2003), Estadio Municipal de Aveiro (2003) o Estadio Municipal Dr. Magalhães Pessoa, en Leiría (2003). Otros renombrados arquitectos portugueses son Pancho Guedes y Gonçalo Byrne.
El Centro de Documentación de la Presidencia de la República Portuguesa (Archivo de Documentación del Presidente de la República de Portugal) de Carrilho da Graça es uno de los secretos mejor guardados de arquitectura lisboeta.[cita requerida]